# めちゃ×2イケてるッ!の企画
めちゃ2イケてるッ!の企画（めちゃめちゃイケてるッ! のきかく）では、バラエティ番組『めちゃ2イケてるッ!』で放送された企画について記述する。
- 岡村オファーがきましたシリーズ
- 抜き打ちテスト
- 私立岡村女子高等学校。
- 濱口だましシリーズ
- お笑い芸人歌がへたな王座決定戦スペシャル

その他のコーナーはめちゃ2イケてるッ!のコーナーを参照。
本項目での放送期間・放送時間はフジテレビ（制作局、関東地区）のもの。

## 出演者の内訳
- 岡村=岡村隆史
- 矢部=矢部浩之
- 山本=山本圭壱
- 加藤=加藤浩次
- 濱口=濱口優
- 有野=有野晋哉
- 紗理奈=鈴木紗理奈
- 雛形=雛形あきこ
- 光浦=光浦靖子
- 大久保=大久保佳代子
- 武田=武田真治
- 敦士=敦士
- 重盛=重盛さと美
- 後藤=後藤淳平
- 福徳=福徳秀介
- 白鳥=白鳥久美子
- 川村=川村エミコ
- 三中=三中元克

## メンバー主役企画

### ナインティナイン
恋するめちゃカミ
2005年7月2日放送。
ナイナイさんいらっしゃい
2005年7月30日放送。『新婚さんいらっしゃい!』のパロディ。ナイナイのコンビ愛を試す企画。
ナイナイ20周年感謝祭20のやりたいことスペシャル
2011年2月26日の2時間スペシャルおよび3月5日（完全版）に放送。
オールナイトニッポン 新相方オーディション
2014年10月25日放送。

#### 岡村隆史
街角インタビューシリーズ
岡村が、日本屈指のモテモテ男たちに扮して街に出没するシリーズ。ディレクターに扮した矢部とアナウンサーの佐野が素人相手にキスドッキリを仕掛ける企画。これまでに扮したのは反町隆史ならぬオリ町隆史(1997年11月29日の第一回目)、中田英寿ならぬオカ田英寿(1998年9月12日)、木村拓哉ならぬオ村拓也(2000年5月27日)、イチローならぬオチロー(2002年)、ハンカチ王子ならぬハンカチおっさん(2006年)。
岡村ダンス企画 「芸人DDR」(2002年1月26日）
「ダンスで天下取ったる!!」と言う岡村が、ガレッジセール・藤井隆・小堺一機らダンスのうまい芸能人とダンスバトルを繰り広げる。ダンスを踊る際、岡村の戦闘服は、Angel Dust Breakersの所属時のジャージの上着を必ず着用。ガレッジと戦った際、山本が途中参加して岡村とアドリブダンスを披露した。
真剣10代 一人30代 すべり場!!（2005年1月15日）
『真剣10代しゃべり場』（NHK教育テレビ）のパロディ。「恋のかま騒ぎ」で岡村の恋愛話が必ずすべることから派生した企画。岡村が提案者となり「男女が付き合うことは無意味だ」と持論を主張したが、当時10代だった8人に矛盾を指摘され、後半は過去の恋愛にトラウマを持つ岡村を8人がカウンセリングする展開となった。
謝罪という名のもとに
2006年2月25日放送。当時話題となった岡村熱愛スキャンダルの謝罪を、メンバーに対して行うという内容であった。最後は、禊として山本が千本ノックを行ない岡村がキャッチして和解した。
マスコミ取材コント
原型はめちゃモテ時代のコント「ヨコヤマ弁護士」で、放送当時話題になっていたスキャンダルや事件の当事者に扮した岡村が殺到するマスコミ取材陣から暴力的行為を受けて激怒するコント。1998年に岡田武史に扮した「岡ちゃん」、2006年6月17日に内田裕也に扮した「オカダユウヤ」、2004年11月13日・2011年11月26日に渡邉恒雄に扮した「オカツネ」が、2012年10月27日に森口尚史に扮した「オカグチ氏」が登場した。
熱湯ドッキリ企画
2008年4月26日放送。日本テレビで放送されていた『スーパージョッキー』のコーナー「熱湯コマーシャル」のパロディ。収録のためフジテレビに来た岡村は廊下を歩いていると突然熱湯風呂の落とし穴にはまり、その後本人が出演している映画『少林少女』の宣伝をしたが、熱湯風呂に入った時間しか宣伝できないため、数秒間だけにとどまり、その後色とり忍者の収録でまたもや熱湯風呂の落とし穴にはまり、さらには岡村が座っていたバスの座席がリクライニングして、バックドアが開き熱湯風呂に落ちる仕掛けまで用意され、岡村が少林少女と書かれていた水着を生着替えするなど熱湯コマーシャルの要素が再現されていた。さらにはニセの試写会まで行われ、最終的には少林少女の製作担当である亀山千広も岡村と一緒に熱湯風呂を15秒間入り、その秒数で映画の宣伝が行われた。後に、突然熱湯コマーシャルとしてコーナー化となる。
岡次郎の夏
『菊次郎の夏』のパロディ。岡村の39歳の誕生日翌日の2009年7月4日に、「30代最後の誕生日スペシャル」として放送された。「もしも岡村がライオンキングの舞台を踏んだ2000年に結婚し子供ができていたら」という擬似体験企画で、とある母親の依頼により、父親を亡くして以来心を閉ざした9歳の少年・マサムネとの触れ合いにドキュメント形式で密着。岡村自身が「これホンマにめちゃイケか?」と感じる程最低限の笑いの要素を除いてあまりにもシリアスに物語が進んでいった。
大オチはマサムネを母親の待つ家に帰した後、「芸人に戻るためのサプライズパーティー」として、メンバーによる岡村の誕生日パーティが開かれた。「歌へた」二代目王者となった光浦による「ハッピーバースデー」の独唱からパーティーが始まるが、その後会場に「オカレモンJr.」に扮したマサムネが登場、「グイ〜グイ来ております! グイ〜グイ来ておりま〜す!」と屈託無く叫ぶマサムネの姿に絶句する岡村だったが、追い打ちをかけるように彼は、自分の正体は子役の小林正宗であり、父親の死も美人の母親も全て「設定」だったことを明らかにした。その後マサムネは「オカレモンJr.」として「めちゃ畑牧場」のマスコットとして起用され知名度を高め、イベント終了後は「レモンズJr.」の一員として準レギュラー化している。
134日ぶり奇跡の生還メンバーとついに対面
2010年11月27日放送。この年の7月15日から体調不良により休養していた岡村が復帰した企画。
VS隆史
2011年1月22日放送。『VS嵐』のパロディ企画。新メンバーと岡村がまだ親しくないということで、様々なゲームで岡村と対決する企画。エンディングの最後に、習字を大きく書くゲームで岡村は墨をいっぱい浴びて惨敗した。
超痛快!リトルダディ
2012年2月18日・5月5日・2014年1月4日放送。テレビ朝日系列の大家族番組「痛快!ビッグダディ」のパロディ。
岡村が「メンバーを感動させる」ために5男4女の大家族の父・岡下隆史(41)に扮し、大家族バラエティのお約束を踏まえたVTRを撮影する。だが次第に、妻との喧嘩を怪しいボディタッチで解決したり、乱闘の果てに岡下が木に吊るされたりと雲行きが怪しくなってきたため、とうとうメンバーが文句を言いに行くことに。そこで待っていたのは、スタッフジャンパーを着て他人のように帰っていく「家族」達と、スタッフから怪しい封筒を受け取る岡下の姿であった。矢部・加藤が「本家のイメージにも関わってくるから!」「やめなさい」と激怒するも、岡村たちは車で走り去っていき、その車のリアガラスには「おわり」と貼り付けられているだけだった。
なおこのVTRの内容はフィクションであることが明言されており、出演した「家族」達も実際は岡村がオーディションで選んだ人材である。ナレーションの木村は、本家『ビッグダディ』でナレーションを担当している小倉久寛に似たような口調で語っている。
岡下家の家族は以下の通り（学年がテロップに出なかった3人は年齢不明)。
- 父 隆史（41）
- 母 ゆい（28）⇒ゆいP（おかずクラブ）
- 長女 清美（中3）
- 長男 涼平（中2）
- 次女 光里（中1）
- 次男 勝政
- 3男 龍飛
- 4男 大河⇒レモンズJr.タイガ
- 3女 奈々美（小3）
- 5男 大樹（小2）⇒レモンズJr.大ちゃん
- 4女 みれい（小1）

本家のファンであるナイツの塙宣之もゲスト出演した事がある。
2012年5月5日放送分では、ビッグダディ本人もこの企画を楽しく視聴しており、番組宛に嫁役の女性が着用していたパーカーを前妻美奈子が欲しがっているという内容の手紙が送られた事が判明した。
2014年1月4日放送分では本物のビッグダディこと林下清志が出演した。
2015年6月の企画「キレ芸オーディション」にて、吉本所属の芸人であるおかずクラブのゆいPがこの企画で「ゆい」を演じていたことを明らかにするが、当日会った岡村が一切覚えていなかったことにキレていた。
岡村隆史 あの人の出産に密着！
2012年11月3日放送。
スーパースター岡村感謝祭 めちゃイケNo.1決定戦
2013年6月29日放送の2時間スペシャルにて、岡村の誕生日祝い企画。
1泊2日 超穴場リゾートの旅
2014年7月5日放送の2時間スペシャルにて、岡村の誕生日祝い企画。
結婚できない芸人No.1の岡村が証明！女性を必ずオトせる恋愛の方程式とは！？
2015年11月14日放送。ダレノガレ明美、おのののか、小島瑠璃子に岡村が友人より伝授された恋愛の方程式を実践した。
オカ柳徹子の部屋
2016年2月28日・10月29日放送。黒柳徹子に扮したオカ柳徹子によるロケ企画。
君の心は。
2016年12月放送。映画「君の名は。」のパロディ企画。岡村が自身のラジオにて2015年の27時間テレビにキングコングの西野亮廣が出演しなかったことを取り上げた際、「態度が気に食わない」と発言。それに対し西野も「岡村さんが嫌い」と反応し、犬猿の仲になってしまった。その仲を修復すべく、当該作品のような「入れ替わり生活」を体験し、お互いを理解してもらってわだかまりを解消してもらう企画。
それぞれ相手の顔を模した精巧なマスクをかぶって、相手の生活を体験。岡村は西野として本のサイン会やルミネtheよしもとでの梶原とのネタ打ちあわせを、西野は岡村としてオールナイトニッポンでのネタハガキのチェックやめちゃイケ収録前の現場を体験。また、岡村は西野の自宅兼アトリエで西野のブレーンでもある構成作家と、西野は岡村の地元である大阪・茨木で岡村の友人と会話。最後は岡村にとっては同期で、西野にとっては親しい先輩である博多大吉がそれぞれ別々に飲み会を行って2人を諭した。最後は本家さながらに2人が会い、お互いの本心をさらけ出し、ハグをして完全に和解…したものの、その光景を濱口による「笑う男」によって笑い飛ばされるオチとなった。
岡田紳助シリーズ
島田紳助のものまねをする岡村が司会となる企画。クイズパレード以外は日本テレビ放送網及びその系列局の番組のパロディ。紳助本人の引退後は放送されていない。
嗚呼!めちゃ色の珍生!!
2001年9月8日放送。『嗚呼!バラ色の珍生!!』のパロディー。ゲストが「逢いたくない人」に無理やり再会させる。矢部の「逢いたくない人」は、打ち上げの飲み会でよく会う矢部軍団（原口あきまさ、アンバランス山本ら）。
行列のできるめちゃイケ相談所
日本テレビの『行列のできる相談所』のパロディー。所長秘書は菊間千乃アナ。2005年10月22日放送で、2代目となる戸部洋子アナへ交代。「史上最強の芸能人軍団」（後に本家の『行列のできる相談所』に逆輸入）の4人があらゆるトラブルの相談を受けるが、最後は所長自ら罠にはまることに（2002年11月2日放送）なったり、オアシズの大久保からのトラブルだったが、最後は相方の光浦の相談内容に（2005年10月22日放送）なるなどのオチが待っている。
人生がスベる1分間の寒イイ話
2008年9月〜2009年1月放送。日本テレビの『人生が変わる1分間の深イイ話』のパロディー。
メンバーやゲストの「一見いい話だけどよく聞いたらめちゃめちゃ寒い」話を本家の様に1分間で紹介。その後本家同様に心のレバーを押し引きして「寒イイ話」か「う〜ん」なのか判定するが大抵バラされた人だけ「う〜ん」とする。稀に全員一致の寒イイ話になる。
27時間テレビ通クイズパレード
2011年6月25日放送。『クイズ!ヘキサゴンII』のパロディ。セットは、本家からの流用であった。2011年の27時間テレビがめちゃイケメインで放送されるため、2004年の27時間テレビに関するクイズが出題された。このコーナーのみ本家ナレーターの田中真弓がナレーションを行った。
寝起き企画
いずれも岡村オファーがきましたシリーズで寝ていた岡村が起こされた時のものから派生。いずれも岡村がチャンピオン。
寝起き早食い王決定戦・PRIDE
2000年6月17日、2002年11月23日放送。
「アクション寝起き」に代わる寝起き物。芸能人の宿泊先に早朝侵入し、就寝中の芸能人の好物を鼻先に突きつけ、眼を覚ましてからそれに食いつくまでの時間を計測する（寝ている芸能人の好物を早く寝ながら食べさせる競技）。誕生のきっかけは岡村が動物王国を訪問したとき、ムツゴロウがハムを就寝中の岡村の鼻先に突きつけたところ、目を覚ましてからわずか6.0秒後に食べたことから。チャンピオン岡村（ハム）の記録は6.0秒であるが、2002年11月23日のガッツ石松（バナナ）が5.2秒の好記録を出してチャンピオン返上。しかし、ガッツはチャンピオンベルトよりもバナナが欲しいとのことで、チャンピオンベルトが岡村に戻ってチャンピオン防衛となった。
鼻虫王者 ムシ寝起キング
読みは「はなむしおうじゃ むしねおキング」。通称・ねおキング。2005年11月26日、2006年6月17日、2006年8月12日〔総集編〕、2008年9月6日放送。
寝ている状態でクワガタを鼻にはさみ、どれくらいはさんでられるかという競技。「世界記録」は4分4秒。
「スターどっきり（ゆ）報告」も参照。

#### 矢部浩之
矢部浩之のオファーしちゃいましたシリーズ
「矢部浩之の持ってけ100万円」において、題目通りに100万円を持っていかれてしまったため、それに取って代わる矢部メインの企画。BGM、岡村のマイクの持ち方などが「持ってけ100万円」の名残として残っている。岡村オファーがきましたシリーズとは逆に、めちゃイケ側から各企業などにオファーする。矢部もこのシリーズでは岡村とは別のオファージャージを着ている。基本的にギャラはない。しかも、授業料と称するものまで支払う。毎回岡村がレモンの被り物をかぶった白タイツのオカレモンというキャラクターに扮する。
中嶋Pが矢部に密着しロケを行う。岡村は近くのホテルで常に待機しており、ロケには同行しない上に、エンディングのオチを持っていってしまう。2002年以降12月にロケ、1月に放送日が固定されている。ただし、第13弾についてはAKB48のシングル「永遠プレッシャー」の宣伝の兼ね合いから、11月ロケ、12月放送となる。
大企業でのオファーに始まり、芸能界の大手、チェーン店、メジャー商店街の小さな店舗、シャッター街と、年々企業の規模が小さくなっていくが、4年ぶりの放送となった13弾ではAKB48が関わっており、規模が大きくなっている。
飲食店などで矢部オリジナルの料理を考案・販売することがあり、後に「やべっち寿司」で出されることもある（実際「やべっち寿司」のコーナー自体がこの企画から誕生した）。
1. めざましテレビAD（1999年8月28日放送）
2. 温泉旅館 仲居さん（2000年1月29日放送）
3. ザテレビジョン32時間記者（オカレモン初登場）（2000年8月5日放送）
4. 探偵 （2001年4月28日放送）協力：オハラ調査事務所
5. ホリプロマネージャー 和田アキ子のディナーショー手伝い （2002年1月12日放送）
6. かっぱ寿司（前橋三俣店、2003年1月11日放送）
7. 安楽亭（入間二本木店、2004年1月17日放送）
8. 餃子の王将（水道橋店・戎橋店、2005年1月8日放送）
9. アメヤ横丁（2006年1月14日放送）
10. ファンタスタープロモーション[注 1] 山崎真実の1日マネージャー（2007年1月13日放送）
11. 洋菓子店メルベイユ パティシエ（高円寺、2008年1月19日放送）
12. 下町、千住のパン屋「パレット」（2009年1月24日放送）
13. Office48・AKS ギンガムチェック劇場盤大握手会（東京ビッグサイト）、島崎遥香（AKB48）の単独握手会（ディファ有明）はがし役（2012年12月1日放送）
14. バディスポーツ幼児園（世田谷区、2016年2月27日放送）

矢部破局スペシャル 幸せじゃナイナイツアー
2007年放送。岡村を叙々苑に呼び出した矢部は、当時の彼女ひとみちゃんにプロポーズしたと報告。それを聞いた岡村は「結婚した」と早とちりして大喜びし、すぐさま他のメンバーに言いふらすが、その後、矢部から断られたこと、そして別れることになったことが伝えられる。岡村は軽くがっかりするがメンバーに「結婚する」と言いふらしたことを思い出し大焦り。こうして叙々苑焼肉弁当を持って各メンバーにその事を報告することに。
紗理奈は涙を流し、濱口、オアシズは大笑いし、雛形、武田は固まり、加藤と有野には怒られるなど色々あったがなんとか全員に報告完了。だが岡村はさらに会見まで用意していた事が発覚。「お前アホやろ！」と怒る矢部だがもうどうにもできず、6月20日の破局記者会見へと話が繋がるのであった。
会見後、ひとみちゃんから手紙が届いており、「プロポーズを断ったのはこのまま私といると矢部浩之が芸人として面白く無くなってしまうかもしれないから」「私も頑張るからお前も頑張れよ」という応援メッセージが書かれていた。その後岡村の提案で、新しい矢部浩之になるために矢部会幹部コズモ難波による「注入」を行い番組を締めた。
英語がしゃべれナイト
2007年11月17日放送。『英語でしゃべらナイト』のパロディ。架空の英会話塾「オカCC」にて、矢部が六本木で突然外国人に英語で話しかけられた際とった行動を検証するというもの。オカCC講師の岡村が進行、生徒役のセイン・カミュ（ナレーター兼務）、光浦、矢部、加藤、紗理奈がVTRを鑑賞。
1. 薬（drug）をトラック、咳（cough）を洋服のコート、熱（fever）をスロットのフィーバーなどと間違える。
2. 矢部の歌う「ドンキホーテの歌」に要注意（英語ではdonkey(ロバ)に聞こえるので）
3. 更に、咳をラジオで音声を遮断する「カフ」と聞き間違え（ただし語源は一緒である）、更に、「俺、『オールナイトニッポン』やっとるんよ」などとわけのわからないことを言っていた。

芸能界ケーキNo.1決定戦 ケ-1グランプリ
2008年2月23日放送。同年1月19日放送の矢部オファーシリーズで評判となった矢部オリジナルケーキ「みかんブラン」に対抗すべく参戦した芸能人とケーキ作りで対決（『料理の鉄人』の要領）。選手は王者矢部、岡村、假屋崎省吾、セイン・カミュ、保阪尚希。審査員は他のめちゃイケメンバーと叶姉妹。MCは倉田大誠アナ。
セインは味噌、保阪はうなぎ、假屋崎はエディブルフラワー（食用花）を使用、矢部を含めてハイレベルな争いとなったが、岡村は生姜をテーマ食材に選び、叶恭子らにスイーツの材料としては平凡だとあしらわれる。また他の選手から食材を盗んだり、紅生姜やガリをケーキに盛りつけて非難を浴びた。王者矢部の「みかんブラン」の他に、假屋崎は「花のババロア」、保阪は「うなぎタルト」、セインは「味噌ロール」、岡村は「しょうがショート」というふうになった。
審査の結果、王者矢部のみかんブランが優勝。岡村のしょうがショートは0票で最下位。この結果を不服に感じた岡村は矢部のみかんブランや審査員席のテーブル、撮影用カメラやモニターの上などに生姜を乗せるという嫌がらせをし、他の選手や審査員達から「犬のマーキングか！」等とツッコミを浴びながら、スタジオから逃げ去った。
この結果を受け、みかんブランは以後の「やべっち寿司」のお品書きに加わることとなった他、高円寺の洋菓子店「メルベイユ」の定番メニューとして通年発売される事になった。
矢部浩之♡裕子結婚披露宴緊急生放送スペシャル!!
2013年4月6日の2時間半スペシャルにて緊急放送。

### 極楽とんぼ
極楽ツアーズ/めちゃ×2ツアーズ
2003年3月22日、2004年6月26日放送。極楽とんぼがツアーコンダクターとしてオリジナルツアーを行う『もしもツアーズ』のパロディーで、レギュラーメンバー全員が都内の有名行列店へ行き、ゆっくりしているところに、突然ルーレットが運び込まれて「極楽ション」という最悪なアトラクションを体験。ルーレットで決まってしまったメンバー1人は最悪なアトラクションをしなくてはならない。
2004年6月の放送では岡村が吊り上げられ、地面にある巨大ラーメンを取ろうとしたりして大変だったり、紗理奈はキリンに口で葉を渡そうとしてキリンのベロに顔や髪の毛を舐められてしまったり、武田はスタントカーの後部座席に座らされ、スタントを経験して恐怖を味わった。しかし、最後には極楽とんぼの2人が、武田よりもっと過激なカースタントを体験し、これまでの罪を償った。
「めちゃ×2ツアーズ」（2005年5月14日放送）ではゴールデンウィークにお台場を観光するが、山本扮する奇妙なミヨコお母さん（顔がガメラに似ている。本名：山原ミヨコ）によって妨害されロケ中止となった（ミヨコお母さんは、船の甲板などで手すりを見つけたり、車で登場しては、「やーめーろー!やーめーろー!やめるのが先ー!やーめーろー!やーめーろー!さっさとやーめーろー!しばくぞ!!」などと邪魔をした。加藤がドラマに出演したことを不服に思っている。最後はメンバーに5メートル（ロケ中止度特A）まで近づいては、5人の影武者とともに、「パンパンパンパン…」と布団を叩く。ミヨコお母さんがロケを妨害したのは有野の結婚企画の高視聴率に嫉妬したため）。
2007年には、おぎやはぎと堀内健がゲスト出演。かま騒ぎで大ゲンカした矢作とホリケンを仲良くさせるためお台場周辺を観光するもホリケンにちょっかいを出される始末。
2009年には、鳥居みゆきと近藤春菜がゲスト出演。
ゴクラク少年愚連隊 加藤の相方をどついたるねん!SP
2016年7月30日放送の「夏休みの宿題スペシャル!!」にて放送。後述の「ヨモギダ少年愚連隊」の極楽バージョン。番組放送開始20周年の節目に、「番組が決着を付けなければならない夏休みの宿題」として山本と10年ぶりの再会をするドキュメント。
なお、番組内では数回にわたり、10年前に被害者との和解が済んだ事、逮捕ではなく不起訴処分であったこと、及び10年に及ぶ謹慎という十分な社会的制裁受けた事を加味し、多くの関係者の理解と協力を得たうえで実現したことを説明している。また、山本に対する出演の許可が下りたことなどを含む一連を、8日前の7月22日に日本版が配信され大ブームとなった『Pokémon GO』にちなみ「ヤマモトGO」と名称、番組内の説明枠もポケモンGO風に進行した。
関係各所との調整により、ついに山本のテレビ出演及び再開が叶うこととなったが、10年間も音信不通だったことに岡村は激怒し「どついたるねん!」と息まく。 まずは相方である加藤の家に赴き、今回の企画を報告。そこで、加藤が山本には内緒で一緒にライブツアーを計画していたことを明かす。  気づかれないよう「豚しゃぶ ともまや亭」と改造したロケバスに乗り込んだナイナイと加藤は「明治神宮近辺にいるらしい」という情報を基に移動。 そこではあの頃と体格がほとんど変わらぬ山本の姿を10年ぶりにカメラを通して発見。自身が率いる草野球チーム「神様」の選手兼任監督としてプレーしていた。 草野球では素手でのキャッチや盗塁などのプレーに「反省していない」と岡村が噛みつくが、10年謹慎していた中、ようやく唯一の趣味として再び草野球を始められるようになり、「趣味を楽しんでいることと反省しているかどうかは別」として大目に見ることに。また、今回の企画は「気持ち」として、加藤が「今回自分はノーギャラ」であると宣言する。
2日目はモニタリングに「新しい波」「とぶくすり」の時代から共にしてきたよゐこ・オアシズも加わり、宮崎サンシャインエフエムでの仕事を隠し撮り。10年前と違い打ち合わせもしっかり行い、大久保がラジオネームを使って投稿した、山本自身の境遇に似せた内容のメールにも自分の気持ちに乗せて真摯に回答するなど、成長した瞬間を見せた一行は思わず涙ぐむ。 が、モニタリング終了後、加藤はスッキリ!!のため帰京しなければならなかったが、既に最終便が出てしまったこと、スッキリ!!を欠席するとまた何か勘ぐられてバレるかもしれない（前述した義父の深野さんが亡くなった時に葬儀のためにスッキリを休んだが、「再会郵便局」で公表するまで様々な憶測が立った経緯がある）ということから、440万円のプライベートジェットを自腹でチャーターし帰京することに。
最終日は「めちゃモテ」から合流した雛形・紗理奈・武田も加わり、パチンコ店での営業（番組が店舗を貸切った、実質的にニセ営業）をモニタリング。トークショーの予定だが、同席する予定だった梅宮辰夫が来られず、また店内にも怖そうな客が多数いる（全て番組が用意したエキストラ）という試練の状況にも、全力で仕事を行う山本。 しかし、山本が客に絡まれた瞬間、「パチンコ営業のキング」こと江頭2:50が乱入。その場で『フリースタイルエガジョン』としてエガラップや動き対決を行い、山本のキレがまだまだ健在であるということを見せる。 会場が再び盛り上がり、ステージに上がった5人の客が服を脱ぐと、その背中には「おい山本! 夜8時 お台場市民球場に 来い!!」の文字と岡村の顔をした猿（番組開始時の番宣広告に描かれたもの）のタトゥーが描かれており、その言葉に山本は涙ながらに了承する。
新メンバーも加えてついに山本と対面の時。遠くから現れた山本は笑いながら挨拶したことに、メンバーは疑問を抱く。改めて岡村とベンチに座り、囲炉裏を囲みながら話す『金スマ』スタイルで、改めて10年間の間に何があったのかを話し、初めてカメラの前で被害者の方に土下座で謝罪した。それでも怒り冷めやらぬ岡村は当初の宣言通り「どつく」ため、舞台を倉庫に作られたリングに移し、山本とのボクシングを実施。本当は殴られても立ち上がる姿を見せたかった岡村だが、一方的に攻撃を受け続ける山本に対しキリがないとして加藤に交代。改めて加藤が「当たり前じゃねぇからな!!この状況!」と怒りと涙の説教を行い、その中で本当は「10年間音信不通」ではなく、岡村の休養時にやりとりがあったことを明かし、改めて出演者・後輩である軍団山本の面々（田村淳・遠藤章造・庄司智春・ワッキー・武井壮）・スタッフに対し加藤とともに謝罪し、最後は視聴者に向けて2人で土下座をして謝罪した。謝罪後、加藤はこれで山本がメンバーに復帰できると喜ぶが、実際は「テレビ出演が可能になっただけ」であり、メンバーにも吉本にも復帰はないことを知らされる。しかし、加藤が内緒でコントツアーを計画していたことを知らされ、改めて「懺悔コントツアー」として一緒に取り組むことを決める。最後は11年ぶりとなる2人での「極楽ケンカコント」を行い、2人とも泥まみれになりながら再会を祝した。
その後は「抜き打ちテスト」に「加藤の身内」として自宅参加するなど、間接的に出演し、同年11月20日の「懺悔ライブツアー」最終日に山本の吉本復帰が発表、26日には番組内の「爆裂お父さん」でも発表された。そしてAbemaTV（現・ABEMA）でのレギュラー番組開始やMBSラジオへの復帰を経て、2018年1月2日放送回の3時間半SPにて、番組終了予定である2018年3月までの3ヶ月間限定で、実に約11年半ぶりとなる山本の「めちゃイケ」レギュラー復帰が発表された。
また、加藤が発した「当たり前じゃねぇからな!!」という言葉は、その後も「抜き打ちテスト」など番組内でしばしばネタにされた。更にものまねタレントの原口あきまさがこの放送以降、加藤のものまねをする際に様々な番組でこの言葉を多用するようになった。原口はめちゃイケや他番組内で加藤と共演する際、度々前述のフレーズを使用しての物真似を披露し、加藤を困らせている。

#### 加藤浩次
スカート・バイ・ミー
1998年8月1日放送。『スタンド・バイ・ミー』のパロディ。加藤浩次が子役数人とアイドルのスカートめくりをしに行くミニ企画。加藤浩次が子役達とアイドルに突撃して、スカートをめくるという内容。
加藤浩次喧嘩最強伝説
岡村が最初仕掛けにケンカを張ったが軽く振り払われて終了し、「コージ、お前は強い」とめちゃイケメンバーに称えられ初戦の相手、ガレッジセールが登場しゴリとケンカしたが、家族をいじられガチになり放送事故状態に。第2戦では、カラテカの矢部太郎と戦ったが足を掛けられて一撃で負けた。その後、ガレッジセールが乱入し取りやめとなった。3戦目はトミーズの雅とボクシングをする羽目に。何回も乱入してきたゴリもボクシングする羽目になり加藤は肋骨を殴られKO、ゴリもスタミナ切れで泥仕合に終わった。エンディング後の一言で最後に加藤が「ろっ骨イったかも…」と涙していた。
加藤浩次 涙の借金完済ツアー
1999年4月17日放送。加藤＆大久保の序章となる（詳細後述）。借金まみれの加藤。貯金が底をつき、元彼女からの借金50万円の工面に「肝臓売っても車は売らないよ」。とその時、大久保が現れ50万円を肩代わりした。救われた加藤は「俺たち付き合うわ」と2人は愛車アルファロメオで消えて行く。
結婚と出産のあいだ
2002年放送。加藤とその妻・カオリちゃん（緒沢凛）が結婚を発表してから出産するまでの200日間を追った密着ドキュメント。この企画の間、岡村は加藤家に居候するかたちで密着に参加し、他のメンバーも妻の代わりに家事を手伝ったり、陣痛が起こった際は産婦人科に待機し、加藤夫妻をサポートした。
- 第一章「狂犬の恋」（2002年3月2日放送）
- 第二章「狂犬の噂」（2002年3月9日放送）
- 第三章「狂犬の父」（2002年3月16日放送）
- 特別章「狂犬の印」（2002年4月6日放送 昼の部）最終章直前スペシャル
- 最終章「狂犬の宝」（2002年4月6日放送 夜の部）
- 番外章「狂犬の春」（2002年4月27日放送）未公開完全版

狂犬 加藤の芸人ケンカ最強列伝
2002年5月25日放送。
100kmマラソン
厳密にはめちゃイケではなくめちゃイケがベースとなった2004年27時間テレビ内での放送。加藤が救助犬のバリーとともに27時間100キロメートルマラソンに挑戦した。
途中TBSの『スーパーサッカー』への生出演のため、一旦TBSへ移動。スーパーサッカーには加藤に加えバリーも出演した。スーパーサッカー放送終了後、『さんま・中居の今夜も眠れない』のトークで明石家さんまらのトークに10分おされ、移動。再びマラソンを再開するが、87.5キロメートル地点で27時間テレビ放送終了時間が来てしまう。番組放送終了後も走り続け、深夜にフジテレビに到着。その模様は後日めちゃイケ本放送で放映された。
放送中のゴールとはならなかったが、加藤がゴールしたことを想定した予定の感動演出はお台場のスタジオで滞りなく行われた。身重の妻（カオリちゃん）と娘が感動の手紙の朗読をし、加藤が歌う予定だった「あの素晴しい愛をもう一度」は、深野が代理で熱唱した。加藤が中継先で唖然としている状況でスタジオ全員で大合唱。しかし深野の歌声は輪唱のように伴奏からどんどんずれまくり、感動とともに爆笑も呼び起こした。この企画は2008年の27時間テレビにて「最も残念だった企画トップ3」の3位に選ばれた。またこの際、山本には「自粛」のモザイクが入り、明石家さんまは「ある意味最も残念」とコメントした。また、加藤自身も2013年の27時間テレビの生爆烈お父さんで「（間に合わなかったため）飛鳥さんが怒られていた」と言っていた。
この失敗は、TBSへの出演と移動に要した約6時間10分と、休憩中にそうめんを食べ過ぎてパワーダウンした事が大きく影響したとされる。
25日の8:00には西川のりお・ぼんちおさむの「にせ狩人」が加藤の100キロメートルマラソンの伴走に挑戦した。
加藤トップキャスターへの道
2006年4月29日放送。この年の春より「スッキリ」の司会に抜擢された加藤に対する、テリー伊藤のプロデュースによるキャスター適正修行。スカイダイビングの直後、熱湯風呂+油谷さん。
加藤浩次に怒られたい
2014年10月18日・11月22日放送。「吉木りさに怒られたい」のパロディで2丁拳銃とダイノジが登場。
浩次びんびん物語
2015年6月20日放送。

#### 山本圭壱
山本通販企画 モテモテ通販グッズで女優にアタック
- 第1弾（1999年4月24日放送）相沢紗世
- 第2弾（1999年9月25日放送）小沢真珠

山本劇団
「とぶくすり」からストリート系ダンサーの岡村とともに、系統は違うがショーパブ系ダンサーとしてのダンステクニックを披露し続けてきた山本が山室奈美恵や『めちゃイケ〇〇王は誰だ⁉︎』を経て、ついに結成した劇団。
1998年1月17日放送の「街角ちょっといい話」企画では、C-C-Bの『Romanticが止まらない』に合わせて大量のダンサーとともに見事にダンスをキメてみせた。
「ホワイトデー記念 オレの女のオトし方」の企画で女優の伊藤かずえが参加。『実録ちょっと怖い話』で山本が宙を舞う演出などを見せつけた。
めちゃイケ30代アワー ザ・ヤマモトテン
山本が、1970年代アイドルの曲目を歌って踊るコーナー。アイドル本人も登場する。矢米宏（矢部）と黒柳靖子（光浦）が司会を務め、全5回放送された。類似企画として、「めちゃ2オキてるッ!」（2004年7月25日日本時間午前5時すぎ）で「早朝芸人のど自慢 ザ・ココイチテン」（後にお笑い芸人歌がうまい王座決定戦スペシャルに派生）を生放送した。登場したアイドルは以下の通り。
1. 風見しんご「涙のtake a chance」（1999年2月20日放送）
2. 堤大二郎「燃えてパッション」（1999年5月8日放送）
3. ザ・ヴィーナス「キッスは目にして」（1999年6月19日放送）
4. 郷ひろみ「2億4千万の瞳〜エキゾチック・ジャパン」（1999年7月31日放送）
5. イモ欽トリオ「ハイスクールララバイ」（2000年1月8日放送）

また、この派生で、加藤の妻・カオリちゃんが妊娠中であった時にカオリちゃんをスタジオに呼び、胎教に良い曲をランキング形式で流す「ザ・胎教テン」もあった（2002年4月6日放送）。矢米宏（矢部）と岡柳徹子（岡村）が司会。この時のベスト3は以下の通り。
- 第3位・雛形あきこ「笑顔の予感」（1フレーズを歌ったところで鐘の音が鳴って終了。雛形がいじけて股を広げた）
- 第2位・梓みちよ「こんにちは赤ちゃん」
- 第1位・明石家さんま「アミダババアの唄」（結局歌わず、さんまや今田耕司、東野幸治等が加藤に対して風俗関係の暴露話をした）。

実録・山本球団
山本がメンバーと野球をするが、セクハラまがいの指導をされたり、山本に意見する矢部は仲間はずれにされたり、紗理奈に至っては、なぜか川へ突き落とされるハメに。岡村は山本にコバンザメのように寄り添い、忠実な子分として行動。山本の言動に不満なメンバーからは「チビ太」と呼ばれている。
初回「めちゃイケにも感動のドラマを!」
1998年11月14日放送。様々な“筋書きのないドラマ”のパターンを、台本を基に再現。この日の裏で放送された『進ぬ!電波少年』の特番（朋友アフリカ・ヨーロッパ大陸横断ヒッチハイクゴール生中継）の感動に負けない企画を演出。なお、この時「球団カー」として用意されたのはトヨタ・ハイエースであるが、折角の新車を大雑把に落書きする始末で「野球馬鹿」「カキーン」などスプレーで書きまくりであるため山本はメンバーから非難を浴びた。
2回目「俺たちのオールスター」
1999年7月24日放送。「全国民が注目するオールスター戦」（山本談）の真裏で自分たちなりのオールスター戦をと、めちゃイケメンバーだけでなく腕に覚えのあるタレントからも精鋭を集め、大阪ドームへ乗り込む（球団カーはトヨタ・コースター。これも、落書きをしまくりの球団カーであるためメンバーから非難を浴びた）。その目的は山本曰く「松坂の球を打ちに行く」というものであったが、そこに現れたのは松坂投手と思いきや松阪牛の大輔君だった。周囲が呆れるなかで山本は「俺だって松坂に逢えるものなら逢いたいや!!」と逆切れしつつ、さりげなく松坂投手と面識がないのを告白していた。ゲストにデンジャラス、石田純一、井手らっきょ、小橋賢児（他球団ユニフォーム）。宮本和知はテスト入団で不合格。めちゃイケメンバーは矢部、加藤、紗理奈、有野（広島ユニフォーム）。矢部は「木造」ユニフォーム。
3回目「2度ある事は3度ある」
2000年7月22日放送。「クイズ濱口優」・「七人のしりとり侍」をメインで放送した。ゲストに宇野勝。
AV男優油谷さん
とぶくすり#主なコントを参照のこと。

### よゐこ
ナインティナイン vs よゐこ ガチンコ対決
よゐこの得意ジャンルで勝負。ほとんど有野が勝ち、よゐこの圧勝だった。
1. 1998年8月8日（沖縄）- 水泳
2. 1998年9月12日 - 腕相撲
3. 1998年11月28日 - 卓球
4. 1999年2月20日 - 相撲

ナイナイどっきり企画 ハガキ職人大作戦
2000年5月13日放送。よゐこの二人が『ナインティナインのオールナイトニッポン』にハガキを送り採用させナイナイを驚かすために企画した。ハガキを送る時のペンネームは過去に二人がめちゃイケで演じたキャラの名を使用した。
しかしまったく採用されず、加藤や光浦や武田達に手伝ってもらったり、番組でよく採用されているハガキ職人の谷口まさとまで呼んでハガキを送り続けたが一年経っても一向にハガキは採用されず、ついには企画のお蔵入り危機に追い込まれたが（ハガキ代を含め一千万円の制作費がかかったため）、最後の最後で武田がペンネーム「お台場シンディ」で出したハガキが採用される。これで企画は成功したが、よゐこの出したハガキは1枚も採用されることはなかった。
企画終了後に有野が出したハガキが2枚採用されたが、すでに企画が終了していたため撮影はされておらず、結局放送されることはなかった。
よゐこvsTKO ガチンコ水泳対決
2008年9月6日放送。TKOが大磯ロングビーチにめちゃイケメンバーを呼び出し、半年先輩のよゐこに水泳対決を申し込むが、TKOが惨敗してグダグダに終わる。全体的にTKOの芸歴の古さを強調する演出がなされたが、笑わず嫌い王決定戦からブレイクしたTKOを祝福する企画でもあった。

#### 有野晋哉
有野はめちゃイケに必要か!? 存在感CHECK
1999年1月23日放送。視聴者から「有野はいつもしゃべらないし陰も薄いので、めちゃイケにいなくてもいいのでは?」という投書があった。そこで、街に出て有野抜きで「僕たちめちゃイケメンバーです」と言って10秒以内に有野がいない事に何人の人が気が付くか、という企画。朝からロケをしたものの、誰一人として気づく人が出てこず、撮影は夜中まで続き、挑戦31回目にしてようやく気づかれ、めちゃイケに有野は必要、という事になった。
よゐこ有野ファン感謝デー
1999年7月10日放送。「有野はめちゃイケに必要か!?存在感CHECK」の放送内容で、有野ファンである視聴者が番組HPで有野の扱いに対して「返って印象が悪くなった」「誤解を解いて欲しい」と抗議。そこで、当時のよゐこHPにて有野ファンを募集し急遽作られた企画。
有野超カルトクイズ、お宝ハンマープライス、メンバーにリクエスト、（秘）焼き肉パーティーの企画で有野と一緒に1日を過ごす、というもの。オチは有野に内緒で有野邸でのドッキリの打ち上げであったが、岡村が口走ってしまったことでドッキリではなくなり急遽そのまま有野邸に乗り込んだ。この為尺が余ってしまい、急遽尺埋めに「ヤシ本真也」が登場した。この企画に参加したメンバーの中に後にスタッフとなる大平智恵（ブースカ）が有野ファンとして参加している。
有野極秘結婚式
2005年4月23日・30日放送。有野と北村祐子の出会いからプロポーズ、そして結婚式・披露宴までのドキュメント。
岡村は有野に突然呼び出されて結婚する事を告げられ、披露宴の司会をお願いされる。だか期間は1週間。その間に仲のいい芸能人（キャイ〜ンやオセロや田村亮や笑福亭鶴瓶など）に挨拶や、式場会場の場所など全ての準備を何とか終わらせた。だが披露宴前日に岡村と有野が段取りの確認をしている時、めちゃイケメンバーへの報告をお互いがしていると思い込み報告していなかった事が判明する。時間がなくぶっつけ本番となり、めちゃイケメンバーは誰の披露宴なのかも聞かされず衣装だけ指示をされ出席する事となった。
披露宴当日、相方の濱口以外の全メンバーが来場。本番が始まるまで誰一人本物の披露宴と信じておらず、有野が登場し仰天する事となる。媒酌人は加藤夫婦だったが、加藤もその場で（着席する場を見て）知らされる。また、当日の出し物もその場でメンバーにお願いされることとなった。山本は乾杯の音頭をお願いされ「3つの袋」の話のスピーチを行わされるも、先に岡村にネタばらしをされたため急遽思いつきでスピーチをする羽目になる。一つ目の袋を「池袋」、二つ目の袋を「コブクロ」と絞り出したものの、結局三つ目が思いつかず、乾杯と叫んだ。女性陣は「てんとう虫のサンバ」（チェリッシュ）が披露されるが、「口付けせよと囃し立て」の所で歌詞が繰り返されて、有野と北村がキスをした。さらに岡村から媒酌人の加藤夫婦にも向けられ、加藤は憤りながらも仕方なく妻のカオリちゃんとキスしようとするが、キスの瞬間にカオリちゃんが思わず仰け反ってキスを回避しようとしてしまい、加藤が激しく憤った。濱口は一ヶ月一万円生活のロケ中だったが、ナレーション曰く「テレビ朝日のご厚意により」急遽連れ出すことに成功。どこで何をするのか聞かされておらず、目隠し・大音量のヘッドホンで耳をふさがれた状態で式場まで連れて来られた。濱口は「どこやここ!韓国でペ・ヨンジュンとテストやろ?」「ここ（足場）細い?」と会場に到着（会場までの移動中、「ヨン様とテストか?」と解釈していたことから）。そこで目隠し・ヘッドホンを外され仰天する事となる（正規の濱口だましではないが、一応濱口だましに含まれる）。第一声は「みんなもう食べてんの?」であった。矢部はカラオケの持ち歌であるHOUND DOGの「嵐の金曜日」を披露したが、間奏の間に親戚一同が矢部を一目見ようと集まり、そこに紛れていたおばちゃん3号にキスをされた。矢部の歌の中断により会場が「救いようのない空気」になる中、濱口扮する「どぜうモン」が約11年ぶりに登場、武田のサックスによる安来節も交え、会場は爆笑に包まれた。
メンバーからの出し物が終えると、北村から家族への感謝の手紙が読み上げられる。式が終わりに差し掛かり岡村から有野への祝辞となったが、岡村はあえて「おめでとう」と言わず、「お前はこのまま本当に結婚してしまっていいのか」「去年、27時間TVの準備等でメンバー全員が不眠不休で忙しい時期を過ごしていた頃、有野はなぜそんな（結婚を考えられるような）余裕があったのか」と有野に問う。さらに相方の濱口も「ほかのメンバーに負けない力があるのか?そんなんで幸せに出来んのか?」と厳しい言葉を投げかける。重苦しい絶望と異様の無い気まずい神妙な空気、そして沈黙した雰囲気に会場が包まれる中、それまで黙り込んでいた有野から「メンバーに誇れる力…今は無いです。でも、結婚して守るものができたので、これまで以上に頑張っていきたいです…」と静かに重い口を開く。その後、先ほど苦言を呈した岡村は「結婚は有野にとって頑張るチャンスだ」と激励の言葉をかけるが、肝心の最後の言葉で「有野、頑張ってください」を「がんぶって下さい」と噛んでしまい、有野が「がんぶります」と返し、会場は失笑に包まれた。最後に有野からの「新郎のご挨拶」で披露宴は終わったかに見えたが、突然会場にプロレスステージが登場。よゐこの若手時代の恩師である難波規精（コズモ難波、松竹芸能東京支社長）が登場し有野をプロレス技で祝った。
今一番キテる男・有野が大活躍!
2007年6月9日放送。『ゲームセンターCX』「有野の挑戦」に挑戦中の有野にメンバーが現れ、具志堅用高、後にハゲの嫁はんとして只今参上 色とり忍者に登場するオバタリアン（おなじみのエキストラ軍団）、コズモ難波と戦い、岡村が「ストリートファイター」シリーズのリュウとケンの技、「昇龍拳をやると倒れる」という事を有野に言い昇龍拳を有野が使うと倒れるというある意味関西テレビ放送の捏造をネタにした企画だったが、オバタリアンには昇龍拳を使った後プロレス技をかけられ、コズモ難波に対しては技が全く効かなかった。
ダメ嫁ミシュラン
2008年6月21日放送。有野の嫁（北村）はダメ嫁だったということで、覆面調査員に扮するナイナイが調べる。
有野反省会
2014年11月8日放送「有吉反省会」のパロディで、司会者である有野を「反省させたい人」、つまり有野に酷い仕打ちをされた人が登場。

#### 濱口優
クイズ誰の実家でSHOW!?
2003年6月14日放送。大スターの実家を拝見、ヒントを元にそのスターの名前を当てるという建前で濱口の実家である「はまゆう」を舞台に濱口の過去を根掘り葉掘りイジっていく企画である。

### オアシズ

#### 光浦靖子
光浦靖子バースデー記念・女性芸能人初! 色じかけダマシ
1998年5月23日放送。誕生日プレゼントとして彼女に「モテまくる最高の一夜」を過ごさせてあげるためのドッキリ企画。俳優の高知東生に賞品付きで数々の指令（携帯番号を聞き出す、10秒間手を握る、キス）を出して光浦を誘惑させた。結局、光浦はその誘惑に全て引っ掛かり、最後は岡村が高知と入れ替わって全裸で光浦の前に登場してネタばらしとなった。
オナベがチャレンジャー光浦オトせたら100万円!!（光浦だまし）
2000年11月25日放送。『ウッチャンナンチャンの炎のチャレンジャー』のパロディ。合コン三昧の日々を送っている光浦に以前のような純粋な心を取り戻してもらうためのドッキリ企画。仕掛け人の紗理奈に光浦を合コンへ誘い出してもらい、そこでめちゃイケメンバーが全国から選んできた6人のオナベに「口説き落とせたら賞金100万円」という条件で彼女を誘惑させた。2回の選抜の結果、最終的に残った3人がねるとん紅鯨団の告白タイムと同じ要領で光浦に告白した。結局、光浦は雛形が選んできたじゅんぺいという名のオナベを選び、その瞬間にネタばらしとして大久保を含めた「タカラヅカもどきダンサーズ」が登場した。最後に、岡村からその日の合コンに関わった全ての人間がオナベだと知らされた光浦はショックのあまりその場で泣き崩れた。
バレンタインデー記念ドラマ・光浦家の三姉妹
1999年2月20日、2000年2月11日放送。めちゃイケ初のトレンディドラマとして、光浦家の三姉妹の長女・靖子がウェディングドレス姿でイケメン俳優とキスシーンを演じるまでを描く。
光浦が引退決意? 説得350kmの旅
2007年11月17日放送。光浦が豊橋市（正確には隣町の田原市）の実家で引退を決意。それを引き留めるために説得しながら旅をする。
加藤がスッキリ!!を休んで呼び出される。岡村が高砂親方の格好で光浦の自宅前で緊急会見、メンバーが嫌々光浦に快気祝いを渡すが一人五千円は少ないと激怒した。
名古屋コーチン養鶏所の看板を見て「名古屋コーチンが食べたい」とわがままを言った光浦。快気祝いに3000円しか入れなかった加藤が名古屋コーチン108羽のエサになった。その後光浦はロケバスで食べたチキンナゲットで満足。
一面に広がる茶畑を見て静岡のお茶が飲みたいとわがままを言った光浦。みんなでお茶を飲もうと言ったのだがひとり分の湯飲みが足りず、急遽矢部は近くにあったバケツで代用。全員で協力して飲ませたのだが、光浦が強くバケツを押したため、70℃のお茶が矢部にかかって悶絶したのだが、メンバーから無視された。
浜松市で有野が柿を取ってくるが女性農民が襲撃。1000円をカツアゲされた。復讐として加藤がお金を取り返しに行くが百姓一揆に逆襲された。
オバQに扮して待機していた大久保とシンクロナイズドテイスティングの氷水プールに落ちて完全復活。

#### 大久保佳代子
加藤&大久保物語
1999年4月17日～9月18日に3度に分けて放送。
加藤の涙の借金完済ツアーで、最後に加藤が発言した「俺たち付き合うわ」と言いつつ、全く大久保を相手にしていない事に業を煮やしためちゃイケメンバーが、早朝加藤邸に出向き無理矢理デートをさせ、実際に加藤がデートで廻ったルート通りに小樽でデートさせた。
一度目の放送後、FRIDAYに加藤宅から大久保が出てきたところを撮影される。その事を受けて今度は大久保の地元で思い出巡りし、さらには、加藤をだまして婚姻届を記入させて大久保の両親に挨拶し、加藤に高級婚約指輪を買わせ、両家の親が参加した神前式も執り行った。
結婚会見を行っていた途中、光浦の手によってオアシズの復帰会見に様変わりした。結局、結婚騒動はオアシズの復活発表の話題作りのために加藤が利用されただけであった。そのことで山本がキレてしまい、取っ組み合いの大ゲンカになり、あまりの山本のキレっぷりに加藤は怒りが収まったが、最後に加藤は大久保の胸ぐらを掴み「今からグーで女を殴ります」と結局キレていた。
放送終了後、2000通もの抗議文が殺到し、公式サイトのBBSも大久保への批判であふれていた。
矢部&大久保物語
2000年に2度に分けて放送。
矢部が運転していた車に大久保が当たり屋のように轢かれたことで物語は始まる。搬送中、大久保が温泉に行きたいと伝えたことで一路箱根へ。加藤の時と同じく実際に矢部がデートで訪れた芦ノ湖にてスワンボートに乗る。温泉旅館では大久保が矢部に精力剤を盛り、同じ布団で一夜を明かした。
その後、大久保が悩みを抱えたまま大阪行きの高速バスに乗車。大阪到着後、川で倒れている大久保を発見し、病院に連れて行ったところ妊娠が発覚。そのまま矢部の関係者に大久保の妊娠を報告する。その後矢部の母校である大阪府立茨木西高等学校にて矢部の同級生と恩師が集まり、矢部の高校時代の女同級生との選択を迫る。結果、矢部さらにはメンバー全員がその女同級生側に回り、大久保は復讐を誓った。
大久保さんの家でホームパーティー
2001年8月放送。正式にレギュラーになった大久保をねぎらい大久保宅でホームパーティーを行なったが、部屋が狭く、エアコンがないサウナ状態になるがなかなかメンバーから大久保へクレームが言いづらい。途中、紗理奈と大久保のケンカが始まり、対決企画を行った。岡村オファーシリーズのオカザイル編で出来た恒例の大久保特製きゅうりの酢の物は、ここから生まれた。
最後から二番目の恋
2014年7月22日放送。大久保が俳優の酒井敏也からドラマでの共演を機に猛アタックされたということで、大久保と真剣に付き合う気はあるのか、初デートをセッティングし隠し撮りで追った。
大池百合子知事の挑戦
2017年2月11日・18日放送。小池百合子ならぬ大池百合子が登場。

### 雛形あきこ
雛祭り
2006年3月11日放送。雛祭りのお雛様の格好をした雛形が「めちゃイケで自分の出番が少ない!」と憤慨し、当時のめちゃイケの人気コーナーを雛形メインで行うことに。雛形5年ぶりの主演企画であるが、内容は所謂「セルフパロディ」である。
1. 格闘女神HINA／めちゃ日本女子プロレス（雛形・紗理奈vsオアシズ セクシー泥棒キャッツアイ・リーダー決定戦（1997年7月12日、19日放送）以来の対決）
2. スモウライダー雛（雛形のSは通常の人間の200倍と判明）
3. どぜうヒナの人生相談室
4. 恋のひな騒ぎ
5. フジTV警察24分3.3〜雛形の瞬間1連発〜
6. 雛形あきこのオファーしました（ゴルフ場でホールインワンに挑戦）

この企画は最終回直前の「スタッフが選ぶ記録より記憶に残る回」でも8位にランクインした。ただし、「フジTV警察」の部分に関してはDVD・配信共々全てカットされている。

### 武田真治
武田ジャニーズ入り!? 大物アイドルが集結
2006年2月11日放送。数取団にV6が来た際、武田が「オレだってジャニーズ事務所に入りたかったんだよ」と発言した事から無理やり入門。
- フックンさん（布川敏和）、よっちゃんさん（野村義男）にユニットを組むよう依頼するが、赤レンジャーでないからイヤだという武田のために、実現せず。
- カーくんさん（諸星和己）と光SHINJIを組むが、階段から転げ落ち、そのまま解散。

内容の類似性については後述を参照。武田のジャニーズに入りたかった発言は山本がそう言ったほうが面白いからと本人に吹き込んだものであり、実際はホリプロ一途である。
武田が出版社に謝罪を要求 忘れられた6文字のナゾ！
2014年5月3日放送。

#### 杉田かおる関連
モテナイ女グランプリから派生した杉田かおるが武田に付きまとう企画。第一弾・第二弾が杉田の武田への恋心的要素が強い中、第三弾からは杉田が武田をプロデュースする企画へと変わっていった。第一弾から全て最後は武田が落とし穴に落ちてエンディングになる。
1. スキー場デート「私をスキーにつれてって」（2003年3月15日放送）
2. 杉田ロワイアル・武田をオトせと先生が言ったから（2003年9月6日放送）
3. 杉田が武田のサックスをプロデュース（2004年5月15日放送）
4. 武田真治好感度アップ100キロマラソン（2004年11月6日放送）
5. 人妻杉田を武田が略奪婚（2005年6月4日放送）
6. クリスマスまでに武田の新しい彼女を!（2006年12月16日放送）

### 鈴木紗理奈
紗理奈VSほしのあき（紗理奈だまし）
2007年4月14日のスペシャルで放送（未公開部分は5月19日に放送）。「濱口だまし」の紗理奈版ともいえる企画で、フォーマットはほぼそれを踏襲していた。冒頭では会議室に紗理奈以外のメンバーが呼び寄せられているところに岡村が怒りながら入り、「実はめちゃイケファミリーから不良が出ました!」と発言。ボンバーヘッドになったことに加え、「鈴木紗理奈だと変な先入観で見られるから」という理由で「MUNEHIRO」名義で歌手活動をする紗理奈は、本当にめちゃイケを愛しているのかどうか確かめるために実施。
濱口だましと同様、問題点を指摘した上で11年間で最大の怒りを露にする岡村が「鈴木紗理奈を(めちゃイケから)クビにします!!」と宣言する。
1. ほしのあきをウソの新レギュラーとして撮影に参加させ、紗理奈がほしのを嫌いになるように仕向け続けた。
2. 当初「ほしの新レギュラー入り反対派」には有野・光浦・加藤が入っていたのだが、紗理奈とは男性レギュラー陣でもっとも仲のいい有野は、『ゲームセンターCX』でのロケ現場（このロケはのちに「CX」のほうで放送されている）にほしのがたまたま遭遇した（という設定の）ため、ほしのが有野に急接近。有野がほしのと打ち解けたところで賛成派へ移行。
3. 紗理奈とは女性レギュラー陣の中でももっとも仲のいい光浦は、『ザテレビジョン』のインタビューでは当初ほしのを嫌うような発言をしていたのだが、「光浦さんの本を読んで感銘を受けた」と（ドッキリ用の）発言をしたほしのに感動した光浦が、演技を通り越した本物の涙を流し、ほしのを認めるようになったところで、光浦も賛成派へ移行。この直後、紗理奈はショックのあまりインタビューを途中放棄して部屋を出て行ってしまった（完全版で放送）。
4. 紗理奈がお父さんのように慕っているという加藤が、紗理奈も交えた食事の席でこれまでのほしのの言動を激しく責めた結果ほしのが号泣。しかし、加藤があまりにも妙な発言（「アンタ働かないと犬…食っていけないだろ?」）をした結果、紗理奈も監視する他のメンバーも大爆笑するハプニングが発生。加藤が再び怒り出したためなんとか事なきを得た。その後「家が同じ方向にある」ということでほしのと加藤は同じタクシーに乗車。しかしその後意気投合した二人は「大人の関係」（ウソ）に発展してしまい、加藤も賛成派へ移行した。
5. 最後は屋外ロケ（ウソロケ）『笑えば勝ちよ!スカイダイビング大喜利』でほしのが重傷を負い埼玉県某所の病院に搬送される超シリアスドラマに。手術室の外で待つ濱口以外のメンバーが言い争いをする（5月19日の未公開で、その時のリハーサルも紗理奈以外のメンバーで行われていた事が判明）中で紗理奈は前述の「大人の関係」を知りショックを受ける。そして手術室から執刀医に扮した濱口が出てきて、紗理奈の面前で大爆笑しネタばらし（医龍-Team Medical Dragon-のパロディの笑う男。ネタばらしのBGMは濱口だまし（スターどっきり㊙報告）のものと同じBGM）。

一ヶ月近くに渡り行われたドッキリで、予想を超えた紗理奈のほしのに対する拒否反応が周囲に撒き散らされ、自身のブログにもそのときのつらい心境がつづられていた。紗理奈の連絡先を知らない岡村を除くメンバー全員に相談したが、岡村とは一番仲が良くないとドッキリ終了後紗理奈の口から語られ、最後岡村がスタッフ・メンバー、そして中嶋Pからダメ出しされた（完全版で放送）。
また、加藤・有野・光浦がほしの加入反対派だった時に3人と紗理奈で話す機会が設けられ、加藤が「一人入れるから一人減らすって考えはどうかと思うわ」と発言（台本）したが、別室で見ていた岡村から「このセリフは今加藤浩次にとって一番辛いセリフのハズです」と山本の件に暗に触れ、テロップに「捨て身」と表示された。
なお、反対派の1人の役回りを演じた加藤は、元々俳優業が本業である武田・雛形・紗理奈を除いてメンバーの中で最もドラマ出演が多い筈だが、ドッキリ進行中に大小様々なミスを繰り返し、岡村を中心に厳しいダメ出しを受けていた。
女子力クイズ サリナンデス!
2016年1月30日放送。「ヒルナンデス!」のパロディ企画。ちなみに、たんぽぽの2人は当時本家にレギュラー出演していた。
「めちゃイケを女子にも見てもらうようにする」というコンセプトの下、紗理奈と小林麻耶をMCに据えて、女子力を上げるための食事・衣服・メイクなどを紹介するという触れ込みの企画である。オープニングも本家のオマージュ。フェルナンデスくんの紗理奈バージョンが上にいる。めちゃイケ女子レギュラー・白石麻衣（当時乃木坂46）・秋本裕香・ダレノガレ明美・舟山久美子・LUNA・中村美和・近藤千尋が架空のレギュラーメンバー。他には、めちゃイケ男子メンバー・渡部建（アンジャッシュ）・藤本敏史（FUJIWARA）・神田（ハマカーン）が出演。もちろん、これをそのままやればパロディ元の「ヒルナンデス!」のような生活情報番組になってしまい、一切笑いが生まれない。ここから、どうやって笑いを生み出すかが腕の見せ所。ハマカーン神田は女子力があり過ぎて女子メンバーのフォローをしてしまっていた。
この企画が放送された回の視聴率は4.5％であり、20年間で過去最低視聴率を記録した。

### ジャルジャル

#### 福徳秀介
福徳様は突然に…
2014年5月17日放送。

#### 後藤淳平
ジャル後藤の隠し新居 （祝）新築パーティ
2017年9月2日放送。東京に建てた後藤の新居にメンバーが訪問し、カレーパーティーを催すが、カレーを新居にぶちまけるロケコント。

### 重盛さと美
シゲモリの森
2011年6月18日・8月27日放送。スタジオジブリを模したセットをバックに、重盛が考えてきた企画やコーナーを紹介する企画だが、独創的なものが多く、誤字脱字も多かったため、終始メンバーに突っ込まれていた。
突然クイズ 正解はあります！
2014年8月2日放送。2014年5月3日に放送予定だったが直前で中止となった「阿呆方さん緊急会見」のブラッシュアップ版。
Doctor‐× (ペケ)
2016年11月19日放送。「ドクターX〜外科医・大門未知子〜」のパロディ。

### 三中元克
はじめてのおつかれ
『はじめてのおつかい』のパロディであり、岡村扮する「岡所ジョージ」と加藤綾子アナ（第1弾・第2弾）・西尾由佳理（第3弾、日本テレビ元アナウンサー）が司会進行を務める。芸能界に入りたてで、人のことを信じやすい三中に対し、思わず「おつかれ!」と声をかけてあげたくなりそうになるドッキリを仕掛ける。
第3弾（2013年9月7日）では、お台場合衆国にて休みなく働き続ける三中に元気を出してもらうという目的で、合衆国の女性スタッフ（という設定の女優）が接近する恋愛系ドッキリを実施。しかし2ヵ月足らずの間に3人の女性に恋心を抱くなど、オーディション合格時と比べて調子に乗った三中に対しお灸を据える意味で青ジャージのレプリカを没収。さらに、足柄サービスエリアで行われる「めちゃイケSA」の支配人に就任させ、営業期間中強制的に足柄に移住することを命じられた。
サンナカチャポン
2011年7月2日放送。『サンデージャポン』（TBS系）のパロディ。三中がジャーナリスト役で、FNS27時間テレビの予告も兼ね、出演者の予告を行った。なお裏番組の都合により名倉潤（ネプチューン、奇跡ゲッター ブットバース!!）は外国人・上田晋也（くりぃむしちゅー、世界一受けたい授業）はものまねタレントで対応した。また、明石家さんまのものまねタレント・ほいけんた、タモリのものまねタレント・コージー冨田も出演した。
めちゃイケSA
2013年9月から2014年9月まで、足柄サービスエリア下り側にて、2013年お台場合衆国に展示した模擬店を実際のSAに移す形で営業した。前述の通り、「はじめてのおつかれ」での任命通り三中が期間中足柄に移住し支配人を務め、模擬店では「ガリタ食堂」の人気フードメニューや番組グッズのほか、ファミリーマートとのコラボレーションのもと三中がプロデュースした商品も販売していた。2014年4月以降は江頭2:50がバイトリーダーとして不定期で勤務していた。
当初は2014年3月までの半年間の営業を予定していたが、2014年3月15日放送の企画でめちゃイケSAを9月23日まで営業期間を延長することを発表した。めちゃイケではサービスエリアのPRコーナー「三ちゃんの足柄だより 〜拝啓 大阪のオカンへ〜」を設けていたほか、9月20日まで放送していた。
みちのくでプロレスラーに!?
2014年10月18日放送開始。東北地方を拠点に活動するみちのくプロレスに入門してプロレスラーを目指す企画。しかし、半ば強引に企画が始まった背景もあり、三中はトレーニングに身が入らず、練習生のテストに不合格。その後、本人やスタッフからの嘆願で再テストを受ける事になるも厳しいトレーニングに耐えることが出来ず、脱走し東京に戻ってしまった。帰京後にジャルジャルに説得され、みちのくに戻って厳しいトレーニングを再開し、見事練習生のテストに合格。しかし数か月後、再度脱走した事が発覚する。
もともとお笑い芸人を目指していたこともあり、2度目の脱走時は、番組サイドとめちゃイケメンバーに伝えることなく勝手に高校時代の同級生である臼杵寛と芸能事務所のオーディションを受けていることが、事務所からの確認電話で判明。
これらを受けて、三中以外のメンバーによる話し合いが行われる。「芸人志望なのにお笑い番組の企画を投げ出すのは矛盾しているのでは」「芸人になってもすぐ辞めそう」などメンバーから厳しい意見が出されるも、その場では加藤が「みんなが怒るのも分かるが、三ちゃんの人生なのだから、一度彼に自由にやらせてみよう」と場をまとめる。
結局、プロレス企画はそのまま打ち切り(お蔵入り）となり、これ以降、三中は正式にお笑い芸人を目指す方向にシフトチェンジするが、オーディションを受ける際は、三中には内緒で事務所からめちゃイケメンバーに受験を伝えられ、それをメンバーがモニタリングする形となった。いくつかの事務所を受けるが、ナインティナインのネタをパクったものといった内容であったため、審査員に酷評されて不合格となるも、2016年2月19日によしもとクリエイティブ・エージェンシーに所属することが発表された。後の収録でも矢部から直接よしもとの他にグレープカンパニーに合格したことを伝えられた。
1度目の脱走の模様は2015年3月7日「三ちゃんのプロレス修行132日の全記録！」、2度目の脱走の模様は2016年2月20日「アマフェッショナル 〜素人の流儀〜」として放送されたほか、修行の模様はフジテレビのYouTube「フジテレビアラカルト」で「みちのく三ちゃんねる」として2015年9月17日まで毎日配信された。
2024年5月22日に公開された鬼越トマホーク、ニューヨークとのコラボトークで二度目の脱走については事実と異なり、企画中は給料も貰えず、精神的肉体的苦痛にも見舞われたため、人生社長に「すみません、やめさせてください」と謝罪の上、きちんと同意も得た上で帰京したと判明。しかし自分達へは相談もなく勝手に辞められた事に腹を立てた制作スタッフが実質的なペナルティとして、三中を悪者へ仕立てるためにこれを『2度目の脱走』として扱っていた裏事情や、その後のスタッフ側からの暴言や陰湿な対応も暴露。それまで番組やその他の媒体で公表していた経緯や途中の会話等は全て番組側の演出（とどのつまりはやらせ）だったと証言した上で三中はスタッフ一同、再オーディションの話が出る以前（プロレス企画を破算にした直後）から自分を降板させようとする意図が丸分かりだったことも発言した。プロレス企画はフジテレビスタッフの計画性がない内容と不適切対応で潰していたことが判明したため、企画失敗原因はフジテレビだと暴露した。
お笑い芸人・三中元克　めちゃイケメンバー再オーディション 国民投票
2016年2月27日の4時間スペシャルで生放送。お笑い芸人を志望しながら、お笑い番組の企画を放棄してオーディションに合格したため周囲の先輩芸人からは祝福の声はなく、厳しい意見が飛び交う。その中で、岡村休養時のオーディションで争ったダイノジの大地洋輔から「一般素人としてめちゃイケ新メンバーになったのだから、芸人になるなら芸人としてもう一度オーディションを受けろ」と涙ながらに訴えられる。それにメンバーが納得した事で、生放送かつ視聴者投票による『”芸人”としてレギュラー参加をかけた再オーディション』を受けることになった。三中と臼杵は生放送までの間、フジテレビに泊まり込んだり、他のメンバーにアドバイスを乞うなど、必死にネタ作りに励んだが、視聴者からの評価は「合格」44%、「不合格」56%で不合格となり番組を降板することとなった。
三ちゃんのお礼参りSP
2016年3月12日放送。前半は再オーディションの後日談として、プロの芸人としてみちのくプロレスの巡業で相方の臼杵とMCを務める。途中リングに呼び出され、三中の指導役だった野橋太郎からけじめのビンタを喰らい和解。
後半では不良キャラになった三中がメンバーに今までの不満を言い、それを言われたメンバーは「三中の味方」という設定の野橋と佐々木大地によってプールに投げ落とされる三中考案のロケコントを行った。
この放送分以降はフジテレビ出入り禁止という懲罰的措置もあり、三中はゲストとしてもめちゃイケに出演することはなく、最終回でも一部のメンバーがその存在に少し言及した事と過去の出演VTRや画像が僅かに使用されるだけに留まった。

## ナイナイ欠席企画
番組の中心人物であるナインティナインが諸事情で欠席した時に、残されたメンバーにより行われた企画。

### ナイナイ欠席緊急会議
1999年6月12日放送（注・放送当日予定されていた野球中継が雨天中止のために雨傘番組として放送）。矢部は映画『メッセンジャー』の撮影があり、また岡村はテレビ番組『ASAYAN』の収録中にハエを捕まえようとした際に肩から倒れてしまい骨折したことで、ナイナイの2名がめちゃイケの収録に参加出来ないことになってしまった。また、放送日の裏番組としてプロ野球の巨人戦があること（これは放送当時はほぼ毎週のことであったのだが）を意識して、ナイナイ以外のメンバーが不安になり、緊急会議を開くことになった。雛形が進行役となり、「ナインティナインがいないめちゃイケをどうするか?」を議題に各メンバーが考え、以下のコーナーを実施した。
STAMP（THE STAMP SHOW!!）
基本はSTAMPであるが、ナイナイの2名が不在で4名で行うことになった。しかしサイコロは通常通り6面であるため、応急処置として、緊急会議で「ナイナイの穴を埋めてやるよ!」と宣言したデビット（加藤）のイラストがナイナイの分を埋めて3面描かれたサイコロを使用した。そのため加藤が当たる確率は50%となってしまったが、実際に出た目がスティーブ（有野）、ポール（濱口）で加藤は大喜び。ところが、ハリセン攻撃が始まる時にスタッフの不手際で、音楽がチェキッ娘だったり、カメラマンが画面に見切れたり、AD中嶋（当時）がハリセンを持って登場したりしてやり直しを余儀なくされる。その結果、4回目に加藤が当たってしまい、何の不手際もなく山本（ルーク）の巨大ハリセン攻撃を顔面に受けてしまう。
よゐこVS極楽 ガチンコ対決
普段はナイナイとよゐこが様々なスポーツで争うが、今回は極楽とんぼがボクシングで参戦。しかし、極楽の2人はバラエティーを度外視して本気でよゐこを叩き、2人合わせて25秒でKOさせてしまった。濱口は負けた後「空気読めよ」と絶妙なツッコミを入れた。
SMAP中居くんと日本一周 ○○の旅
進行役は山本。SMAPの中居正広をTMCのロビーに呼び、普段はナイナイが進行する「日本一周」の企画を告げられるが、山本が監督をしている草野球チームの選手である中居は拒否をせず、快く承諾する。ところが、山本が中居のスケジュール確認をしておらず、「今は無理」と断られてしまったが、山本は「今じゃなきゃダメ」と駄々をこねる。その様子を見た加藤が怒り、山本に暴力をふるうが、普段止められる人（矢部）がいないため、中居に仲裁を要求。中居は果敢に極楽とんぼの2名にわってケンカを止めようとするが、逆に投げられて飛ばされてしまった。最後は山本がタクシーで逃走を図るが、加藤に追い付かれた上にいつの間にかドライバーが中居と入れ替わっておりそのまま空港に行く羽目になった。
アクション寝起き
アクション寝起き未経験の武田がぜひやってみたいと提案。先輩の加藤と山本に連れられて初心者の武田（おでこに初心者マークが貼られていた）がホテルのドアを開けようとするが、IDカードを新聞受けに差し込んだり、ドアベルを押してしまったりと前途多難。そして寝室に入ってみると、今回のターゲットである雛形と紗理奈が起きていた。実は、ドッキリ企画なのに武田が事前に趣旨をターゲットの2人に説明していた事が判明。武田はアクション寝起き免許取り消しとなった。
エガちゃんの一言物申す
フジテレビのロビーで収録。進行役は加藤。通常では江頭が過激な登場の仕方をするが、この回では加藤は何も仕込んでおらず、江頭が普通に立ったままの姿で登場。これに江頭が激怒し、加藤に文句を言うが、加藤はこの逆境を越えてこそ世間の評価が上昇すると力説し、江頭は乗ってしまう。物申す相手がフジテレビの当時の新入社員であったが、江頭の質問に対して普通に回答したためリアクションに困ってしまい、最後の「江頭アタック」も不発に終わってしまう。世間の評価が下がって落ち込んだ江頭は「カットの踊り」と叫んで下半身を露出したり、脱糞しようとしたり、ゲロを吐こうとしたりするが、メンバーに止められるどころか煽られたため途方にくれる。
ザ・カルチャータイム
通常では矢部がMr.ヤベッチとして登場するが、この回では加藤がMr.カトッチとして登場していた。出題者も岡村と杉浦アナではなく、山本と光浦が担当。お題は「○○ミキ（当時の加藤の彼女）」。最初は戸惑っていた加藤だが、途中で吹っ切れてどんな質問でも答えると宣言。「初デートの場所」や「小樽旅行」についてしみじみと解説したが、最後は近所のコンビニでミキちゃんが別の男と歩いていたことを暴露し、解説は終了となった。
最後に尾崎豊の「15の夜」をメンバー全員で歌い、ナイナイ不在でもやり遂げた満足感を爆発させた。
なお、この回だけ番組タイトルが「めさ×2イケとるッ!?－What A Fool We Are!?－」で、岡村が叫ぶ所を濱口が代役。前提供のアナウンスも「めさイケは、ご覧のスポンサーの提供でお送りします。」と読み上げられる徹底ぶりだった。なお、「15の夜」を歌う途中に入った後提供は通常の「めちゃイケは、ご覧のスポンサーの提供でお送りしました。」に戻っていた。

### 岡村欠席緊急会議
2001年9月1日放送。岡村が映画『無問題2』の撮影で香港に行ってしまい、残ったメンバーがめちゃイケの収録をどうするか緊急会議した。各コーナーの収録時間が迫ると矢部の携帯電話に岡村が電話をし、代替を用意したことを伝達する。
オカッチ&ミヤッチ
主役のオカッチ（岡村）の代替としてノッチ（デンジャラス）が登場した。基本的にミヤッチ（宮迫博之）が悲惨な立場となるコーナーであるが、結婚生活についてミヤッチとノッチに聞くと、ミヤッチは家庭円満を報告したが、ノッチは女房が浮気をしていることを公表し、「勝てないよ」とミヤッチがノッチに対して完全に敗北を認めた所で終了。
ダジャレ人間ゴン
ばあちゃん（岡村）の代役として千石規子（『しりとり侍』のモチーフ『七人の侍』に豪農家の娘として出演）が登場した。本当のばあちゃんが登場し、メンバーは困惑。「罰ゲーム（電流）を千石さんにさせるのか?」とメンバーが心配したが、結局ゲーム自体行わず千石の話を聞いただけで終了。
ダイブツ君
主役のダイブツ君（岡村）の代替として猿まわしの次郎（猿）が登場し、学ランを着てコミカルな動きをする点は岡村そっくりで、周りのメンバーも大ウケであった。
SHORT COOL「イケてる中肉中背」（横須賀社長）
小さい社長（岡村）の代替として加藤の義父でもある深野正一さんが登場し、鳥羽一郎の「兄弟船」を披露した。普段では濱口以外は小さい社長の姿を見ないルールであるが、この時は見ることが出来た。
Mの三兄弟
前田三兄弟長男の隆史（岡村）の代替として、相方の矢部が登場した。ターゲットは小池栄子で、矢部が小池に「話が長い」と注意され張り手で殴られると、岡村であれば「昇天」するはずが、矢部自身は極Sであったため小池を張り手で殴り返してしまった。小池も極Sであったため、矢部を張り手で殴り返し、この繰り返し。最後にはお互いケリを入れていたが、この様子を見ていた極Mの浩次（加藤）と優（濱口）が耐えきれず、小池にケリをくらい「昇天」しまくっていた。
クイズ濱口おさる
5枠解答者の岡村の代替として西川きよしが登場し、問題VTRでおさるがネタを言おうとした所できよしが「矢部さん?」と問いかけてきたため、問題VTR（=まさる&おさる）が一時停止。「意味が分からない」と混乱したのか解答ボタンを押してしまい、解答席に付いたランプをきよし自らが回して消した。ようやく出題され、他の解答者がボケ解答をする度に「あぶないよ、それは」「青少年に悪影響だよ」等、国会議員らしい発言を連発し、結局初の正解なしという結果に終わった。
全てのコーナーが終了した後、エンディングトークの場面で「オカレモン」姿の岡村が登場。最終便の飛行機に間に合って帰国出来たようで、帰国出来なかった時の代役も用意していたという。その代役とは「オカレモン2」に扮した岡田眞澄で、岡村のコミカルな動きを岡田が真似して笑いを誘った。

### 緊急スペシャル 岡村40歳に今何が起きているのか
2010年7月10日放送。岡村が体調不良のため休養し、7月3日に放送予定だった誕生日企画の収録が中止となった。加藤のジンギスカン屋に集まったメンバーが緊急討論会を開催し、岡村に対して普段思っていることをぶつけ合った。欠席裁判の途中では「めちゃtwitter」（一時復帰していた岡村が病院のセットで放送内容についてつぶやくショートコント）が流れた。
その内容は「本業でない映画とそのプロモーションに力を入れ過ぎ」「他人に厳しく自分に甘い」「ドケチ」「プレッシャー星人の収録中に負った怪我を気にしていたのを慰めたところ、理不尽に怒鳴り返された」「花屋でバイトする新垣結衣似の処女が理想のタイプ」「江角マキコを母親のように慕っている」「売れっ子ホストのような部屋に住み、福山雅治とお揃いの電化製品を持っている」などの愚痴や暴露だったが、終盤に武田がこれまでめちゃイケのエースとして、そしてナインティンナインとして常に笑いに全力投球してきた岡村に対して「しばらく休ませてあげよう」と提案する。それでも納得しない加藤だったが、最後に濱口の「極楽とんぼで言えば、もう4年間休んでるようなもんですからね」の一言に何も言い返せず、矢部と「サービス残業コンビ」として頑張ることを決意した。
岡村は一時復帰した後、療養のための長期休養に入ることになった。その際の『ナインティナインのオールナイトニッポン』には、岡村の代理として加藤やオアシズが出演している。

## お台場イベント関連
イベントでの展示概要が決まると、岡村がゼネラルプロデューサーとなってメンバーに紹介する企画を放送（2007年を除く）。また冒険王開催期間中はPRのためのミニコーナーが放送される。

### 2006年 東京めちゃイケランド
2006年7月8日放送。冒険王のめちゃイケブース団長に指名されたゼネラルプロデューサーの岡村は「どうすれば客が来るテーマパークができるか」悩んでいた。浦安市の「東京ディズニーランド」をモチーフに、中嶋P・明松D（カガリD）とテーマパークを完成。ミッキーマウスの耳だけをつけた関取団（セッキーマウスと仲間たち）が、「セキトリカルパレード」を1日1回行進。最終的に7月3日生まれの岡村の誕生日祝いで油谷さん（アブランドに展示）が登場（油谷さんは1995年3月3日に放送された、とぶくすりZ新潟スキーロケ以来の岡村襲撃）した。なお、山本の出演は一旦これが最後となったほか、不祥事発覚後にイベント開始から数日で一部展示を変更する事態になっている。
1. 数取団ブース（ブンブンランド）
武田のバイク（ハーレーダビッドソン）
各メンバーのバイクやスモウライダーの優勝額、スモウライダー版の「ちっちゃい山さん人形」も展示されていたが、山本の不祥事後は光のバイクと写真・優勝額・山さん人形を撤去したうえで継続した。
2. 喫茶∞（ヤンキーランド）
加藤家のソファー（マジックでの落書きが可能だった）＆ダーツセット&フィギュア（グレムリン、シャア専用ザク。ザクはいたずらで角と頭部が会期中に紛失している。）&本（すべて加藤の私物）
3. やべっち寿司（ヤベッチランド）
矢部の「勝手にシンドいらっしゃい」（勝手にシンドバッドの替え歌、歌詞のほとんどが「いらっしゃい」）
4. 山奥ブース（ヤマサマランド）→スタッフルーム
山様相関図、昔の彼女の写真を展示（プライバシー保護の為回転している状態で展示。が足元に写真集がある）
鈴木紗理奈（＆カガリD）のすっぴんイメージガールポスター
山本が不祥事で一時降板後は、ブースが数日で急遽改装されてスタッフルームとして中嶋Pのデスクをイメージした展示に変更して期間終了まで凌いだ。
5. 恋のかま騒ぎブース（オカマランド）
有野がオカマに襲撃される（リアルカマ騒ぎ）。
6. シンクロナイズドテイスティングブース（ウォーターランド）
待ち時間の間、新しい波のオアシズのコントを見られる。
7. 岡村オファーシリーズ（オファーランド）
ブースでは、ゴルフのロングパットを体験できる。
8. メチャバザール（物品コーナー）
どぜうモンのバ甘味処（2005年も出店）
「め印良品」（オリジナルグッズ販売）看板は実物大お雛様蝋人形。
巨大な油谷さんの人形もあったが、これも山本の不祥事後に撤去されている。

特派員
- ビデオカメラを持ち、めちゃイケランドを見学。全日空のCMパロディ企画シリーズ。

1. 001：彦摩呂
2. 002：松野明美
3. 003：湯浅卓
4. 004：ジャガー夫妻（ジャガー横田・木下博勝）
5. 005：具志堅用高
6. 006：阿藤快
7. 007：デヴィ夫人
8. 008：軽部真一・笠井信輔
9. 009：高木美保・デーブ・スペクター
10. 010：キダ・タロー（天才）

### 2007年 めちゃ×2バケてるッ! -What A HORROR we are!-

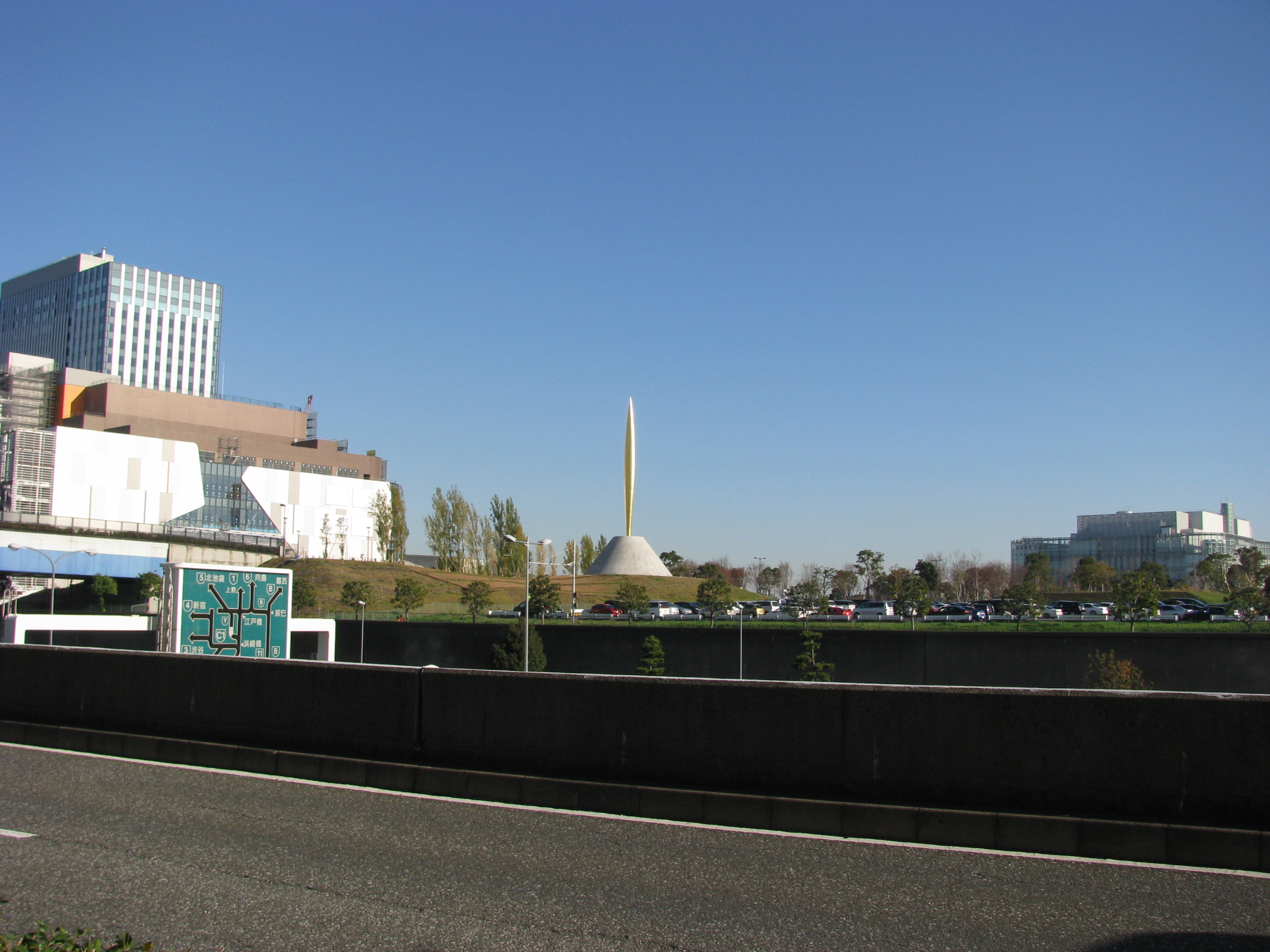
自由の炎

2007年7月14日、「おかもんたの朝メチャッ!」内で放送。
開催中にはラップ娘の（小島あやめ）が冒険王の随所でロケするミニコーナーを放送した。ラップ娘（めちゃガス）を参照。
この年より開催場所がお台場・シンボルプロムナード公園内ウェストプロムナードにて行われるようになる。なお、めちゃイケ・冒険王内では、ウェストプロムナード内にある「自由の炎」というオブジェを目印にして名づけられた「シュッとした金のオブジェの先ランド」として案内される。

### 2008年 めちゃイケ海の家

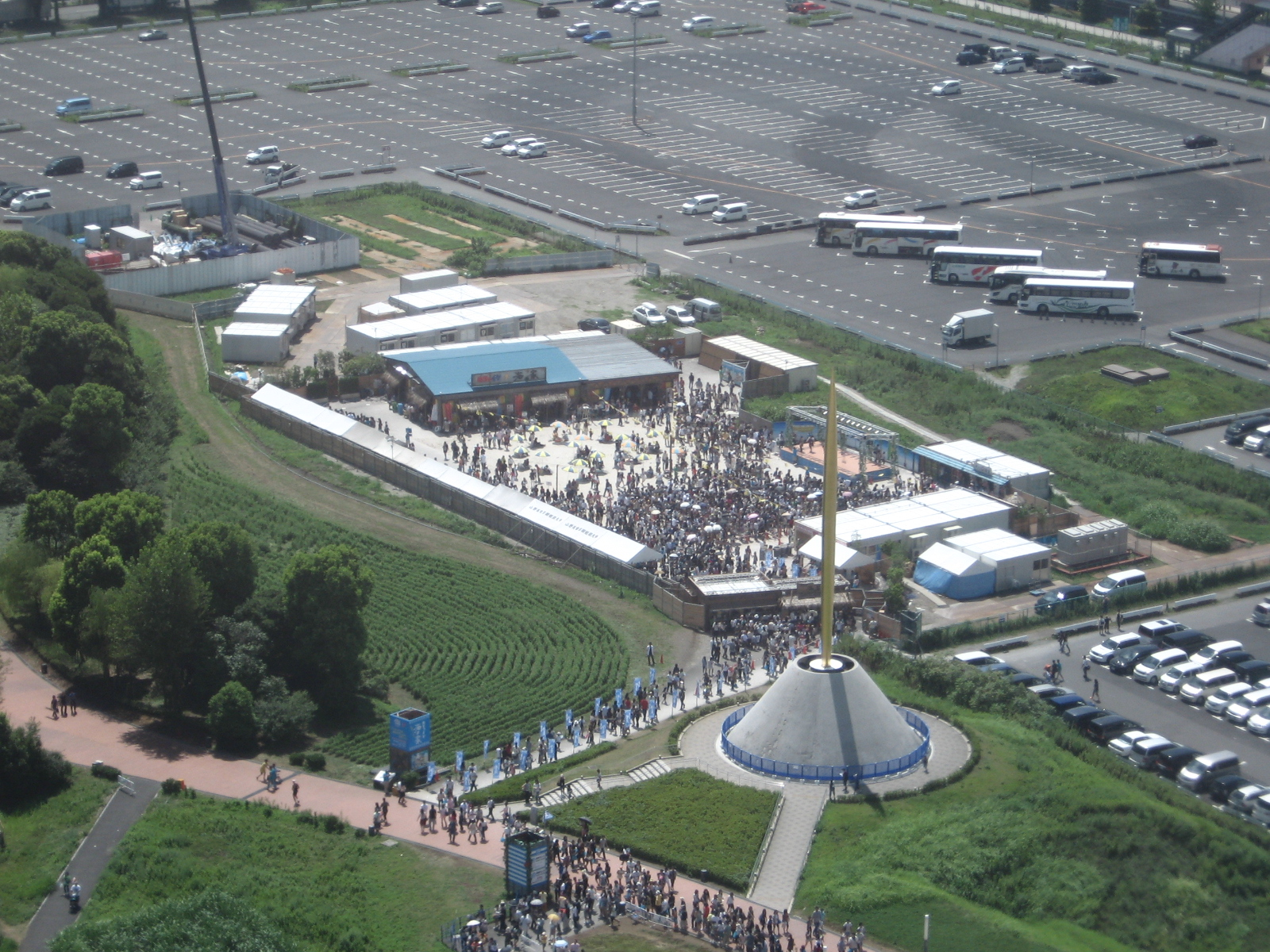
めちゃイケ海の家遠景

2008年7月12日放送。「冒険王知事」に就任した岡村が経費節減を旗印に展示物を紹介。橋下徹大阪府知事と各市長の対立をパロディ。武田の私物のサックスをシャワーヘッドに改造、光浦の私物のメガネをトイレットペーパーホルダーに、矢部とものまねタレント達が桑田佳祐のマネでレコーディング、加藤の妻が調理したイマイチカレー、どぜうモンのバカバーガー試食など。またソフトバンクモバイルのCM「白戸家の人々」に出演するダンテ・カーヴァー（白戸小次郎役）と白い犬のカイくん（白戸次郎役〈当時〉）が登場し、ソフトバンクモバイルが海の家前に白い砂を敷き詰める予算を出すスポンサーになったことを発表。
冒険王開催中はソフトバンクモバイル×めちゃイケオリジナルCMを放送（既存のCMにアフレコで声を変えたものが中心だが、ダンテやカイ君が海の家で撮影した新作もあり、エスパー伊東や『はねるのトびら』のフンコロガシ（鈴木拓）も登場した）。その他ユニクロのCMパロディや「レインボーブリッジ発」（『FNNレインボー発』のパロディ）等でも海の家をPRした。

### 2009年 東京・お台場 めちゃ畑牧場
2009年7月18日放送。科学めちゃイケ研究所（通称・科めちゃ研）主任研究員として岡村が発表。嘗ての裏番組だった「MR.BRAIN」をパロディ。名称は田中義剛が北海道で経営している牧場「花畑牧場」にちなむ。7月18日から8月31日まで営業した。
1. 雛形牛
番組内において雛形本人が牛の角をかぶって牛のセットに入ったところから、山形牛をもじって名づけられた。会場内では本人に代わって牛の角をかぶった雛形の似顔絵が入場者をお迎えする。入場者にはお台場で乳搾りの体験ができる。野田社長公認。
2. どぜうピザ
どぜうモンがプロデュースする10種類（ギョーザ、おそば、ねこまんま、ナポリタン、たこ焼き、つけもの、おみそ、きんぴら、砂糖、干しぶどう）の（バカ）ミックスピザ。
3. カオリのビミョ〜プリン
昨年の冒険王終了後、料理教室に通い茶碗蒸しを作ったカオリちゃんに対する「茶碗蒸し作ったからプリン作れるよね?」という番組サイドの一言から始まった商品。茶碗蒸しの発想でプリンを作ってしまったため、まずくはないけれどなめらかさがない、一言で言うと「ビミョー」。昨年に続き加藤家夫婦のすべらない会話がお茶の間に放送された。
4. イイもん掘り
芋掘りならぬイイもん掘り。土の中に埋まったすごくイイ物（番組オリジナルグッズ）を勘を頼りに掘り上げるアトラクション。一日一本だけ人妻・サリナの秘密が埋まっている。
5. オンチ
牧場には付き物の「肥やし」と第2回歌へた女王・光浦をモチーフにしたアトラクション。踏むと光浦の歌う「もらい泣き」「Jupiter」「ハナミズキ」のいずれかが流れる。なお、限定グッズとして同型のキーホルダーも発売され、こちらもスイッチを押すと曲が流れる。岡村曰く「コストを安く上げるために中国の工場で生産したが、原曲を知らないはずの中国の労働者が笑ってた」とのこと。
6. ランチボックス
アルマイトの弁当箱の中に矢部の母親の愛情がたっぷり詰まった玉子焼き、ウインナー、日の丸弁当が入ったお弁当。プロジェクトの主任として矢部の実兄・矢部美幸が協力。ただ味は矢部曰く「不味い」。なお、弁当箱はあくまで貸し出しであり、食べ終わったら会場に返却するものである。元々100個の弁当箱が用意されていたが、盗難に遭ってほとんど無くなってしまったという。「わらわザル」にて、「中嶋Pが見張る」という解決策が示されたが、詳細は不明。
7. 吹田ドライ・ヤベジャエール
以前上原美優がやべっち寿司に来店した際に岡村が矢部家の貧乏エピソードを語った時に出てきた矢部家製のジンジャーエール（水にショウガと砂糖を加えただけ）を商品化。当初はランチボックスを購入した時に1杯無料でサービスするものだったが、好評のために単品で売り出されることとなった。
8. JUSCO「めちゃ畑牧場店」
イオンリテールとのコラボレーションでめちゃイケグッズが販売されるグッズショップとして営業。めちゃイケを代表して武田が「JUSCOボーイ」となりJUNONボーイ時代と同じ衣装で（シャツはズボンに入れて）全国のチラシにてWAONカードをPRする。
9. ロデオマシーン
三茶の女豹・黒沢宗子のテキトーハニーをモチーフにしたテキトーに動くロデオマシーン。めちゃイケのアトラクションにめちゃイケメンバー以外が登場するのは江頭2:50以来。
10. MECHAIKE 21 T-SHIRTS COLLECTION
デザインを手がけたのはコシノジュンペイ（大久保）。以前色鉛筆12色セットを万引きして逮捕されたがいつの間に出所していた。
11. ウェルカムボード
集英社とのコラボレーション企画[9]。『週刊ヤングジャンプ』に連載を持つ人気作家陣がめちゃイケメンバーを一人ずつ描いたもの。描いた作家は以下の通り[10]。
岡村 - 森田まさのり（べしゃり暮らし）
矢部 - 髙橋ツトム（SIDOOH/士道）
加藤 - 原泰久（キングダム）
濱口 - ふなつ一輝（華麗なる食卓）
武田 - 迫稔雄（嘘喰い）
雛形 - 葉月京（モートリ 妄想の砦）
紗理奈 - 向浦宏和（カジテツ王子）
光浦 - 桂正和（ZETMAN）
大久保 - 猿渡哲也（TOUGH）
有野 - 鈴木工務店（めちゃ×2イケてるッ!、加藤浩次の吠え魂）※有野を描きたい漫画家がいなかったため、前年の海の家のときと似たようなデザインになった。
12. 幸子の部屋
SMAP中居・ナイナイの日本一周景気回復の旅において中居に拾われて以来めちゃイケスタッフによって飼われてきた月9女優・ブタの幸子が住むお部屋。
13. オカレモンJr.
ブタの幸子と共に2大カワイイとしてめちゃ畑牧場を盛り上げるマスコットキャラ。

### 2010年 めちゃイケアウトレットパーク
7月17日に説明会を放送。岡村が休養のためオファー企画で共演しているキングコング梶原雄太がGM代理として登場。しかし、先輩達を目の前に常に緊張しっぱなしだった。不況の中アウトレットモールが大繁盛しているということでめちゃイケもアウトレットモールをオープン。ただし、品物やアトラクションは全てアウトレット（ワケあり）である。
- 「サザエさん」の中からワケあり（地味）なキャラクターである穴子さんが登場し、めちゃイケアウトレットパークのマスコットキャラを務めた。
- 加藤の趣味の手打ち蕎麦にミートソースなどをかけた「ソバゲッティ」をフードコートで提供。爆烈お父さんで石橋貴明に暴露された「いつも休みに手打ち蕎麦を食べさせられる長女が『スパゲッティが食べたい』と泣く」という話が発端になっている。
- どぜうモンがデザインしたワケありな形のドーナツに名前を付けるため三村マサカズが連れて来られた。ただし、肝心のドーナツは猛暑ゆえに人気が出ず売れなかった模様。
- 紗理奈のワケあり映像（過去の交際相手の名前を告白するなどの未公開シーン）を上映するアウトレットシアター。
- 貧乏だった矢部家のお弁当にヒントを得て番組が創作した「やべ家のウインナー牛丼」。矢部の母がすき家で1か月間研修した様子を写真で紹介。
- 前年に登場した光浦のキャラ「オンチ」を発展させた「フン水」を中庭に設置。
- 射的も行われ、目玉の1等の景品として、武田の自転車が無断出品された。武田は2年前の私物のサックスをシャワーヘッドとして勝手に使用されたことで警戒をしており、自転車の鍵も「絶対に外れない」という自転車屋のお墨付きをもらった鍵を使用していたが、その鍵は無惨にもバラバラに破壊されていた。
- ブサイクコロシアムのように変身した写真が撮れるプリクラの素材として使用するため、雛形をマツコ・デラックスそっくりに特殊メークした「アキコ・デラックス」が登場。反響が大きかったため同年9月まで毎回のように放送に登場した。
- 音楽を鳴らして踊るぬいぐるみ「猫田係長」をグッズとして紹介。毎年恒例となった影の薄い有野の似顔絵を3D化した「アリノーロック」も登場。
- 番組最後は点滴を打ちゲッソリと痩せたオカレモンが登場（一時復帰して収録に参加していた）。GM代行を務めた梶原に全精力を使い「ありがとう」と声をかけた後看護師たちによって病院に戻された。
- 休養していた岡村へのメッセージボードも飾られ、入場者が思い思いに岡村への応援メッセージを書き込んだ。メッセージの量は、ボードを開催期間中毎日取り換えなければならないほどの膨大なものになり、最終的におよそ60万人分のメッセージが集まった。同年11月28日放送分で復帰した岡村に贈呈され、岡村は思わず涙を見せた。
- 後にレギュラーとなる三中もここでアルバイトをしていた。

### 2011年 めちゃリゾートハワイアンズ
7月16日に説明会を放送。岡村は翌週のFNS27時間テレビも兼任していたため、時間が無いことが強調されていた。内容は福島県いわき市のスパリゾートハワイアンズのパロディであるが、単なるパロディではなく被災したいわき市・広野町を支援する意味を込めており、本家の全面協力を得ている。
- 加藤家の水

加藤家から提供された家庭用ハワイアンウォーターサーバーの水を足水として使用。イベント中加藤家では公園から汲んできた「駒沢の水」を使用する。
- ジャルジャルの実

前回の「イイモん掘り」の後継企画。料金を払ってヤシの木を振り、景品（ぬいぐるみ等）の入ったカプセルを落とす。ただし、一日に数個「ジャルジャルの実」が混ざっており、福徳の彼女の秘密が封入されている。
- バカ冷やし中華

毎年恒例のどぜうモンによるバカメニュー。例によってメンバーからの味の評価は上々であった。ただし今回は保険として、「冷やし中国」という単なる冷やし中華も並べられている（濱口曰く「前回のドーナツがウケなかったから反省した」）。
- ナイナイ20周年カレー

「甘口チキンカレー やべビッグハット味」と、「辛口キーマカレー おかむらくまだ味」を販売する。ナイナイ結成20周年企画にて後に矢部の妻となる青木裕子と当時岡村と噂になっていた熊田曜子が作ってきたカレーを濱口が再現したもの。この企画は進行役の岡村ですら知らされていなかったようで、矢部ともども素で困惑していた。
- シゲモリの森の打ち水

「シゲモリの森」のキャラクターを会場に飾る（スプリンクラー付き）。なおキャラの名前は「タコのたっちゃん」「カエルのみかわ」「ムササビのむさし」である。
- フン火山

昨年の「フン水」を、今度はハワイの火山に見立てた姿で足水の池の奥に設置した。
- ファイアーダンス

ステージイベント。本家スパリゾートハワイアンズのダンサー達と、その指導を受けた敦士（稀に登場）がダンスを披露する。ただし敦士の衣装は構造的に「門」が見えてしまっていたため、大幅な作り直しを要求された（だが番組での紹介によると、どうやら改善はされていない模様）。
- 真治力発電

「節電」をテーマにしたテーマパークということで、2年連続で武田の私物の自転車を無断使用し、今回は発電用の自転車として利用することにした。武田は前年の反省を生かし、絶対に盗られないようにセキュリティがバッチリな駐輪場に駐めていたため、やむを得ず駐輪場の床ごと自転車を運搬してきていた。
- 地上の楽園フジランド

前年同様、三中がフジの社内食堂である「フジランド」のアルバイトとして参加し、その働く姿を「地上の楽園フジランド」として公開した。ただし、三中以外のアルバイトは全員一般人なので「三中以外のアルバイトの撮影は禁止」と念を押されていた。その際のBGMはそっくりさんの歌う「ふたりの愛ランド」の替え歌。
- 番組最後は、昨年点滴を打ちゲッソリと痩せたオカレモンが登場したときと同じパターンで梶原GP代理が乱入をして、「昨年の自身が代理を務めたことに対する個人的なお礼に岡村が来なかったこと」への怒りや、「昨年の収録直後、岡村がゲッソリしてか細い声で土下座をしながら『梶原、ホンマにすまん』と謝罪してきた」という裏話を打ち明けた。その後、お互いに「パッカーン（長期休業）経験者」であることを話題にした小さな争いになったが、最終的にはオファー企画同様、岡村と梶原GP代理の「キレのある動き対決」で締められた。

### 2012年 めちゃイケサービスエリア
7月14日に説明会を放送。説明会はニコファーレで実施。今年はフジに限らず日本中でイベントがあるため、観光に行くとき思わず立ち寄ってしまうサービスエリアをプロデュース。
- ガリタ食堂

みんなでデブエットにてガリタが紹介した料理の中からおすすめ料理を出品。ガリタ曰く食べる順序がある。
- やべっち寿司

初となるやべっち寿司の出店。お馴染みのコンビーフ寿司、トウフ寿司などに加え「ビッグハットさんが作った豆腐ハンバーグ寿司」を販売。「Aセット（AOKIセット）」「Bセット（BIGHATセット）」の2種類を用意。
- どぜうもんのパンケーキ

毎年恒例のどぜうもんプロデュース企画のバカスイーツ。今回のテーマはブームを起こしているパンケーキだが、パンケーキはパンケーキでも食パンを使用した「食パンケーキ」を販売。味はハンバーグ、塩、メロン、カレー、ごま、トマト、ツナマヨの7種類。特にごまは見栄えが悪く、加藤から「土砂だよ」とイジられたが、またもや味の評価は上々だった。
- めちゃイケ×ファミリーマート

めちゃイケとファミリーマートのコラボショップ（中身はお土産店）を展開。コラボレーションの案として「Kトウ家のKオリちゃん」にアイデアを募り、「加藤家のトラ模様バームクーヘン」をプロデュース。またファミリーマートの社長が加藤のコンビに任命された。また、全国でもめちゃイケグミ、ガリタが監修した高カロリーの「ごはんに超合うんですけど弁当」、上記のやべっち寿司が販売される。
- 誘導戦士ウンダム

サービスエリアのランドマーク。ダイバーシティ東京に展示されている実物大ガンダムにあやかり、15mのウンダム（「オンチ」にガンダム風の手脚が付いたもの）を設置。若井おさむのモノマネ音声が収録されている。
- シンディ小僧

足水代わりの小便小僧ならぬ、武田の型を取り、完全再現した「シンディ小僧」を設置。ただし小便小僧らしく「アレ」の型も本人のサイズに即してしっかり取られており、光浦曰く「しぼんだヘチマ科の花」。
- 似顔絵グッズ

似顔絵が得意な重盛がメンバーの似顔絵のイラストを描き、それを使用したグッズを販売。また、グッズ購入者のうち50人に1人に、「仮面ライダー」が写った「ライダーカード」をプレゼント。また、会場では衝撃的な写真が収録された「ライダーアルバム」を見ることができる。
- 厨房

昨年同様調理中の三中を見ることができるが、慣れてきた三中に緊張感を持ってもらうため、緊張感が無い場合ドッキリが仕掛けられる。BGMはTUBE「シーズン・イン・ザ・サン」の替え歌の「シーズン・イン・ザ・三ちゃん」。
- クレーンゲーム

隣接するONE PIECEブースに対抗するために設置されたゲーム。10種類の岡村のぬいぐるみを取ることができるUFOキャッチャー。ただし岡村のぬいぐるみはすべてハズレの品で、当たりとして恒例の鈴木工務店が書いた有野のぬいぐるみ、大当たりとして鈴木工務店が色鉛筆を使って書いた後藤のぬいぐるみが入っている。
- オカザイルロボ

以前設置されたオカザイルロボ（Rising Sunバージョン）が設置。一緒に踊ることができる。また、運が良ければ大久保扮する助六による「カブキビクス」を見ることができる。

### 2016年 小涌園のわき園
箱根の温泉施設「箱根小涌園ユネッサン」の脇に建造した「小涌園のわき園」にて、「日本一面白い温泉」をテーマにしたアトラクションを提供する。今回は岡村GPではなく、別のキャラクターの「E村P」がプロデュースしたという体になっている。
2016年はこの「小涌園のわき園」を夏イベントのメインに据え、お台場新大陸には簡易的な物販ブースなどがある「小涌園のわき園出張所」を設置した。
入場料は番組20周年にちなみ20円（別途小涌園ユネッサンへの入場料が必要）。
- ひな壇型温泉

濱口のバカなオーダーをそのまま実現させた結果完成した、横40mの源泉かけ流し温泉。熱さ別に4エリアに分けられ、右側の最も熱いエリアが「チンチン」、以下チンヌル→ヌルチン→ヌルヌルの順にぬるくなっていく。
それを3段のひな壇状に分けて、計12箇所のエリアがある。

## 27時間テレビ関連
1998年・2001年「裏めちゃイケ」
27時間テレビの深夜コーナーとして、1998年、2001年の二度、生放送で行われた。過激なエロと極度の演出が生放送で行われた（めちゃイケ大百科事典p26より引用）。『殿様のフェロモン』のハケ水車、2001年で打切りになったコーナー「七人のしりとり侍」など。
2005年・2009年・「真夜中の大かま騒ぎ」
「恋のかま騒ぎ」を参照。
2008年「さんま in めちゃイケ」
2010年「めちゃイケVSヘキサゴン 深夜のシンクロナイズドテイスティングスペシャル」
2012年「めちゃ2いいとも! 生やべっち寿司 ホントに団結できてんの? スペシャル!!」
2013年「生爆烈お父さん オヤジも全力スペシャル!!」
「爆裂お父さん」を参照。
2014年「ドキッ! めちゃ2SMAP 男だらけの水泳大会」

## ヨモギダ少年愚連隊シリーズ
茨城県水海道市（現・常総市）の雛形ファン・ヨモギダ君（本名：蓬田 修士 よもぎだ しゅうじ）や、青森県の雛形ファン・七戸（しちのへ）君の所へ会いに行く「七戸少年愚連隊」、加藤の義理の父・深野さんに会いに行く「深野少年愚連隊」、台湾の類似番組と対決する「台湾少年愚連隊」などの企画の総称。メンバーやスタッフが趣向を凝らした変装をし、塗装を施した車でターゲットを尾行する「岡村アタック」がハイライトである。ドライバーの八武崎（2004年3月当時、社長）が眠ってしまうハプニングも。
2013年2月24日から期間限定で、フジテレビオンデマンドにて「ヨモギダ少年愚連隊」が配信された。山本出演シーンもノーカットとなっている。タイトルの「少年愚連隊」の由来は、井筒和幸監督の作品でナインティナインが初の主演を務めた映画「岸和田少年愚連隊 BOYS BE AMBITIOUS」から来ている（なお、本企画のテーマソングも映画の主題歌と同じキャロルの「ファンキー・モンキー・ベイビー」である）。

### シリーズ一覧
「ヨモギダ少年愚連隊」（1996年3月）
1996年1月、「めちゃ2モテたいッ!」に一通の挑戦状が届いた。当時人気絶頂だった雛形に対する「アクション寝起き」での岡村の行動に激怒した挑戦状だった。挑戦状を送り付けた当時中学生だったヨモギダ君を追跡するため、岡村がとった行動は覆面をかぶって追跡する通称「岡村アタック」。しかし、ヨモギダ君は当時、柔道有段者で生徒会長だった。そしてヨモギダ君の憧れの人・雛形が登場、ヨモギダ君は憧れの人に逢えて赤面する。
「ヨモギダ少年愚連隊2」（1996年9月）
前回から約半年後、「ヨモギダはめちゃモテに出演して以来調子に乗っているらしい」との噂を聞きつけたナインティナインと内山信二の3人は、ヨモギダ君を懲らしめるためヨモギダ君の自宅に「夜8時、市民球場に来い！」の張り紙を残す。ヨモギダ君と内山信二が雛形のほっぺにキスをかけて柔道で対決し敗れる。
「ヨモギダ少年愚連隊3」（1999年3月 - 4月）
ヨモギダ君が大学を受験することを知った岡村は、自分も大学を再受験すると決意、家庭教師を雇い8年ぶりの猛勉強。まずはヨモギダ君も受験する筑波大学第二学群日本語・日本文化学類を受験、岡村はヨモギダ君にあげたコートの中にメッセージカードを残し、ヨモギダ君に市民球場で岡村が筑波大学受験を明かす。ヨモギダ君はセンター試験には合格するが、岡村は足切りに。岡村は広末涼子のポスターを貼り早稲田大学も受験したが失敗。筑波大学の後期試験を受けるためヨモギダ君は姿を消す。筑波大学に落ちたヨモギダくんは滑り止めの中央大学に進学した。
「ヨモギダ少年愚連隊4」（2004年3月 - 4月）
2002年9月、母校・（通称）ヨモ高で教員研修中のヨモギダ君の姿を発見。2003年、中央大学を無事卒業したヨモギダ君だったが、同志とスカコア系バンドPATCH WORK LIFE（現在は活動休止）を結成、BBSに「七個」というハンドルネームとして出没していた。また、ヨモギダ君はバンド活動のほかに、彼女・ヨモ子と同棲しており、クリスマスデートを楽しんだりしていた。業を煮やした岡村はヨモギダ君のバイクを「岡村アタック」で、すし屋配達に変装した原付カブや郵便配達車に変塗装した追跡ロケバスで追跡したが失敗。それでも懲りない岡村は有野命名の「川島モーツァルト」というハンドルネームでPATCH WORK LIFEのBBSに潜入、「七個」とコンタクトを取る。
「PATCHWORK LIFE」のライブや偽オーディションに「川島モーツァルト」らを名乗るロックバンド「CLASSIQ」（つんく♂命名。Rn=Cityのメンバーほか）が出現、ヨモギダ君らを惑わせた。
そしてヨモギダ君のバイクに「夜7時、市民球場に来い!」のメッセージカードを残した。市民球場ではヨモギダ君に岡村が曲作りで対決を挑む。その他、業を煮やした極楽とんぼ・よゐこ・武田がバイクに乗って登場した。「爆走数取団」もヨモギダ君をゲストに迎え、巨大なセットを市民球場に運んで行なった（水海道与太郎 特別編 常勝ヨモギダのハルウララ）。
その後、キダ・タローや「岡村女子高校」合唱部も岡村の応援に駆けつけたが、岡村の楽曲は完成しなかった。ヨモギダ君は、つんく♂の相談を受けつつ、曲を本番直前に完成させ、楽曲発表会に駆けつけた家族の前で披露して見せた。
「伝説素人ヨモギダ君完結編直前SP」(2013年2月23日)
ファイナル放送前の総集編。第1弾〜第4弾のハイライトシーンを振り返る。放送終了後、フジテレビオンデマンドでの過去シリーズ配信が開始された（岡村はフジテレビオンデマンドのことを「ヨモギダオンデマンド」と呼んでいた）
「ヨモギダ少年愚連隊ファイナル『卒業』」（2013年3月9日）
前作から9年ぶりの新作。かつ最終章。2013年3月9日2時間スペシャルで放送。
前回岡村と約束した父親の建設会社も継がず、未だに東京(渋谷)でフラフラしているらしいとの事前情報を得て怒り心頭の岡村。渋谷の大手芸能事務所「アミューズ」が入居するビルに出入りしているという情報を元に調査すると、ヨモギダはアルバイトをしながら同ビル内の日本鍼灸理療専門学校に通学していたことが判明。さらに、年上の女性と結婚し、成人している連れ子の息子がいることが判明する。
本気で鍼灸を究めようとしているのか疑問に思う岡村は授業中のヨモギダを恒例の「岡村アタック」で撮影したり、新人AD（鍼灸学校の新入生という設定）との食事会を使って現在の状況を聞き出していく。さらにヨモギダの妻（通称「ヨモエさん」）との接触に成功。ヨモ父の反対に遭いながらも2年前に結婚し、結婚披露宴にナイナイを呼ぼうとするも岡村が休養中だったため呼べず、番組で復帰を知ったときは涙を流していたと知らされた際には岡村も感極まっていた。
ある日、ヨモギダは学校近くの整骨店で研修を受けることになる。しかし突然常連客(という設定)の梅宮辰夫をマッサージすることになるが、梅宮は満足せず、ヨモギダを説教し始める。そして最後に「これを読め」といい、ヨモギダに紙に書いてあることを読ませる。そこには「夜8時に市民球場に来い!!」と書いてあった。
そして市民球場に現れたヨモギダは9年ぶりに岡村とめちゃイケメンバーに対峙、初めて出会う新メンバーについても深い知識を持って接するが、三中に対しては「めちゃイケ愛でレギュラーになれるなら自分の方こそふさわしい」と敵対心をむき出しに。白黒をつけるため柔道で対決することになり、激闘の末ヨモギダが勝つ。しかし、当初のきっかけであった雛形のことを完全に忘れられており（しかもヨモギダの結婚相手は雛形より年上）、いじけた雛形がメンバーやヨモギダを絞め落としていった。
その後矢部の提案でヨモギダの結婚記念パーティーを行うことになる。ヨモエや息子も来て賑わうが、岡村は連絡もせず遅刻する。そんなときカガリPが一つのカセットテープを差し出す。再生すると、岡村が北の国からさながらに語り、「結婚おめでとう」「今までお前の人生に口出ししてごめんな」とお祝いの言葉を贈る。テープの最後にはヨモ父から「あの時(ヨモギダが結婚したとき)は素直に喜べなかった。でも親父は俺の結婚に口出ししなかった」「結婚おめでとう」と言葉を贈った。しかし最後にはスパイ大作戦のように、ラジカセが焼滅・爆発するオチで締められた。
ラストはヨモギダが今まで以上に勉強に打ち込む中、以前岡村がもらったヘルメットを返却したこと。そして、「雛形いじりに対する岡村への苦情」から始まった本企画を省みて、岡村が苦情の無い、自由な番組作りをするために、フジテレビの一室を借りてオンデマンドテレビ局「ゼロテレビ」を立ち上げたことを報告する。

### テーマ曲
- キャロル 「ファンキー・モンキー・ベイビー」（オープニングテーマ）
- 爆風スランプ 「RUNNER」
- QUEEN 「SAVE ME」（ヨモギダ君の中学時代の一番好きな曲）

## 中居&ナイナイの日本一周 ○○の旅
初回は「めちゃ2モテたいッ!」のゴールデンタイム進出特番「ナイナイ出世街道日本一周モテさせてくれて有難うSP（1996年9月28日）」として放送。
タイトル通り、ナイナイと中居正広があるテーマに沿って日本一周の旅をする企画。
基本的に中居を弄る企画であり、ヤクザ風の矢部の兄貴と岡坊が何かにつけて中居を連れまわして日本一周の旅に出かけさせ、行く先々で中居を翻弄し、災難に遭わせるというのが主な流れ。
中居を弄るという企画内容上、岡村や矢部を始めとするめちゃイケメンバー・スタッフに対して中居のファンから「中居君をいじめるな!」と苦情が寄せられる（特に初回放送時）事も珍しくなかった為、中期以降は放送中に度々、一連の出来事が「コント」であるという事を強調して告げられ、番組の最後には「この番組はフィクションです」と表示される等、めちゃイケの企画の中でも特に視聴者への配慮が成されていた。また、出演者（料理を提供してくれた人など）に関しても役者及びエキストラの個所がある。また、収録に関しても実際に2日間で日本一周するのは強行軍すぎるため、別撮り（主にスタジオでのゲームコーナー）や収録の順番が前後している個所がある。ハイビジョン制作開始後のこの企画時の番組オープニングでは、めちゃイケのロゴが出ると同時に飛行機が離陸していくシーンが決まって使われる。

### 主な恒例
- ルートはおおむね東京からスタートし北海道が最初の中継地点となる。その後日本各地を回り一旦帰京、2日目は朝一で九州・沖縄など南の方に向かい、最後は東京に戻っての大オチで締められる。また、どんな気候であっても空港から目的地への移動はオープンカーで行われる。
- (「日本一周うまい酒の旅」以降)冒頭で兄貴（矢部）と岡坊（岡村）が現れ、岡坊が中居に対して「金返せ!!」と過去の出来事を中心に難癖をつけて恫喝し費用の返済を要求。中居が拒否すると担保として中居の宝物（車、時計、バイクなど）を押収し強制的に旅へ行かせるよう仕向ける。また、担保となった宝物に関しては行く先々で悲惨な目（時計→鍋に入れられる、車→勝手に改造させられるなど）に遭わされる。
- また、打ち上げの旅以降はもしものためとしてセント・バーナードのバリーと一緒の旅をする。最後の大オチはバリーが付けている樽に書かれていることが多い。
- 途中ではおいしく食べてもらうために食材獲得ゲームとして「イケてる日本新記録」や「ビートたけしのお笑いウルトラクイズ」、「痛快なりゆき番組 風雲!たけし城」などの往年のゲーム企画に中居が挑戦させられる（中居には東山紀之でなくビートたけしを目指してもらう為）。この時、岡村はおりも政夫のモノマネで実況するのが定番である。
- 初期は中居がホテルで宿泊している所を寝起きドッキリでバスローブのまま連れ出すのが恒例だった。
- 岡村がこの企画内で中居のコンサート・ドラマなどに出演する際はボケとして志村けん、坂田利夫などのモノマネをする。

### 「ナインティナインの出世街道!モテさせてくれてありがとうスペシャル」
1996年9月28日放送。22時からの生放送（サタデージャングル・サンデージャングル（テレビ朝日））出演までの16時間で旅を行なった。「中居さん、時間が」と言って中居を焦らせていた。
- 香川：讃岐うどん（元祖醤油うどん　小縣家） 稲荷寿司を追加注文して時間切れ など
- 東京7:40→札幌8:55　乳しぼり、トウモロコシ　札幌10:40→高松12:40　讃岐うどん　高松14:00→福岡15:30/16:00→沖縄17:35　海辺　沖縄18:30→東京20:20　テレビ東京→テレビ朝日

### 「日本一周フルコースの旅」
1997年3月29日放送。23時間30分で旅を強行。 今度は「中居さん、鮮度が!」と言って中居を焦らせていた。
- 北海道：食前酒（ワイン）、オードブル（サーモンなどの魚介類）、冷めたコーンスープ（ナイナイのみラーメン、機内食）
- 新潟：メインディッシュ（牛ステーキ）、ごはん（コシヒカリ）
- 山形：デザート（サクランボ）（本来は宮崎でフルーツ三昧の予定だったが飛行機に乗れず）
- 兵庫：おしぼり＆宿泊、静岡：日本茶（ひかり号車内で極楽とんぼ扮する神様（布袋（加藤）・恵比寿（山本））が振舞う）
- ゴール：スタッフのミスでSMAP×SMAPの収録に遅刻、他のメンバーから怒られる。

### 「日本一周お見合いの旅」
1998年4月4日放送。
- 函館（地元のお嬢様（今山佳奈） 21歳 女子大生）：中居がレギュラー出演している『笑っていいとも!』の放送に間に合わないので、何もできずお見合い時間3分で時間切れ。
- 東京：中居が『笑っていいとも!』出演のためだけに帰京。
- 高知（四国のツッパリ娘 20歳 女子大生）：正真正銘のツッパリ系、全日本女子相撲2年連続優勝の持ち主。中居はツッパリを関取でなくヤンキー（不良）と勘違いしていた。
- 大阪（手足のスラリと長い女の子）：渋滞に巻き込まれ大阪行きの飛行機に乗れず、急遽東京へ。スタッフが帰京出来ず序盤はホームビデオで岡村自らが撮影する事となる。結局大阪での美女はオランウータンだった。
- 東京（スラっとしたお姉様）：予定変更で東京に来た事で、急遽お見合い相手に選ばれたのは飯塚現子さんという女性。飯塚さんが待つリムジンに向かいドアを開けると出て来たのは和田アキ子だった。ねるとん紅鯨団のように告白タイムを設けたが、告白する前に中居が逃げ出した。
- 伊豆大島（正真正銘理想のタイプ 20歳 家事手伝い）：中居に朝食を準備する役として福禄寿様・恵比寿様に扮した極楽とんぼが登場。正真正銘の美女であったが時間切れ。飛行機で着陸している時間もないので、中居がスカイダイビングで降りる事に。
- 東京：誰と付き合うか、という事になるが結局選んだのは、函館の地元のお嬢様・伊豆大島のスラっとしたお姉様であったが2人共彼氏がいる、という事でお流れに。

### 「日本一周ええ仕事の旅」
1999年12月25日放送。
- 東京イエローページ→ラジオカロスサッポロ→めざまし北海道（札幌）→PEACE（テレビ新広島の音楽番組）→ワシン（岡山）→スカイパーフェクTV!（東京）→紳助の人間マンダラ（大阪）→笑っていいとも!（東京）→テレビ西日本の営業（福岡）→雑誌各社合同取材（グアム）→東京
- 「紳助の人間マンダラ」では大阪のローカル・タレント（当時は素人）の七井貴行が中居に対して「あんた、嫌い」と発言する。
- 最後に東京で中居がもらった100万円のギャラが入った鞄を、喧嘩中の神様（極楽とんぼ）が川に落とした。めちゃイケメンバーの制止を振り切って水没を食い止めるべく中居は鞄を取りに行くも見つからなかった。怒りを隠せない中居は去り際に「めちゃイケなんか二度と出ねーからな、バカ!!」と吐き捨てた。

### 「日本一周うまい酒の旅」
2002年12月28日放送。兄貴（矢部）と岡坊（岡村）が中居に3年前に収録し放映された日本一周仕事の旅（前述の通り3人が東京のお台場にいた時、中居が東京でもらった100万円のギャラが入った鞄を喧嘩中の神様（極楽とんぼ）が川に落とした回）で、中居が他の出演者の制止を振り切って水没を食い止めるべく鞄を取りに行こうとした所、胸に取り付けられていた30万円もするソニー製の超高性能ワイヤレスマイクを水浸しにして故障させてしまい、30万円を3年間も弁償しなかったと因縁をつけ、利子込みで358万の請求を取り立てる。
1. 「数取団」にはマー坊兄貴として中居が参戦。
2. その翌日は福岡を移動中大阪ドーム（現京セラドーム大阪）でSMAPライブが予定されていた為、沖縄から大阪へ移動し旅の最後に中居の出るSMAPのライブを1日目は岡村は矢部と共にステージ裏のロケバスで見学。福岡での熱燗以降一切飲んでいない事が不幸中の幸いで中居のダンスも見事に決まり明石海峡大橋を経由して淡路島へ移動。中居は淡路島で最高級の酒を飲みまくり、いいちこを飲み切って30分後に泥酔状態となり明松功（カガリ）に引き摺られて心地良い眠りについた。
3. ところがSMAPライブは前日が初日であるにも関わらず中居が寝過ごしてしまい淡路島で名犬のバリーが起こそうとしても中居は起きず遂には大阪ドームの大道具搬入口から入場し明松の靴（通称音のない目覚まし時計）で中居が起きた時にはリハーサルが終了。実際にSMAPはリーダーの中居を欠いた状態でリハーサルに挑む羽目になった。そしてライブ2日目の本番で岡村が中居のソロパートにバックダンサーとして参加し暴走、SMAPのメンバー紹介ソングである「FIVE RESPECT」が「SIX RESPECT」状態に。そしてその後も岡村の暴走は続き、希少な中居のソロパートのある曲「君色思い」の彼のパートを奪って見事に歌い上げてしまい、中居を大いに困らせた。日本一周中にドリフ大爆笑の名作トンネルを再現し、中居が飲むはずの日本酒が無くなるオチだった。
4. 21時以降は中居が裏番組に出演する関係で出られず、残りの約30分間を山田花子らの出演でつなぐ苦肉の策となった。
5. 飲酒後間もなく公園内ではあるが、ノーヘルでバイクを乗り回すなどハチャメチャな中居を見ることができた。
6. 1999年の前回の収録前から岡村と中居が、ある事件を契機に当時絶交していた程関係が悪かった事が番組終了後、『中居正広の金曜日のスマイルたちへ』（TBS）に岡村がゲスト出演した際に明かされている。この回のオープニングでも中居と絶交していた事が説明されている。わだかまりが解けたのはそれから2年後の『FNS27時間テレビ』の本番となる。

### 類似企画・27時間テレビへの道
2004年7月3日放送。ナイナイが同年の27時間テレビの総合司会・ゼネラルプロデューサーに任命された後、中居を総合司会に据えることを思いつき、『SMAP×SMAP』の収録現場に押しかけて強引に承諾させた。発表記者会見では岡村が中居の自発的な立候補だと大嘘をついた。

### 「日本一周打ち上げの旅」
2004年12月25日、「こぼれ旅未公開集ベストテン」は2005年1月22日放送。27時間テレビの打ち上げとして、盛り上げ隊ことナイナイが同行。この回から借金取りの兄貴（矢部）と岡坊（岡村）のキャラが生まれ、中居がいるナニワ金融道6のスタジオロケ現場に兄貴と岡坊が現れる。27時間テレビで自転車のチェーンに中居が着ていた浴衣の帯が絡まって自転車が壊れたと因縁をつけて自転車代を請求。中居は請求を避けるために旅へと出かける。
1. 北海道千歳市の牧場では（ビールかけと）抽選会を行い、中居が「思い切って打ち抜いて」と指示したが賞品のプラズマテレビが流鏑馬に打たれる羽目になった。次の仙台では名物の牛タンを食べようと、中居が水中に入っている仙台放送で牛タン獲得に失敗。
2. 広島では、テレビ新広島の寺田治司プロデューサーのおごりでお好み焼きを食べるも、肝心の焼きそばは「焼いて焼かれてアッチッチ！巨大焼きそばゲーム」(「お笑いウルトラクイズ」の流用)で宙吊りになりながら焼きそばを作っているうちに時間切れで食べられずじまい（中居は飛行機でバリーの食べ残しの焼きそばを食べる羽目に）。
3. 大阪では岡村が出演したナニワ金融道6ロケ（岡村はナニワ金融道6に通行人役で出演）と、中居のジャニーズ事務所の後輩の関ジャニ∞（岡村オファーシリーズで出演した渋谷すばる・村上信五・横山裕らが在籍。他に丸山隆平・安田章大・錦戸亮・大倉忠義・内博貴）をゲストに迎えて数取団を行った。
4. 熊本の「松井温泉」ではテレビ熊本の松井耀子秘書が温泉を作ったが中居は気に入らず、逆ギレした松井秘書が中居の入っている温泉の底を抜き、中居を「温泉すべり台（ウォータースライダー）」に落とした。これは、『とんねるずの生でダラダラいかせて!!』での錦野旦へのドッキリが元ネタである。その後、中居の不注意で仮眠中に再び温泉すべり台に落ちる。なお、雛形・紗理奈・オアシズの4人が行った洗いはコーナー化された）。
5. 佐賀では「STAMP8」にはサガテレビの藤井広幸がハリセン代打として登場し、中居がハリセンで顔をシバかれた。
6. 沖縄では中居のワンマンカラオケのドライブ中に睡魔が岡村を襲い、山上兄弟のマジックショーで中居が犠牲になった。
7. 旅の最後には、中居の自宅で27時間テレビの打ち上げ（10次会）兼クリスマスパーティーを行ったが加藤の人形だけがクリスマスケーキに乗っていない事に加藤が激怒し、トナカイに扮した山本が制止しようとするも結局ケンカとなり、その結果、中居の自宅が荒らされてしまった。
8. この企画の中で、中嶋が中居の一声でプロデューサーに昇格した。これは、中居が大好きなメジャーリーガー(当時)松井秀喜のサインボールを中嶋がアメリカに行って貰ってきたため。ただしこのボールは松井秀喜(Hideki Matsui)ではなく、秘書松井(Hisho Matsui)のサインボールだった。

### 「日本一周健康になれる旅」
サブタイトルは『ゆく悪い年くる良い年 幸福の紅白スペシャル!!』。 2007年1月6日放送、未公開・ワンハンドレッド結成10周年記念『華麗なる一周』（TBS開局55周年記念ドラマ「華麗なる一族」（当時中居と同じSMAPの木村拓哉主演）のパロディ）は2007年3月17日放送。2006年は仕事が充実していたものの怪我が多かった（結膜炎、肉離れ、骨折など）中居を癒し、紅白歌合戦と2007年を健康な体で迎えるべく日本一周の旅に出かける。
1. 2007年の『SMAP×SMAP元旦スペシャル』収録でゲスト待ちしている中居の元へ兄貴と岡坊が登場。前作「打ち上げの旅」の数取団収録の際に中居が壊したセット代と数取団自体を終了させた損害賠償として1億円を請求。中居はコーナー終了の原因は“他（山本の不祥事）にある”と頑なに拒否した。そんな中居の腕にフランク・ミュラーの時計を付けているのに気づき、さらに紅白の司会で2006年を締めくくる中居は稼いでいると主張。しかし、中居は仕事は充実していたが怪我が多かったと2006年を振り返り、2007年は健康に気をつけたいという言葉を引き金に、中居を日本一周健康になれる旅に連れ出す。なお、旅行の日程は2006年12月30日 - 12月31日という設定で行われている。
2. 最初の目的地である北海道では恒例となる真冬のオープンカーではなく、中居の愛車であるシーマを改造したもので行くこととなり、勝手な改造に中居が激怒。目的地である千歳市内の竹田牧場では、中居ファンである札幌文化放送の女子アナ早川亜希が体にいい健康食品として牛乳を紹介。しかし、中居がこぼした牛乳が早川アナにかかるなど不機嫌になってしまう。そこで、イライラを抑えてもらおうと早川アナに牛乳を飲んでもらおうとするも、口に牛乳を含んだ時に岡村がアントニオ猪木のモノマネで「元気ですか!」と問いかけたところツボにはまり笑ってしまい、牛乳を中居に吹きかけてしまう。なお、札幌文化放送は存在せず（実在する北海道のFNS系列局は北海道文化放送）、早川アナもサンミュージックブレーン所属の女優という「仕込み」である。
3. 恒例の仮装着替えでは『とんねるずのみなさんのおかげです』の保毛尾田保毛男に着替え、北海道の有機食材を使ったおせち料理やワインを振舞われる。しかし、出されたホワイトミルクカレーの中になぜか中居のフランク・ミュラーが入れられてあった。
4. 次なる目的地の香川では讃岐うどん店「たも屋」に寄り、体や脳へのエネルギーになるという理由で特盛りうどんを用意。無料のトッピングも乗せ、さらにネギを要求するも、ネギは外の畑に取りに行くセルフサービスにということで、「チャリンコドロンコ落ちちゃダメヨ ネギGETゲーム」（泥の上に渡された平均台を自転車で渡るゲーム）に挑戦させられる。何度も挑戦するが悉く失敗し、ようやくうどんを食べることを許可された時にはうどんはバリーに食べられてしまった。さらに、空港へ移動中にナイナイが食べたおにぎりをぶんどると、なぜかフランク・ミュラーが具として入っていた。
5. 中居が肉離れで痛めた足をマッサージしたいということで、当初の予定を変更して帰京。色とり忍者に中影殿として参戦させられるも、全敗しツボ押しを喰らう(未公開では矢部も一敗していたことが判明)。
6. さらにマッサージを要求する中居に対し、この時間では「抜く」マッサージしかないとして近くへ行きたいのスピンオフ「近くで抜きたい『風俗の街、渋谷道玄坂をゆく。』」を実施し、中居は全身読売ジャイアンツファンの格好で街中に潜入。外国人マッサージ店「コップンカー」（架空の店）で金粉マッサージを受けるも、その隙に店員に財布を「抜かれ」、中居はそのまま全身金粉で渋谷スクランブル交差点を走り、逃げる店員を追いかけた（金粉まみれは「殿様のフェロモン」の流用。冬の夜に一般人が騒然とした）。
7. 2日目の沖縄では中居のシーマの屋根を切断しオープンカーに改造（このアイデアに関しては中嶋Pの企画ノート、通称・中嶋デスノートに書かれており、その時に書かれていた数々の企画案を基に「中嶋デスノート」のコーナーが作られた）。また、道中のトークにて岡村が紅白に出たいとせがむ。目的地では打ち上げの旅にも登場した4人娘が接待するも、全員が料理を食べてもらいたいと争った結果、朝食がぐちゃぐちゃに。また、未公開ではザ・ガマンに登場したギリギリトカゲにも挑戦させられた。
8. この後、兵庫でもロケが行われたが、このロケシーンに対し高野連からの抗議が発生[注 12]してしまった（なお、未公開編では省略されている）。
9. 日本一周を終え帰京し、なんだかんだ言いつつもナイナイが自分の健康を気遣ってくれていることに感謝する中居。「紅白歌合戦」のあるNHKホールに到着する前に軽く入浴をすることに。しかし、浴室にはなぜか隠しカメラがあり、浴室外の柱に名犬バリーの綱紐を結んでいたが、バリーが真向かいのとんかつ屋の匂いに反応。思わず駆け出し芯柱を破壊したことで浴槽の底が抜け、2年前と同じく「温泉すべり台（ウォータースライダー）」の餌食となってしまった。
10. さらに第57回NHK紅白歌合戦に「みんなのうた」放送45周年を記念して約200名の子供たちによるキッズショーの中に岡村がサプライズで登場。最後にはステージ中央でブレイクダンスを披露し、彼が出演していた事を全く知らなかった白組司会の中居を困らせていた。なお、この件に関しては当日の新聞に「紅白に岡村登場」などと予告されており、今回の日本一周は実質的に「中居に対し岡村の紅白出演を隠すため」に実施されたようなものであった。また、NHKとの全面協力で実施された為、未公開編第2位で紅白登場の裏側を紹介した。

### 「日本一周景気回復の旅」
サブタイトルは『笑って笑って景気回復 DGやねんスペシャル!!』。2009年4月11日放送、未公開『私は中居になりたい』（中居主演映画「私は貝になりたい」のパロディ）は2009年5月2日放送。お金をたくさん持っている中居に対し、不況で金の周りが良くない日本を明るくしてもらうためにバブル景気を味わってお金をたくさん使い、景気を回復してもらう。
1. ザ!世界仰天ニュース（日本テレビ）の収録直後に、「仰天ニュース」のスタッフが「続いてめちゃイケの収録になります」と発言。困惑する中居の下に兄貴と岡坊が乱入。前回の紅白乱入の結果、白組が勝利したのは自分のおかげとしてギャラ8000万円の支払いを要求。さらに、中居が着用していたドルチェ&ガッバーナの衣装（ニット帽、シャツ、ベルト）に目を付け、岡坊は略称である「DG」を「どんだけ ギャラ高いねん」の略と読み取った。しかし、こんな景気が悪いときに巨額のギャラなど請求せず、景気回復を考えた方が良いという発言を引き金に中居を連れ出す[注 14]。
2. 最初の目的地はいつも通り北海道。今回はお金を使ってもらうためにリンカーンのリムジンをチャーター。たどり着いた牧場では豚しゃぶを堪能し、さらに当時大人気であった生キャラメルも食べようとするも、生キャラメルに焦げが入っていたとして社長が激怒し生キャラメルを全て豚のエサにしてしまう（花畑牧場で実際に行われている行為のパロディ）。どうしても食べたい中居は豚の群れに混じって生キャラメルを取ろうとするも泥だらけになってしまう。さらに、お土産として子ブタの幸子をもらう。
3. 恒例の仮装着替えではデーモン閣下に着替え、スノーモービルと生マグロ解体ショーを体験。マグロ料理を満喫し、さらに兜焼きの焼き上がりを早めるためマントで火を仰いだ結果、マントに火が燃え移ってしまう。
4. 続いての目的地・京都では天ぷら屋で会席を食べようとするも、「えび天は塩で食べた方が良い」ということで、塩を得るために「急斜面塩取りDASHゲーム」（かつて『イケてる日本新記録』で行われた丸太越えゲームの応用）に挑まされる。何度も挑戦するが失敗し、挙句えび天は幸子に食べられてしまう。一方、ナイナイの2人は移動中の車内で天丼を食べるも中居が強奪。すると中に入っていた天ぷらには中居の私物であるドルチェ&ガッバーナのサングラスが入っていた。しかし100℃を超える高温で揚げられたはずのサングラスに損傷はほとんど見られず、岡村は「DG」にかけて「どんだけ 頑丈やねん!」とコメントした。
5. ドラマ婚カツ!の撮影のため帰京するが、これまで通り岡村も出演したいとせがむ。11年前の悪夢を繰り返したくないと断固拒否する中居だが、共演者や監督は快諾し出演となった。なお、未公開では撮影の裏側も放送され、いつも通りふざけたテイクもありながら通行人役として出演した。
6. 撮影完了後、六本木の高級カラオケボックスでめちゃイケメンバーとともにカラオケ大会を開催。メンバーが歌って盛り上げ、災難続きで不機嫌だった中居も機嫌が良くなり「リンダリンダ」を熱唱。しかしメンバーが必要以上にハジけすぎた結果、中居の服をボロボロにされたり、頭からビニール袋をかぶせられてしまう。
7. 一方で、「あまりにも予算を使いすぎた」として、泊まる場所はカガリDが泊まり込みで編集を行う編集室で泊まることとなるも、ずっと編集を続けるすぐそばでは寝られず、さらにカガリDに寝床を奪われた結果、床で寝る羽目になってしまう。
8. 翌朝、沖縄に行きたくないとゴネる中居に対し、最終兵器として中居の父を投入（実は前日の京都で「親父を連れて行きたい」と発言していた）。父は、中居が口では嫌いと言いつつも普段はナイナイに感謝していることや、親から「ヒロちゃん」と呼ばれていることを暴露。さらに中居の父が日本一周シリーズの中で温泉ウォータースライダーが大好きだという事も発言。もし中居が行かなければ父と行くという脅しに屈し、中居は沖縄行きを決意する。
9. 沖縄ではオープンカーで移動中に独身トリオ（当時）による結婚トークを展開。目的地では地元のちびっこ空手の演武を見ながら宮廷料理を楽しむ。が、入りたてで白帯の女の子に対し中居が執拗にいじったことで女の子が号泣。反省するために近くの教会（実際はセット）でめちゃイケ懺悔室を決行（神父は中嶋Pとナイナイ、本物のブッチー武者も登場）。判定は「×」で、罰として逆バンジーの餌食となった（ナレーションでは「めちゃイケ懺悔室は「上から（水を被る）」ではなく「上へ（飛ばされる）」だった」と説明）。さらに、大阪へ向かうための那覇空港では、先ほど泣かせた女の子が実は子役であることを知ってしまう。
10. 大阪ではタニマチ気分を味わうため朝青龍明徳と合流。相撲についてのインタビューを兼ねながら酒とちゃんこ鍋を堪能。しかし、ちゃんこ鍋に入っていた巨大つくねにまたしてもドルチェ&ガッバーナのサングラスが混入していた。道中ではナイナイが豚丼を堪能するも、気が付くと幸子の姿が消えていた…。
11. 失意の中、最終目的地の東京・ウォーターフロントにてジュリアナ東京を模したディスコを建設。だが、幸子を失った悲しみで踊ることを拒否する中居。しかし、お立ち台には幸子の姿が。元気を取り戻した中居はお立ち台で陽気に踊るも、バブルはいつかはじけるもの。お立ち台の床が開き、中居は幸せの絶頂のまま三度ウォータースライダー（最長の40mコース）の餌食となり「バブル崩壊」となった。また、スペシャルゲストとして「温泉ウォータースライダーを生で見たかった」という中居の父も登場し、最後は親子仲良く帰って行った。

### 類似企画・27時間テレビへの道 再び 中居とひとつになるときだべ
2011年7月9日放送。ナイナイが27時間テレビ総合司会とゼネラルプロデューサーに再任命された後、流しそうめんを食べている間に、ウォータースライダーを滑っている中居を思い出し、フジテレビ駐車場で中居が車に乗り込んだ直後に突然熱湯コマーシャルが中居を標的に行われた。
- 駐車場でのオファーの際には、中居の父が電話で「中居とナイナイ、ナカナイトリオだべさ」や、中居の名言「今ひとつになる時だべ!」（2011年3月21日の「SMAP×SMAP生放送 いま僕たちに何ができるだろう」及びACジャパン震災特別CMより）を引用して激励し、中居は半分激怒しながら渋々オファーを受けた。

### 「日本一周ガリタ食堂の旅」
サブタイトルは『厄よけに開運に初笑いなんて日だスペシャル』。2013年1月5日放送、未公開は2013年1月26日放送。
日本一周は2009年以来4年ぶりだが、明松CPになって初となる。これまでの日本一周では食事も満足に取ることができなかったということで、全国各地のガリタさんおすすめ料理を味わってもらうという旅。また、中居（前厄）、矢部（本厄）、岡村（後厄）の「厄年トリオ」に対する厄払いツアーも同時進行で行われる。
1. TBS「ATARU」を収録中のTBS緑山スタジオに兄貴と岡坊が押しかけ、前作でのデーモン閣下の衣装が肖像権に触れ、閣下に多額の賠償金（10億50万円）を支払ったため、示談金を支払うよう要求。支払を拒否した中居は担保としてバイクを押収され連行されてしまう。また、岡村もATARUスペシャルに「青木さんに料理を届けに来た出前持ち」として出演することに。
2. 最初の目的地は函館市松風町。魚介類十点盛り、いくら丼を試食。しかし、移動するためにオープンカーに乗ろうとしたところ、ドアの前に仕込まれていた氷水落とし穴に中居は落ちてしまう。
3. 恒例の仮装着替えでは、中居がオバケのQ太郎（オレたちひょうきん族で西川のりおが扮していた物）に着替え、ジンギスカン屋へ。日本ハムファンの母が営むお店でジンギスカンを食すも、巨人ファンの中居が自慢（その年の日本シリーズで日ハムは巨人に敗北）するたびに災難（水をかけられる、お盆で叩かれる、写真パネルが頭に直撃など）が降りかかる。怒って店を飛び出しロケ車に戻ろうとしたところで再び車の前に仕込まれた氷水落とし穴に落ちてしまった。
4. 続いての目的地である神戸大学ではガリタさんの後輩であるアメリカンフットボール部を集合させる「トゥース」をやってしまったため中居が2回囲まれてしまう。気を取り直してガリタ食堂の原点である神戸大学学生食堂で特製定食を食べようとするも、「ミックスフライにはレモンが必要」ということでアメフト部の面々に囲まれ再度移動、スタジオで『絶対レモンをゲットせよ!小池にドボンアメフトゲーム』（竜神池のパロディ）に挑まされる。必死にクリアを目指すも谷隼人やOKL48（ゆうこレモン、みぃちゃんレモン、しいちゃんレモン、みおりんレモン、こもりんレモン）に妨害され、挙句、番犬のバリタではなく、紛れ込んできた野良犬（柴犬）に中居用のフライを食べられてしまった。その間、応援するしいちゃんレモンが三点倒立をするから支えてほしいと頼まれるも、中居はそのままプールに突き落とした（この際、「アイドルとしてNG映像」が放送された）。そして、みおりんレモンの「フレッシュレモンになりたいの〜」にもキレてドツいていた（後日放送の未公開版ではそのままプールに突き落とし、背の低いみおりんレモンが溺れて〈テロップでは「溺れる148cm」〉救出されていた事が判明）。未公開版では「体を張るのはNG」のゆうこレモンを中居がけしかけて挑戦させ、ゆうこレモンがクリアするも壁に激突して、セットの隙間に足が挟まれるアクシデントがあった。
5. お色直しとしてバカ殿姿になった中居が、麻布十番二丁目の居酒屋で腰元女中（原幹恵、みひろ、桃瀬美咲、谷澤恵里香）を伴し黒トリュフ入り卵かけご飯を堪能するも、途中で志村けんが乱入、クオリティの低い中居のバカ殿に対し志村がダメ出しをした。
6. 三中宅で三中食堂の『青いご飯がヤバイ三中丼』を試食した中居は料理を絶賛した後、三中宅に泊る。しかし、三中のイビキがうるさいため眠れず深酒してしまい寝不足に。
7. 移動中、「コンサートに間に合わなかったときのピンチヒッター」としてコンちゃんテンちゃんのアニメ「コンテンツ警備隊カメヤマン まんが日本一周昔ばなし」の中居の偽者が登場する。
8. 宮崎県の尾崎牧場で牛サーロインやハンバーグを中居が試食。堪能するも「サーロインのあぶり寿司」は岡村達に「毒味」として全て食べられてしまう。さらに、時間がないとして空港までの道のりを牛型に改造されたバイクで移動することに。
9. 2012年12月24日に札幌ドームで行われた「GIFT of SMAP -CONCERT TOUR'2012-」内の中居と草彅のコントに乱入。乱入後ちゃんとコンサートを見ようとモニタリングするが、まだ厄払いをしていないことに気づき、「CRAZY FIVE」曲中に岡村が飛び入り参加し厄払い。終演後激怒する中居を尻目に喜ぶSMAPメンバーと打ち上げする中、中居は明日のいいとものため移動することに。しかし、最後は廊下に仕込まれていた氷水落とし穴にはまるというオチとなった。なお、同日生放送のSMAP×SMAPエンディングでナイナイが登場し、今回の旅の一部が明らかとなった。

### 「日本一周祝25周年の旅」
2015年1月10日放送。今作は中居とナイナイの立場が逆転し、ナイナイ結成25周年を祝った中居が日本一周のプレゼンターとなり、タイトルも「ナイナイ＆中居の日本一周」となっている。中居は岡村のキャラを完全コピーして登場する。
1. THE MANZAI2014の特番の打合せと称した現場（特番は嘘）にいるナイナイのもとに、中坊（中居）と兄貴の白竜が登場。中坊がナイナイに2014年の27時間テレビのSMAP×めちゃイケメンバーの相撲対決で木村拓哉と三中元克が相撲をとった際に、三中が木村の脇腹を引き掻いてしまい、国民的スターに負傷させたと因縁をつけ賠償金20億円と、病院へのタクシー代11600円の請求を取り立てる。ナイナイは兄貴の白竜によって強引に旅に連れて行かされる。
2. 毎回一発目恒例の北海道へ行くが、兄貴である白竜は不在で、いつも通りの3人旅が始まる。こちらも恒例のオープンカーで夕張郡にあるハイジ牧場へ向かう。そこで中居はナイナイ結成25周年という事で特設セットの教会でコンビの銀婚式をさせる。が、中居が調子に乗ってナイナイにキスを求めるとそれを見ていた神父が激怒。神父に「日本のバラエティのノリ」を要求され、キスをする羽目になる。なお、教会の名前は「コンプライアンスチャーチ」となっている。
3. その後は、ナイナイに干支である羊と戯れさせたり、ジンギスカンなどの料理を堪能させる。これまでロクに食事を取ることができなかった中居だが、かといって仕返しせず「本当に楽しんでほしい」と何も仕掛けようとしない中居に対しナイナイは逆に疑心暗鬼に陥る。その後はソリ遊びをさせるが、すぐに倒れてしまうナイナイを見て、中居がソリ滑りのお手本を見せるが、落とし穴に落とされる。さらに、財布を預けた新人ADの小澤の足にウォレットチェーンが絡まってしまう。
4. 続いて大阪・ユニバーサルスタジオジャパンへ。ウィザーディング・ワールドオブ・ハリーポッターをナイナイのために特別に貸し切り楽しむ一行。百味ビーンズの試食ではナイナイが美味しい味を引く一方、中居はゲロ味を引いてしまう。レストランで食事を堪能後、トウモロコシを食べたナイナイに中居は爪楊枝が欲しくないかと誘導させ、つまようじGETゲーム（氷水に落ちないようロープを使って急斜面の山頂にあるつまようじを手に入れる）に挑戦させる。いつもゲームで意地悪される中居がナイナイに仕返しをするが、岡村が作戦のためと偽って中居を利用し、結局2人共に氷水へ落ちる。終了後、小腹がすいたということで餃子の王将のチャーハンのテイクアウトを食べるが、中居のチャーハンの中には自分のウォレットチェーンが混入していた。なお、放送当時にはチキンマックナゲット異物混入事件を発端とする異物混入事件が話題となっていたため、「餃子の王将とは全く無関係の事件」と念押しされた。
5. 京セラドームでのSMAPLIVEのため中居はナイナイを休憩させるが、いつも変な場所で泊まらされた経験がある中居は、京セラドームのランドリールームでナイナイに休憩をさせる。苛立つナイナイはランドリールームから抜け出しSMAPLIVEのステージに乱入。木村拓哉に中居が言っていた賠償金の件を聞きだすと、木村から「三中が撮影現場に菓子折りを持って謝罪に来て和解した」「傷は既に治っている」と発言。焦った中居はナイナイを強制的に退場させる。
6. 続いて兵庫・有馬温泉の旅館 向陽閣という旅館へ。この旅館はSMAP×SMAPのSMAP結成25周年企画で訪れた旅館で、ナイナイにも感動を味わって欲しいということで中居の仲居で料理やカラオケを楽しむ。また、温泉では岡村が中居に対し股間を近づけ、それに対し中居はシャワーの放水で応戦。が、そこに再び「コンプライアンス神父」が登場。「股間を近づけるのはいいが放水はコンプライアンス違反」として再びキスする羽目になる。その翌朝、疲労で熟睡する中居がマッチョな男4人組に布団ごと担ぎ出され、新ナニワ金融道の告知するための突然熱湯コマーシャルとして、外に用意された熱湯風呂に落とされる。
7. 2日目は沖縄・糸満フィッシャリーナへ移動。最新アクティビティとしてバナナボートやジェットブレード、オーシャンウォークを体験。中居も「次回SMAP5人旅で訪れた時のために」とナイナイに促されオーシャンウォークを体験させるが、岡村のうっかりにより空気を送るホースを止められ激怒。しかし、3人が乗る船にまたしても「コンプライアンス神父」が現れ「十分安全な状況で行っているのに大げさに怒り過ぎ」と説教する。
8. 再び大阪へ向かい、中居はナイナイに新人の頃を思い出して欲しいと吉本新喜劇の特等席へ連れて行くが、特等席は舞台袖だった。ナイナイと同期の川畑泰史座長が「同期の友達が応援に来ている」とナイナイをステージに呼び出しコントや漫才をさせられる。しかしナイナイが「お友達のスーパースターが来ている」と中居を呼び出し、中居もコントに参加する事に。
9. 東京のフジテレビへ戻り、尺が足らないとの事でめちゃギントンに中居を参加させる。電車のキャラクターで登場すると思っていた中居だが、めちゃギントン2は子供と一緒にゲームをするため、中居は子供に交じって「まさひろ君」として子供の一員で参加させられた。因みに、この回のめちゃギントンでは、「ジンギスカン」「ウォレットチェーン」といった、企画のポイントとなったものがお題として登場している。
10. めちゃギントンが終わってナイナイにサプライズ演出をするためにと、とあるビルの屋上を貸し切って、中居がナイナイにTHE BLUE HEARTSの「チェインギャング」の歌をプレゼントする。再び兄貴の白竜も登場しハーモニカを演奏し感動するナイナイ。その最後に中居がキューを出し、ADがレバーを倒すが仕掛けは不発。おかしいとナイナイに近づくが、その瞬間に床が開き中居は落下。穴から這い出ると中居は銀色の液体にまみれていた。実は「銀婚式にちなみ最後はナイナイ自身が銀色になってもらう」予定であった。このオチに納得がいかない中居は最終的にナイナイを強制的に落下させ、3人で銀まみれとなった。ラストはまたもコンプライアンス神父が登場し「中居がカッコつけすぎ」と説教し、その後に放送される人志松本のすべらない話（同じくSMAPの稲垣吾郎・香取慎吾が出演）の宣伝をした。

### 「日本一周72時間ホンネの旅」
めちゃイケシュウ活プロジェクト第3弾「周活」として2018年1月2日放送、未公開・全てを収める第4弾「収活」は、スペシャルが低視聴率だったことから陸王のパロディ「低王（ひくおう）」として2018年1月20日放送。3月のめちゃイケ終了を前に、「本当に中居がやりたいこと」を実現させていく。設定として2017年12月31日の朝出発から放送当日の2018年1月2日の2泊3日という形になっている。2016年12月31日にSMAPが解散して以降最初で最後の日本一周であり、タイトルは2017年11月2日 - 11月5日に元SMAPの稲垣吾郎、草彅剛、香取慎吾（いずれも2017年9月8日をもってジャニーズ事務所を退所）がメイン出演、1996年にSMAPを脱退・ジャニーズ事務所を退所した森且行がゲスト出演したAbema TV72時間ホンネテレビとかけている。稲垣・草彅・香取のファンクラブ及び活動名義の新しい地図に対抗して、中居・ナイナイはナレーションで「古い地図」として紹介された。
1. 後輩の北山宏光・二階堂高嗣（Kis-My-Ft2）とのプライベートゴルフを楽しんでいる最中にキャディに扮したナイナイが襲撃。実は番組終了報道後、片岡総監督がTBSに赴き、中居に「テレビ映え抜きで最後の日本一周で何をやりたいか」というアンケートを書いてもらっていたが、「日程は未定のため心構えをしておくように」という形だったため、強制的に連れ出すことに。また、キスマイには「めちゃイケに巻き込まない」と宣言する。
2. 最初の目的地は函館へ。函館の展望台からの展望を楽しんだ後、「ハンバーガーが食べたい」と書いたアンケートにちなみ、函館のラッキーピエロのハンバーガーを用意。さらに、サブメニューのカレーとハンバーガーを試食。最後にナイナイとともにマスコットキャラの「ラッキーくん」がケチャップをかける函館山バーガーを食べるが、中居の時だけケチャップが出ず苦戦していたところ、中居にケチャップが高圧噴射されてしまう。
3. 恒例の仮装着替えはラッキーくんの空き衣装を使ってピエロ姿に。志海苔漁港へ行き、釣りを始めると初心者でありながら一瞬で釣れる「ラッキータイム」に。続いて「新鮮な魚介が食べたい」という中居のために新鮮な海鮮料理を堪能。と、その途中で「とんでもない大物が釣れそう」と代わるが、釣れたのは中居のゴヤールのバッグだった。バッグを管理できてないことに対しADの吉井を恫喝するが、その言葉をボイスレコーダーで録音されており、パワハラとして告発されかねないと案じた中居は引き下がる。また、東京へ戻る機内では隣に座った青年の荷物から、「先ほどのラッキーくんではないか?」と疑い続けていた。
4. 続いて「めちゃイケSA」として展開していた足柄SAへ。「ナイナイと富士山に登りたい」と一合目に赴くが、そこでは積雪による冬季通行止めに遭う。どうしても登りたいとゴネる中居らの前に、タモリ（に扮したコージー冨田）らがロケする裏番組「ウラタモリ」のロケ隊に遭遇。タモリに頼めば富士山に登れると考えた中居はタモリに頼むが、「ゲームに挑んでもらう」として、なぜかアホ状態と化した女子メンバーとともに「ぬるぬる富士山登頂ゲーム（ローション階段登り）」に挑まされることに。途中でジャージを脱がされるなど、何度も滑りながら最後は一緒に参加したナイナイともに頂上で自撮りをした。また、未公開では転落する際に置いてきた携帯を取るためにタモリも挑戦させられた。
5. 続いてこれまでずっと乱入される側だった中居が「1回他人のコンサートに乱入してみたい」という願いのために、東京ドームでの「ジャニーズカウントダウンライブ」へ。岡村オファーでの三浦大知ライブを見た中居は「三浦大知感が欲しい」と言ったが、その言葉をはき違えた岡村はブラックスカル姿でKis-My-Ft2のパートに乱入した。楽屋では岡村との共演に喜ぶ一方、ブラックスカルの服で出演したことに対してや、今朝「巻き込まない」と行ったにもかかわらず巻き込んだことにキスマイが激怒し中居が謝ることに。
6. 続いて「思い出いっぱいの寝台特急に乗りたい」として、翌日の姫路に向けてサンライズ出雲のシングルデラックスで移動。車内では日本一周にも出演してくれた亡き中居の父との思い出を振り返ったが、1部屋しか取れなかったためナイナイの3人と寝ることに。
7. 翌日は「赤身の肉が食べたい」として、大阪の焼肉たむらへ。たむらけんじ厳選のお肉に舌鼓を打つが、「番組終了情報漏洩の慰謝料として食事代は無料にすべき」とするナイナイに対したむらはごねたものの、LINEのやり取りで、番組からの「代金は後で請求してほしい」という言葉に了承しており、反省していないことをばらされた。また、飲み放題のワインで酔っ払った中居はたむらの獅子舞がやりたいと言い出し、お客さんにサービスで獅子舞を披露。しかし、伊丹空港発だと思っていたチケットが神戸空港発だったことに気づき、ナイナイは中居を置いて神戸空港に行くことに。お金もなく、獅子舞姿の中居は大阪中を迷いながらも無事自力で神戸空港に着くことができた。
8. 沖縄に移動し、20年前の最初の日本一周のように「最初に沖縄で見た夕陽を見たい」へ。また20年後日本一周を行うことを願いつつ、岡村が操縦する船で見ようとするが、船尾からAD吉井が落下。直後救助されるが、浮輪替わりとしてまたもゴヤールのバッグを海に投げ込まれた。また、恫喝が録音されたレコーダーを中居に奪われ海に投げ込まれるが、これまでとは違って素早い素潜りでレコーダーを回収した。
9. 2日目の宿泊地・福岡では「ナイナイとゆっくり飲んで話したい」として、博多華丸・大吉のセッティングで宴会を楽しむことに。宴会中では華丸・大吉を中心とした、ナイナイやめちゃイケとのエピソードを語った。終盤では放送作家による槇原敬之の真似で「世界に一つだけの花」を歌って盛り上げた。
10. 最終日では神奈川・三浦海岸へ。初めての在来線である京浜急行で移動する途中、笑わず嫌い王でブレイクした劇団ひとりと遭遇し、笑わず嫌い王出演当時のネタを披露した。三浦海岸では「普段は行けない回転ずしに行きたい」と回転ずしを食べようとするも、再び劇団ひとりと遭遇。「ガリタ食堂」で見せた回転ずし連続食いを披露、中居も同様に連続食いに挑戦した（未公開で披露）。
11. 東京では思い入れのあるキャラに扮装した男子メンバー[注 15]が登場。「本当は東京でオープンカーに乗りたい」をかなえるために、カートで東京都内を爆走することに。中居もマー坊に扮して都心を走行（このパートは12月13日に収録。マー坊のみ取り残された所がネットで話題になった）。最後は新国立競技場建設地で休憩しつつ2年後の未来について語る中、生コンを搬入するミキサー車が登場。メンバーが避ける中、中居のカートはいきなりエンジンもシートベルトも故障してしまい、2トンの生コンクリートまみれとなった。また、フジテレビでのメイク直しではメイクさんがいないということで松本伊代とヒロミに扮したくっきーが登場。ヒロミのメイクによってスヌーピー風のメイクを施された。
12. メンバーもフォーマルに着替え、最後はスタジオで本当に最後の願い「メンバーの皆を集めて、自分なりのお疲れ様を伝えたい」として中居がメンバーに対して感謝のスピーチを行い、ナイナイの幼少期からとぶくすり最初のリハーサルまでの「メモリプレイ」を上演。その後、岡村からも中居に対する感謝の手紙を岡村役の子供に代読させた。感動の中コメントしようとした中居だが、またしても床が開き、3000万円かけて復刻した2004年と同じ温泉スライダーの餌食となった。
13. 最後に岡村が中居を「(卒業していた三中除き)18人目のめちゃイケメンバーです‼︎」として、完結…と思いきや、メンバーと中居の前に油谷さんに扮した山本が突如出現。実は中居は最後に油谷さんが登場する予定で事前にオファーしていたのだ。山本は、番組終了告知の際、レギュラー復帰を発表されたにもかかわらずその後何の音沙汰もないことに激怒していたが、あまりの寒さに加藤との喧嘩コントが出来ず、震えながら口論するだけにとどまってしまった。

## 中嶋Pプレゼンツ企画
面接形式で、佐野アナとめちゃイケメンバーに「喝を入れる」（原文ママ）。

### 時の記念日企画
2005年6月11日放送（実際の時の記念日は6月10日）。この収録日は朝9時に集合がかけられていたが、定刻通りに来たメンバーは誰もおらず、1番早く到着した雛形で3分、リーダーであるはずの矢部に至っては1時間も遅刻して来た。これに憤慨した中嶋Pがメンバーの時計をパンツの中に預かってしまい、（女性メンバーは手袋をはめて）手探り抽選で当てさせるというもの。2005年8月13日放送の「めちゃイケ名場面ベスト100」で1位に選ばれ、ナレーターの木村が謝罪していた。なお、メンバーだけが嫌な思いをしたわけではなく、中嶋は中嶋で加藤からモノを直接握られる報復を受けたほか、矢部の時計がしっかり巻き付いてしまう災難に見舞われた（実際に見たメンバーおよび進行の佐野曰く、うっ血も見られていたらしい）。

### インフルなめんなよ!
2005年12月10日放送。年末年始の特番シーズンを乗り切ろうと、インフルエンザ注射をしようとメンバーを呼び寄せた中嶋P。インフルエンザ注射を前日にしてきたという有野は自ら志望し看護婦姿になり居残り。インフルエンザ注射のつもりが、山本はホルモン注射（太い注射）、加藤と矢部は栄養剤注射（加藤は山本と同じ太い注射）をされる羽目に（矢部が尻に打たれたルーマニアのチロビターゼは最後に中嶋Pも注射される羽目になった。加藤は喘息を患っているためインフルエンザワクチンが出来なかった）。

### フジテレビ開局記念日企画・47年目のありがとう!!
2006年3月18日放送（2006年3月1日収録）。フジテレビジョン開局47周年（お台場社屋10周年記念）として、中嶋Pに言いつけられた通り、メンバーはフジテレビの便所掃除からする羽目に。
1. 洗面所（矢部・武田・大久保）
大久保が、一番張り切っていた。
2. 壁（山本、光浦）
山本と光浦はとぶくすり時代（1993年）からの犬猿の仲
3. 床（岡村・濱口）前向きコンビNo. 1
4. 小便器（雛形・紗理奈）中嶋Pからのセクハラを受けていた。最後に紗理奈はADの尿している所をガン見。
5. 大便器（加藤・有野）加藤はサボり気味。

有野の結婚披露宴の資金はフジテレビが出したと判明（約500万円）。加藤は掃除のサボり癖がなくならなかったが、皆の頑張り様を見て最後まで続けた。

### 夏休みの絵日記を見てみよう!
2007年9月1日放送。夏休みの宿題として提出された絵日記（スタッフがメンバーの私生活を調べまとめたもの）を発表。
- 矢部：破局後飛行機内で複数のCAから電話番号をもらったこと（矢部が中嶋Pに話していたため、「自分で提出してる」と皆にネタにされた）
- 紗理奈：めちゃイケ関係者にレゲエのイベントを秘密にしていたこと（2007年春に仕掛けられた騙し（紗理奈VSほしの）のこともあり、岡村に「レゲエとめちゃイケ、どっちが大事なんだ!」と聞かれそうになったから）。
- 武田：連日スポーツジム通いで彼女ができず、矢部に合コンのセッティングを頼んでいること。
- 加藤：夕食中の夫婦ゲンカ→仲直り（絵日記は妻（カオリちゃん）が提出）。
- 濱口：新しく買ったパソコンがウイルスに感染したこと。
- 雛形：『どんど晴れ』の打ち上げで出演者にイタズラをしたこと。
- 有野：白紙（特筆して何も書くことが無かったため）。
- 大久保：ザ・冒険王（めちゃ×2バケてるッ!）オバQのアルバイト。思わぬ臨時収入。その間、本来のOLの仕事を抜けていた事で主任から降格された。
- 岡村：57回目の石垣島旅行。編集の事も考えずに旅行するため、コーナー内の場面場面によって肌の色が違う事を怒られ中嶋Pから今後3年間沖縄旅行を禁止された（しかし2007年9月9日のナインティナインのオールナイトニッポンで「宮古島にまた出かけた」と自白した）。

### 女子メンバーvs.中嶋P
2008年11月15日放送。同年10月25日の中嶋デスノートにて「女子メンバーの気持ちは気にしないでOK！」と中嶋Pが女子メンバーを軽視していることが発覚したことから、女子メンバーがフジテレビの玄関で中嶋を襲撃し対決を挑む。光浦と手芸対決、雛形とパン生地成型対決、大久保とワープロ早打ち対決を行うが、どれも途中で乱闘に発展する。最後に雛形が空のペットボトルで中嶋の頭に強烈な打撃を与え「スナイパー」と呼ばれた。

### めちゃイケ14年目 冬の緊急呼出し! 長澤まさみが新人ADに!?
2009年11月21日放送。

### 今夜でさようなら中嶋P緊急送別会スペシャル
2011年11月26日放送。

## お笑い対決もの
レギュラーやゲストがお笑いで競う企画であるが、基本的に矢部は出場しない。

### めちゃイケ○○王は誰だ!?
1997年の企画群。幅広い層に支持される番組を目指すため、特定層を相手にメンバーが仮装した上でネタを行う。エキストラを使っても構わない。具体的な審査は無く、おおよその受け具合で優勝候補と優勝者が決まる。本人がネタを披露するまで他のメンバーはその仮装を見られないためネタが被ると挽回が非常に難しく、当日抽選で決まる披露順も重要となる。
子供王
- 岡村…バカ殿
- 有野…紙芝居
- 山本…体操のお兄さん
- 光浦…フラッシュダンス
- 濱口…アフリカマン
- 加藤…ケンタウロス

加藤がおならネタで大受けし優勝。
お年寄り王
- 岡村…パーデンネン
- 山本…女形
- 有野…寅さん
- 加藤…千手観音
- 雛形…日本舞踊
- 紗理奈…バカ殿
- 濱口…アフリカマン
- 光浦…オーロラ輝子

光浦が観客の涙を誘う演技で優勝。
外国人王
- 光浦…マドンナ
- 加藤…スフィンクス
- 江頭…普段通りのネタ
- 濱口…アフリカマン
- 岡村…ヒゲダンス
- 有野…キダタロー
- 山本…マイケルジャクソン

山本がスリラーを見事に踊り拍手喝采を浴びて優勝。

### ボケ肉番付お笑いストラックアウト
1999年1月30日放送。TBSの番組『筋肉番付』の名物企画「ストラックアウト」を基に9枚の板ならぬ9人の素人を3×3の枠に並べ、レギュラーがギャグを披露。全10球（10回のギャグ）で何人の素人を笑わせるかを競う。場所は、神宮球場で行われた。本家ではあり得ない9枚抜きも可能。小道具の使用は原則、禁止であった。挑戦した5人全てが1球目に「始球式」というネタを披露した（山本は後に『総芸旗艦』とのネタ対決でも「始球式」を披露）。優勝は岡村と山本の2人（記録7枚）。
出場芸人…岡村、山本、加藤、濱口、有野

### めちゃイケお笑いバトルロワイアル
2001年2月24日放送。映画『バトル・ロワイアル』に触発された江頭が企画。
出場芸人…有野（男子1番）、岡村（男子2番）、加藤（男子3番）、濱口（男子4番）、矢部（男子5番）→江頭、山本（男子6番）、大久保（女子1番）、光浦（女子2番）、
メンバーは富士山麓の牧場に散らばる。そして、2人が出会いどちらかがファイティングポーズをとればバトル開始。1対1の対決で交互にネタを披露し、先に笑った方が負け（＝死亡）となるにらめっこのようなルール。メンバーには本家『バトル・ロワイアル』同様、事前に水（キリン「生茶」）と食料（明治「プッカ」、両会社共番組スポンサーである為。）、携帯電話、さらにお笑い武器が支給される。以下はメンバーに支給されたお笑い武器。
有野：コルセット
大久保：腹話術の人形
岡村：山崎邦正(現：月亭方正）の電話番号（ギャグを伝授）
加藤：メイク道具、
濱口：4コマ漫画（フリテンくん）
光浦：タモリセット
山本：アコーディオン
江頭：パーティー鼻めがね
負ければ地面に寝かされ、トラックから牛糞を降ろされ上半身を埋められる（埋没する瞬間は『MBR(MECHAIKE BATTLE ROYALEの略)』のロゴが表示され音声のみ）。敗退者は負けルームで三角布を着けて生存者を見守る。
優勝は「腹毛を食べる男」を繰り出した山本。後に「杉田ロワイアル」として続編が作られた。
名目上は、「七人のしりとり侍」が打ち切りになった当番組に活を入れる目的で江頭が持ち込んだ企画。矢部はバトル開始前に「自分はツッコミだから自信がない」と発言し、参戦を拒否したため死亡となった為、矢部の代わりに江頭が急遽参戦した（よって矢部が進行役兼審判）。だが、江頭の真の目的は、めちゃイケメンバーに潰しあいをさせた挙句、最後の最後に自分だけで美味しい場面を全てもっていく事であり、江頭自身のための企画である事が判明した。そのため、決勝まで隠れ続けてバトルをしなかったが、自らの行いの罰が当たったのか、決勝で山本に敗退した。
芸人でない雛形は本家の宮村優子のパロディでルール説明を担当した。なお、光浦と大久保は同盟を組んだ。

### フールバトルクラブ
2002年5月11日（前半）・18日（後半）の2回に渡って放送された。TBSの特別番組『フードバトルクラブ』を基に、挑戦者がフールファイターとなって制限時間内にゲストを笑わせればステージクリアとなる。10名が挑戦した。
出場芸人…岡村、山本、加藤、濱口、有野、江頭、山崎、ゴルゴ松本（TIM）、山口智充（DonDokoDon）、塚地武雅（ドランクドラゴン）
- 1st STAGE「Burst Attack」

3名の著名人（井筒和幸、小池栄子、江守徹）を1名ずつ順に笑わせて、合計タイムの少ない上位7名が勝ち抜けとなる。ただし、著名人1名に対して5分以内に笑わせることが出来ない場合は失格となる。ここで塚地（合計タイム8位）・山崎（井筒戦で失格）・江頭（小池戦で失格）が敗退した。
- 2nd STAGE「Hang Over」

まずゲストが登場し、そのゲストに対して何分で笑わせるかをオークション形式で決定する。そして落札した挑戦者が申告した時間内にゲストを笑わせることが出来れば勝ち抜け、出来なければ失格となる。勝ち抜け人数は先着3名で濱口・山口・ゴルゴが勝ち抜け。山本・加藤・岡村（挑戦失敗）・有野（不戦敗）が敗退した。ゲストは岡本信人、赤阪尊子、川島なお美、六平直政の4人。
- LAST STAGE「Final」

ゲストは岸部四郎。制限時間3分間で何回岸部を笑わせられるかを競い、最も回数の多い人が優勝となる。持ち芸の「おならネタ」で岸部を笑わせたゴルゴ松本が優勝。

### お笑い格闘技・極笑
2003年2月1日放送。前述のお笑いバトルロワイアルと同様に1対1の対決で交互にネタを披露し、先に笑った方が負けとなる。8人のトーナメント方式、現在はこのルールを踏襲した特別番組「オモバカ8」として受け継がれている。決勝で持ちネタが尽き、相方のレッド吉田から伝授されたネタを披露したゴルゴが優勝。
出場芸人…岡村、山本、上島竜兵（ダチョウ倶楽部）、板尾創路（130R）、おさる、ゴルゴ松本（TIM）、原西孝幸（FUJIWARA）、中川礼二（中川家）

### フジサンケイ お笑いレディースクラシック
2009年9月5日放送。「フジサンケイレディスクラシック」のパロディ。岡村がプロデュース兼レフェリーを務めたこの企画は、タイトル通り参加者を女性芸人に絞り、深夜のゴルフ場において1コースを1ネタずつ交互に披露してまわり、先に笑った方が負けとなる競技（前述の極笑同様にトーナメント方式を採用）。参加したオアシズ、岡村以外のめちゃイケメンバーはゲスト解説の青木功に扮した関根勤と共に実況席から観戦した。決勝戦で『パチンコの換金所のおばちゃん』を披露したアジアンの馬場園梓が優勝。赤DVD第6巻にも収録されたが、2回戦にて馬場園が手拍子をしながら歌を歌うネタでは、その歌がDVDに収録できないために歌う部分が伏せられている。
出場芸人…大久保、箕輪はるか（ハリセンボン）、黒沢かずこ（森三中）、馬場園梓（アジアン）、バービー（フォーリンラブ）、友近、鳥居みゆき、椿鬼奴

### めちゃイケネタNo.1決定戦
めちゃイケシュウ活プロジェクトを参照。

## スターどっきり（ゆ）報告
『スターどっきり㊙報告』のパロディ。MCはナインティナインと高橋真麻アナ。両名とも、オリジナル版で「キャップ」（三波伸介、小野ヤスシほか）やレポーターが着用した「紅白衣装」を着用している。
すぐにドッキリと分かるゆるゆるのドッキリを仕掛けられたら、芸能人は企画を潰さないために騙された演技をし続けられるかを検証。タイトルとは裏腹に、出演者には極度の緊張を強いる企画である。
第1回のみ以下のような内容だが、第2回以降は、ニセ番組でホテルに宿泊させた参加者に対し、寝起きドッキリを事前に通知した上で、10分の準備時間を置いてからどういう寝相をしているかを競う形式になっている（100点満点で評価）。芸風との不一致、以前の回で披露された寝相と被る、ホテルの備品を破損させるなどの行為をとると減点され、とても放送できない下ネタを見せた場合やホテルの外に出た場合は失格とみなされる。また、2回目以降の挑戦も可能だが、MCのフリに耐え切れず逆に点を下げてしまう場合がある。最初に4組（第7回は3組）で競い、それが終わってから全員が集まってスペシャルゲストに仕掛ける形式をとる。
- 第1回（2008年7月19日）：打ち合わせと称して喫茶店にゲストを呼び出すが、壁の額縁が外れて隠しカメラが完全にバレる。ターゲットは山本高広、山下しげのり、千秋、笑福亭笑瓶。ネタばらし役はイジリー岡田。
- 第2回（2009年5月9日）：ターゲットは日村勇紀（バナナマン）、劇団ひとり、大島美幸（森三中）、ほっしゃん。、SPゲスト：上島竜兵（ダチョウ倶楽部）。
- 第3回（2010年1月30日）：ターゲットは石田明（NON STYLE）、春日俊彰（オードリー）、近藤春菜（ハリセンボン）、藤井隆。最後に岡村が逆ドッキリに嵌められた上に、咄嗟に思いついた寝相もADを巻き込んだとんでもない下ネタであった為に、そのあまりのお下劣さに高橋アナから本気で絶句された他、矢部やゲスト達からもドン引きされ、評価も問答無用で失格になるという、大恥をかく羽目になった。
- 第4回（2010年5月22日）：ターゲットは金田哲（はんにゃ）、馬場園梓（アジアン）、塙宣之（ナイツ）、宮迫博之（雨上がり決死隊）。SPゲスト：加藤茶。金田、宮迫、高橋アナもドリフのネタをやらせられる。
- 第5回（2011年2月5日）：新潟のスキー場で収録。ターゲットは山崎弘也（アンタッチャブル）、川島邦裕（野性爆弾）、いとうあさこ、笑い飯。SPゲスト：ウエンツ瑛士（気温－10度にも関わらず防寒具なしで外に出て失格）。
- 第6回（2011年10月29日）：ターゲットは秋山竜次（ロバート）、ツネ（2700[注 17]）、渡辺直美、堀内健（ネプチューン）。SPゲスト：デヴィ・スカルノ。
- 第7回（2014年6月14日）：ターゲットは田中直樹（ココリコ）、村本大輔（ウーマンラッシュアワー）、日本エレキテル連合。SPゲスト：郷ひろみ。

## 東日本大震災関連
2011年3月11日の東日本大震災以降、めちゃイケでは定期的に白鳥の地元でもある東北地方への訪問や東北に絡めた企画を実施している。
東北とつながってるね!生放送でプレゼントスペシャル(2012年）
2012年3月3日・10日放送。
三ちゃんプロレス修行（2014年 - 2016年）
「三中元克」の項を参照。
芸能ウラ話プライベートまさかの大流出！（2016年）
岡村が芸能人（めちゃイケメンバー・陣内智則・渡辺直美・雨上がり決死隊・ぺこ・りゅうちぇる・カンニング竹山・加藤紗里・トレンディエンジェル・狩野英孝のもとを訪れ、「言っておいた方が良いこと」を執拗に訊き、プライベートの秘密話を打ち明けさせるが、実際に岡村が求めていた「言っておいた方が良いこと」とは「東北の皆さんへメッセージ」であったという内容。
鬼才・唐沢Pの めちゃイケ700回記念（2017年）
2017年3月11日放送。東北地方のスキー場にてロケ。

## 24時間対抗テレビ
英語表記は"VS 24HOUR TELEVISION"(初回のみ”24HOUR VS TELEVISION”。裏で24時間テレビ 「愛は地球を救う」（日本テレビ）が放送される日に被せて9年間行われていた。オープニングは爆風スランプの「Runner」(初回のみZARDの「負けないで」)が流れる中お台場フジテレビジョンの外観の夜景をバックにタイトルロゴ表示。CM前には本家サライのインストゥルメンタル版がかかっていた。24時間テレビをパロディした黄色のTシャツやスローガンなどを使用する。2010年は本家が放送する8月28日は「めちゃイケ」自体が放送休止だった関係上、前週の8月21日に本家とは全く関係のない形で「世紀の超能力対決!!」として放送。2014年は、エスパー伊東本人が本家に生出演するという「ドッキリ」を事務所ぐるみで行い、カモフラージュとして「爆烈お父さん」の生放送（生爆烈お父さん、モーニング娘。'14がゲストとして登場）が行われると予告されていた。
この番組を同時ネットしているテレビ宮崎と沖縄テレビは、この番組の放送時間外で本家も放送している（土曜日の19時台から『土曜プレミアム』終了までは本番組を含めてフジテレビの番組をネットしており、この時間は元々日本テレビの番組を放送していない）。
ナインティナインは2000年に本家（第23回）のスペシャルパーソナリティー、それ以前には深夜企画の司会も担当したことがある。なお、2000年の放送時には裏番組として本番組（通常版）が通常放送されていた。
企画としてはエスパー伊東が超能力（ネタ）に挑戦し、成功すれば全員でサライを歌うことができるというもの。ことごとく失敗し、エンディングではサライの替え歌（第1・2・4回は「カライ」、第3・5回は「ワライ」）が流れた。放送翌日にはお台場イベントにエスパー伊東が登場するのが恒例であり、エンディングではお台場イベントを告知するのが恒例であった。
1. 2006年8月26日放送「24時間対抗テレビ〜絆はお台場を救う〜」
フジテレビV4スタジオより完全録画放送。この放送回が山本の不祥事・一時降板後、最初のスタジオ収録ならびに通常放送となった。スローガンは「今、超能力者に出来ること」
緑色の丸に「絆」（といってもカオナシの下の爆裂鼻手袋と、下の英語ロゴは「24 HOUR VS TELEVISION MECHAIKE!」だがそれ以外は全く同じデザイン）と入ったタイトルロゴ、Tシャツ。司会は佐野瑞樹アナ・西山喜久恵アナ。
エスパーが登場直後に加藤がスッキリの生放送で泣いたことをイジる。また、エスパーの小道具入りバッグがセットの電飾で焦げるハプニングがあった。「絆」Tシャツは、お台場冒険王の東京めちゃイケランドでプレゼントされた。
2. 2007年8月18日「24時間対抗テレビll-超能力はお台場を救う-」
フジテレビV4スタジオより完全録画放送。スローガンは「今夜アナタの人生を変える？」タイトルロゴとTシャツはエスパーが漫画の吹き出しで「VS」とコメントしたデザイン。司会：佐野瑞樹、佐々木恭子。ゲスト：西川史子。
3. 2008年8月30日「24時間対抗テレビlll-超能力はお台場を救う-」
フジテレビM3スタジオより完全録画放送。スローガンは「誓い~リベンジを約束?」タイトルロゴとTシャツは村上隆風にエスパーをデザイン。エスパーは、同日の深夜に本家の方にも出演した（若井おさむの生結婚式のコーナー）。司会：倉田大誠アナ、中野美奈子アナ。ゲスト：中尾彬。中尾はエスパーと3度目の共演にもかかわらず、エスパーの名前を覚えていなかった。
4. 2009年8月29日「24時間対抗テレビIV-超能力はお台場を救う-」
フジテレビV5スタジオより完全録画放送。スローガンは「START!-成功への一歩を踏み出そう-」タイトルロゴとTシャツはピクサー風にエスパーをデザイン。また本家では風船にぶら下がっているブブに対し、こちらは手袋を風船代りにし、バッグの中からエスパーが出てくるとの設定。司会：中村光宏アナ、宮瀬茉祐子アナ。ゲスト：北川景子、貫地谷しほり。
5. 2010年8月21日「今夜あなたは奇跡の瞬間の目撃者?超能力大戦争」
前述の通り2010年の24時間テレビの放送当日はめちゃイケが休止だったため、1週前の8月21日に別のエスパー企画を放送。スローガンは「あなたは超能力を信じますか？」スプーン曲げ・フォーク曲げを得意とするマジシャンのDaiGoとエスパーが超能力を競い合った。司会は向坂樹興。ゲスト：茂木健一郎、松居一代、安めぐみ、合衆国エンジェル（西山喜久恵アナ、本田朋子アナ、椿原慶子アナ、加藤綾子アナ、生野陽子アナ、山中章子アナ）。エスパーのアシスタントである「エスパーギャル」（武田るい、皆本侑樹、高橋里美、神谷玲子、大塚莉奈）は、自身の顔がプリントされたTシャツを着ていた。
6. 2011年8月20日「24時間対抗テレビV-超能力はお台場を救う-」
フジテレビ湾岸スタジオより完全録画放送。スローガンは「もうすぐ15周年を迎えるめちゃイケに『力』を!」本家のTシャツをパロディ（「+1」の「1」をエスパーのシルエットに変更）。司会は榎並大二郎アナ・西山アナ。ゲストはAKB48（秋元才加、宮澤佐江、高城亜樹、指原莉乃）、石原良純。エスパーは秋元のファンであるらしく、イラスト説明でもたびたび秋元だけを大きく描くなど贔屓していた。竹馬でバナナの皮を避けながらルンバの停止ボタンを押す「竹馬ルンバ」では、勢い余って停止ボタンを潰すミラクルを起こしたが、結果的に失敗となった。またこの年は、「睡眠はお台場を救う」として2004年に行われた「一番早く寝たら勝ち！大会」の第2回大会が行われ、三中が優勝した。
7. 2012年8月25日「24時間対抗テレビVI-寝起きは地球を救う-」
前年同様Tシャツをパロディ（「未来」の文字を「真麻」・「35」の文字を「06」に変更）。6年間続いたエスパー企画を一旦休止し、本家にて家族でマラソンに挑戦している佐々木健介一家に対抗するという名目で、スターどっきり（ゆ）報告の一部を変更した「家族対抗予告寝起き選手権」を行った。なお、従来は偽番組のロケを理由に宿泊させたホテルで収録していたが、今回は挑戦者の自宅で収録している。恒例となっている「サライ」は、冒頭で岡村と高橋真麻アナがものまねで合唱した。
挑戦者はジャルジャル後藤（妻はパックで顔を隠し出演）、オリエンタルラジオ藤森（同居している兄と、偶然上京していた母）、ボビー・オロゴン（子供4人、妻はテレビ出演NGのため出演なし）。3組とも終了した後、独身のエスパーの家にも寄り予告寝起きを行うが、企画趣旨を理解せず普通の寝起きをしたため場が白けてしまう。
8. 2013年8月24日「24時間対抗テレビVII-超能力はお台場を救う-」
フジテレビ湾岸スタジオより完全録画放送。スローガンは「『チョウノウリョクって？』の疑問に答えます」本家のTシャツをパロディ（中央に描かれた花の中央がエスパーのイラストに変更）。司会は佐野アナ・加藤アナ。この年は「リアルスコープ」とのコラボとして行われ、春香クリスティーン、リアルスコープのレギュラー出演者であるビビる大木、上地雄輔がゲストとして登場した。
岡村とエスパー伊東はこの時間は「24時間ゼロテレビめちゃ×2なが〜くユルんでるッ！」にて番組を視聴していた。
9. 2014年8月30日「めちゃイケ1/24時間テレビ-超能力は生で地球を救う!?-」
初の生放送。表向きは『モーニング娘。'14』に対する「爆烈お父さん」として放送された。なお、生放送と同時にゼロテレビ「24時間ゼロテレビ『めちゃ×2なが〜くユルんでるッ! 〜44番ロビンマスクは地球を救う!!〜』」にて文字通り「裏側」のカメラ映像を放送していた。
エスパー伊東が近年のチャレンジで「成功させようという意思が無い」「失敗した方がオイシイと思っている」事を憂慮した岡村が、絶対に失敗できない状況を作り出す方法を考えた結果、「裏番組である『大型チャリティー番組』からのオファーが来た」という体でのドッキリを実施。生放送でのドッキリという都合上、エスパーが放送できない事態を起こした時用の保険として「爆烈お父さん」のセットで行われた。
チャレンジの内容は1分間にペットボトル43本（ランナーの当時の年齢）を分別するというもので、成功しなければランナーが出走できないという状況（全て嘘）[注 21]の中、マネージャー（事務所社長）の判断によりペットボトルを5本減らす（かつ、タイマーを途中で止めた）というやらせを行い、なんとか成功。しかしこの不正はバレてしまい、この事でスタッフが揉めた結果警察が入り、伊東はやらせの罪[注 22]で警察に連行されるという結末で番組は終了。「これといったリアクションが期待できない」ということで番組内ではネタバラシを行わず、フェイクの企画だった「爆烈お父さん」とエスパーへのネタバラシは「めちゃユル」内にて行われた（番組では「『めちゃイケ』で検索してください」とフォローを入れ、直後ネットニュースになっている）。

## 単発・短期の企画

### めちゃイケ運輸
1997年5月10日放送。フジテレビ社屋の引越しも無事終わり、旧社屋の取り壊しが始まろうとしている中、『16日 藤井フミヤ邸でボヤ騒ぎ』という書かれた番組のスタジオや『めざましテレビ』のメインキャスター大塚範一の証明写真、共同テレビの茶の湯セット一式、社長（当時は日枝久）専用トイレに置きっ放しにされていたイソジン等、新宿区河田町の旧社屋に残された社員の忘れ物を届けるという企画。低価格での確かな配達を売りとするが、日枝社長のときは賃金のあまりの安さに驚かれたことから5万近くまで値上げした。岡村の探検隊、フジテレビ警察のメンバー同様、岡村、加藤、濱口がボケ、矢部がツッコミ。別名カウンタックの宅急便。このフレーズは荷物を届け終わる際に流れたが、当時番組スポンサーにヤマト運輸があったため、「クロネコヤマトの宅急便」と同じ曲が使用された。
それから13年後の2010年12月18日の放送にて復活。メンバーも新メンバー込み（岡村以外）の17人に増えた。また、当時骨折療養中の加藤も『スッキリ!』の放送終了後に参加（いつもの岡村レプリカジャージの三中以外はつなぎ着用）。入居5年目の岡村宅に突撃し、最近岡村に災難（長期休養のほかに入居してすぐ熊が出没していた）が降りかかったのは家がいけないからと引っ越しを決行（半分は岡村の希望）。いつもはメンバーの私物にいたずらする岡村も、メンバーからのいたずらに困惑していた。また、梱包後は泊まる場所がないということで近くの矢部宅に泊り、5年前に決めた「40歳になるまでナインティナインを解散しない」という契約の5年延長を結んだ。また、このとき音声のみではあるが矢部の交際相手、青木裕子が出演している（矢部宅のテレビに青木が当時出演していたTBSテレビの報道番組『NEWS23クロス』のスポーツコーナーが映っていた）。

### めちゃイケの残暑お見舞い 実録ちょっと怖い話
1998年8月29日放送。街角三部作の一つ。心霊マニアの桜金造を審査委員に迎えた。岡村の持ち込み企画。矢部MC。岡村、よゐこ、極楽がロケバスにのり一人一人怖い話を披露していく企画。
披露するまえにろうそくを消していく。岡村は、『ひょうきん族』の中で西川のりおのオバＱに扮し「ばかぁー」とギャグをパクった。加藤は『仮面ライダーアマゾン』の「十面鬼」というキャラクターに扮した。濱口は、のっぺり顔、有野は普通に再現してボケた。山本は他の3人より時間をかけて映画「ゴースト」をアレンジして、山本劇団を呼びミュージカルを披露。

### ここが変だよ〇〇シリーズ
- 2000年5月27日放送。かけだしアイドル編
- 2000年9月16日放送。AD編
- 2001年3月10日放送。マネージャー編
- 2001年12月15日放送。フジテレビ若手社員編
- 2002年6月10日放送。女芸人

『ここがヘンだよ日本人』のパロディ企画。めちゃイケメンバーは、それぞれキャラクターに変装。ここがヘンだよ女芸人は、「赤DVDシリーズ」にも収録されている。

### MNN 報道特集
元ネタである『JNN報道特集』の以前のオープニング映像をパロディにして流している。また、コーナー中のテロップのデザインやフォントも当時、『JNNニュース』で使用していたテロップを忠実に再現している。MNNはMechaike News Networkの略。
- 第1弾 超緊急赤字解消企画 夏の沖縄ロケで出た赤字を検証（1998年11月7日放送）

沖縄ロケが大赤字になってしまったということで、番組の赤字を救済すべくメンバーが経費で楽しんだ私用について番組側に返済することに。矢部の有料TV視聴、濱口の彼女への長時間電話、有野・雛形・光浦・紗理奈のマッサージ、武田のゲーム、加藤のミニバーについて返済してもらったが、最後は空出張とゴルフのニアピン大会で優勝した佐野アナに対し、「サラリーマンからは現金を徴収できない」ということで、現金の代わりに衣服を徴収され下着姿で退社する羽目になった。
なお、真の赤字になった原因はこのロケでやった「寝起きJAWS」でサメの制作費が掛かり過ぎた事。このため、小西Pが飛ばされる事になった。
- 第2弾 山本キスシーンカットの全貌（2001年8月25日放送）

山本が出演した月9ドラマ『ラブ・レボリューション』（2001年4月 - 6月）で自分のキスシーンを収録したにもかかわらず放送されず、山本が岡村に頼むことになった。カットの理由は当時の極楽とんぼのマネージャーが、「山本は芸人であるべき人間で、このドラマでキスをした事を周りに自慢ばかりしており、ドラマを楽しんでるかのようだ」という理由でマネージャーが監督に直訴しカットとなった。最後、大スクリーンでメンバー全員の前でカットシーンを公開した。また、プロ野球のシーズン中に関わらず当時広島東洋カープの金本知憲外野手にもインタビューしたり、収録の最中に当時芸能界を復帰したばかりの田代まさしが突然出演し、メンバー達を驚かせた。
- 第3弾 27時間テレビに不祥事、疑惑の人物を追え!（2004年9月11日放送）
  - 加藤のマラソン失敗→そうめんの食べすぎが原因
  - ネプチューン 原田泰造・ホリケン「真夜中のかま騒ぎ」CM中に大ケンカ事件→ココイチテン拒否で名倉熱唱・謝罪
  - 品川祐（品川庄司）・タモリ用の楽屋不法占拠
  - 低視聴率男5.1%（ビデオリサーチ関東地区調べ、2004年7月25日05:05、JST）・山崎邦正（月亭方正）
  - ボクシング4ラウンドの謎
  - 鶴瓶人形でチン事件[12]
  - 港浩一、サブ室で熟睡事件

上記の真の原因は27時間テレビの項を参照。放送翌日の産経新聞朝刊に上記の謝罪文を記載した。
類似企画として『真相報道メチャキシャ!』（『真相報道 バンキシャ!』のパロディ）がある。メンバーの不手際を岡村、矢部、加藤が糾弾するという内容。
- 「結婚披露宴で不祥事 矢部家に謝罪を!!」（2013年5月4日放送）
  - 紗理奈、式に遅刻してきたにも拘らずデビュー曲「シャレになんない」を披露した事（名古屋でMUNEHIROとしての仕事があったため）
  - 福徳秀介、場の空気の読めないコメントを残した事（2014年5月17日放送の「福徳様は突然に」にて未公開シーンとして関係無いコメントを連発してシラけさせていた事も明らかになった）
  - 大久保、矢部の結婚式を欠席し、恵比寿マスカッツの解散コンサートを優先させた事（TBS前にて、マッコイ斎藤も登場。『大久保じゃあナイト』（TBS）の打ち合わせと見られる。）

### どっちのADショー
2000年10月21日放送。当時アシスタントディレクターだった明松功（カガリ）と中嶋優一の公開ディレクター昇進試験を『どっちの料理ショー』（読売テレビ(ytv)制作・日本テレビ系列）形式で行った。
審査員は大竹まこと、松居直美の二人（当時松居の夫がディレクター。）。この時、黄チーム司会の加藤はカガリを推薦、赤チーム司会の岡村が中嶋を推薦した。両者の見切れ集を紹介し、両者が企画プレゼンを行った。中嶋が番組の企画会議をサボって茅ケ崎までサザンオールスターズのコンサートに行っていた事をバラされ、カガリが勝利となった。また、罰ゲームとして『ウンナンの気分は上々。』（TBS系列）のパロディで岡村と中嶋がとある無人島へと向かい滞在した。
この時はカガリが昇進を勝ち取ったが、中嶋も後にAP（2002年）→プロデューサー（2004年末）に栄転している（なお当企画の勝者であったカガリは中嶋より5年以上遅れの2010年春に『フジ算』でようやくプロデューサーに昇進し、当番組でも中嶋の後を受けてプロデューサーに昇進した）。

### pM8プロジェクト
1. 第1弾（2000年12月2日放送） 矢部弟前編 加藤浩次前編 スカイダイビング
2. 第2弾（2000年12月9日放送） 矢部弟後編 大隈いちろう 油谷さん
3. 第3弾（2000年12月16日放送） 岩城滉一前編 油谷さん 加藤浩次後編 ダイブツくん
4. 第4弾（2000年12月30日放送） 本田みずほ さよなら大好きな人 涙の完結編 岩城滉一後編
5. SP（2001年1月2日放送） 新春緊急呼び出しスペシャル
6. 第5弾（2001年1月20日放送） さよなら大好きな人完全版
7. 第6弾（2001年1月27日放送） ファイナルアンサースペシャル

2000年11月、『スター・ウォーズ大百科事典』を読んで感銘した岡村が「自分たちもこういう本を作ってみよう」と提唱し始まった検証企画、pM8（Project Mechaike 8years）。2000年12月2日から2001年1月27日の間に、SPを含め計7話放送された。『新しい波』から2000年末までの約8年を考察、検証。こうして作られたのが「めちゃイケ大百科辞典」。この企画のための象徴として、映画「バック・トゥ・ザ・フューチャー」に登場したデロリアン号が制作されている。OPの映像や倉庫もオマージュされた。濱口は、夏の期末テストで自分の名前を間違えた『HAMAGUCHE』という名前で犬役だった。同書宣伝のため、当時物議をかもした自民党宮城県連のCM「私が○○やった方がマシよ!!」や、消費者金融のパロディーCMも。また、検証中に油断した岡村が岩城滉一に逆ドッキリを仕掛けられる。番組の壁には、（SHINPA・Hi[gh]-YAKU・PHEROMON・POP・COOL）と番組ごとのタイトルが記載されていた。

### テレビジャック
2001年6月9日放送。
2001年5月1日、『めざまし天気』（当時）の放送中、岡村が吼えた。「遅い!!お前ら何やっとんねん!?」。岡村は、この日行われる「めちゃイケ大百科事典」発売記念イベントとの連動宣伝のため、この日放送される全ての生番組にメンバー一同で出演すべく、招集をかけたのだったが、そのスタートとなる『めざまし天気』には、岡村以外誰も来なかった。
『めざましテレビ』に矢部・雛形が駆けつけるが、岡村の怒りは収まらない。
『とくダネ!』、『FNNスピーク』、『笑っていいとも!』（テレフォンショッキングにナイナイの2人が出演。登場時に岡村はタモリにイスを引かれ画面から消える）、『ごきげんよう』と立て続けに出演する中、続々とメンバーが合流。フジテレビ前でのイベントも順調にこなしていくが、ひとり濱口だけが姿を見せない。その頃、濱口は福岡から沖縄へ向かう飛行機に搭乗していた。
実は、当初岡村が企画していた東京での発売記念イベントと平行して、濱口が「pM8」の犬の着ぐるみを着て札幌から沖縄までの全国5都市でゲリラ的に「大百科事典」をPRする「日本縦断・笑う犬の冒険」がテレビジャックに変更されたという連絡が濱口にだけ伝わっておらず、決行日の早朝、濱口は最初の訪問地である札幌に向かって飛び立っていた。真相を知り、顔面蒼白となる岡村。在京のメンバーが『FNNスーパーニュース』、『すぽると!』、『チノパン』を通じて濱口に戻るよう呼びかけたが、移動に次ぐ移動でテレビを見る暇もない濱口が気づくはずもなかった。
そうこうしている内にテレビジャックも終わりに近づき、残るは『SOUND WEATHER』のみ。そこへ「濱口が帰京し、一杯やっている」との情報が入った。メンバーは静かに、濱口がいるらしい料亭へと駆け込む。メンバーがこっそり起こしにかかる濱口の様子を『SOUND WEATHER』にて放送（BGMはウルフルズの「明日があるさ」）。濱口は驚いて起き、寝起きの濱口の様子はこの回で全国放送された。

### 雛形vs紗理奈 女優対決
2001年5月26日放送。紗理奈が憧れていた映画『極道の妻たち』に雛形が抜擢されたことに激怒し、日頃の扱われ方に差別があると日頃の鬱憤をぶちまけた。雛形に勝負を申し入れ、岡村の提案で演技対決を行うことになり（ここまでは脚本）、勝った方は一流女優として、負けた方は普通のネエちゃんとして扱われることに。ナインティナインが進行役となり、メンバーを演技で騙せるかを競った。
1. 泣きの演技 … ターゲットはよゐこで、雛形は濱口、紗理奈は有野を選択。プライベートのふりをして楽屋に入り、泣きの演技で相手から現金をいくら借りることができるかを競う。雛形は「（当時の）夫が借金をしている」と漏らし、大粒の涙を流して濱口を騙したのに対し、紗理奈は「家に電話がかかってきて、お金を持って来いと言われた」と曖昧な嘘をついていきなり疑われ、肝心の涙が出ず、目にからしを塗り込む芸人顔負けの力技を見せるも、有野に簡単に見破られた。
2. 怒りの演技 … ターゲットはオアシズで、雛形は光浦、紗理奈は大久保を選択。プライベートのふりをしてホテルの部屋に入り、怒りの演技で相手を謝らせるまでのタイムを競う。雛形は「陰口の噂を聞いた」と言って一か八かの賭けに出るが、これが見事に当たり[注 23]、光浦の心理を巧みに突いて5分余りで謝らせた一方、紗理奈は大久保に台湾ロケ遅刻の説教をするも、説教の理由が曖昧でなかなか謝らず、焦るあまり大久保にビンタしたことから乱闘になり強制終了。
3. 色気の演技 … ターゲットは極楽とんぼで、雛形は山本、紗理奈は加藤を選択。色仕掛けで相手に迫り、"お持ち帰り"されるかを競う。雛形は「（当時の）夫が浮気をしている」と山本に相談を持ちかけ、泣きの演技も見せて山本に"お持ち帰り"されることに成功。メンバーに止められるまで山本は完全に騙されていた。紗理奈は焼肉店で加藤にアタックしたが、昭和のように古いセリフや仕草で怪しまれ、「この場でやっちゃえばいいじゃん」と加藤が服を脱いで紗理奈を押し倒したところで強制終了。

以上のように雛形の圧勝となった。紗理奈はこれまで通り「普通のネエちゃん」として扱われることに。

### 江頭興業
江頭2:50が「メンバー全員で100回長縄跳び」を提案。
- 1回目は達成できるまでやるとするが、矢部の誕生日のため、達成直前で断念（2002年11月9日放送、2002年10月23日収録）。
- 2回目は達成したが、提案した江頭は納得がいかない。さらに江頭は「バレーボールトス100回連続」を提案し、失敗（2003年3月22日放送）。

### ¥マネーの犬
2003年6月14日放送。『マネーの虎』（日本テレビ）のパロディー。メンバーが犬社長に扮し、志願者の愛犬に様々な試練を与え、クリアできれば「マネー成立」。できなければ「ノーマネーでフィニッシュです」となる。挑戦者は奈美悦子、ビビる大木、デヴィ夫人の3人。

### コメディフェスティバル
第一弾（2003年7月5日放送）
なんでだろう?の特別編として放送。岡村とテツandトモが会場にいるダンディ坂野やカンニングなど他の芸人とコラボ。ラストはめちゃイケメンバーも合流し、2年ぶりにエスパー伊東がネタを披露した。
第二弾（2004年5月22日放送）
SMAPの中で当時芸人の共演者がいなかった稲垣吾郎が笑いの相方探しを岡村に依頼。ペナルティ・レギュラー・ネゴシックスがネタを披露。ラストは再びエスパー伊東が登場し、ネタを披露した。

### マネージャー・ラブ・アタック
高島彩アナをめぐり、放送当時の極楽とんぼのマネージャー・片山勝三、よゐこのマネージャー・コズモ難波（難波規精）（現・松嶋尚美の個人事務所社長）らがラブアタック!形式でアピール合戦を繰り広げた。2004年6月19日、26日放送。

### 岡村・山本がモデルに挑戦
モテないブラザーズの2人に、UOMOから雑誌撮影を依頼。めちゃイケメンバーから「大ヤジ小ヤジ」山本が革ジャンを着用時には、「ゼロ戦のパイロット？」「紅の豚じゃん！」など散々なイジりようだった。バスローブを巻いた撮影に至っては、「病院内の風景じゃん」とつっこまれていた。
2005年9月3日放送。

### 同期さんいらっしゃい!
『新婚さんいらっしゃい!』のパロディー。オカツラサンシ（岡村）とヤベセバビ（矢部）の司会で、デビュー同期の芸人2人をゲストに呼びトークを行うというもの。
第1回（2006年5月20日放送）
とぶくすりデビューらしい山本と、光浦の同期さん2人の不仲ぶりを披露することに。実は、5月20日生まれで放送日に35歳になった光浦へのバースデーどっきりで、油谷さんが登場した。
オープニング - 最初は仲が良さそうしていたが、ヤベセバビに「不釣合い」と言われ、一触即発の険悪な空気になってしまう。
日本全国同期さんの旅 - 山本と光浦の関係を、再現ドラマを交えつつトーク。山本の光浦に対しての態度の悪さ、光浦の「山本を不機嫌にする行動」を検証しようとするが、暴露合戦になり喧嘩になった。
同じパネルを合わせまSHOW!パネル神経衰弱 - 新婚さんいらっしゃい!のYES・NOパネルコーナーの要領で、パネルを開けていく。最終的に光浦が全部当ててしまい、山本は怒って帰ってしまった。
第2回（2006年9月9日放送）
次長課長・河本準一とクワバタオハラ・くわばたりえによる、NSC大阪13期生の同期（この2人が同期であることに一番驚いたのが、河本の相方でNSC同期のはずの井上聡であった）。
きっかけは、シンクロナイズドテイスティング団体戦で2人が共演したことから。くわばたが空気を読まない毒舌で周囲をしらけさせ、河本が厳しいダメ出しをした未公開映像からトークが始まる。河本がくわばたにダメ出しを連発したのに対し、くわばたは有効な反論ができなかった。河本に諭されて泣き出し、実はNSC時代にはお互いに好意を持っていたことが明らかに。
和解した2人は「やってやられて!!ペアマッチ」を拒否。それではコーナーにオチをつけられないという事で2人がキスをさせられる羽目に。それを見たヤベセバビは、「こらあかんわ」と言い、2人にバケツの水をかけた。
なお後日談があり、放送3日程前より河本家の夫婦仲が微妙だったらしく、放送を見た河本の妻は、河本に初めてグーで鉄拳をかましたらしい（2006年10月28日、恋のかま騒ぎでの次長子の発言より）。
第3回（2007年2月10日放送）
品川庄司・品川祐とまちゃまちゃ（関係：東京吉本で2か月差の同期）
まちゃまちゃがオーディション出身なのに対し品川はNSC出身でエリートと自負するため優越感を持っている。まちゃまちゃは相方の庄司とは仲が良いが、品川とはほとんど会話がない。
品川は後輩芸人ばかりのルミネtheよしもとの楽屋には、ティアドロップサングラスをかけるなどカッコつけて現れることを暴露される。
他の芸人を真似て小説を出版したり朝の情報番組でコメンテーターを務める品川をまちゃまちゃが「イッチョカミ芸人」と批判。次に狙うのはCDデビューではないかとして、品川庄司の単独ライブで自作曲を本気で歌ったことを暴露。品川はその歌を歌わされた。
ルミネtheよしもとが開館して久しぶりに会った時、品川がまちゃまちゃに「まだ芸人やってんすか?」と心ない言葉を浴びせ、品川はボケのつもりだったがまちゃまちゃは深く傷ついたことを告白。常設の劇場がなく顔を合わせなかった時期に品川がまちゃまちゃを深く心配していた事が判明し、和解に至った。
前回の河本とくわばたのキスが大変好評だったということで、後半のコーナー「やってやられてペアマッチ」が「吸って吸われてキスマッチ!」に改題された。雰囲気作りのため品川がティアドロップサングラスをかけさせられるが、その姿を一同に笑われキスのタイミングを逃し続ける。結局品川と庄司の乱闘になり、折れ曲がったサングラスをかけた品川の顔に一同は大爆笑した。
第4回（2008年6月21日放送）
爆笑問題と太田光代（太田光の妻、所属事務所社長）。
前回から1年4か月の空きがあったせいか、オカツラが板東英二や笑福亭仁鶴になってしまう。
太田と光代夫人の出会いから結婚に至るまでを告白。太田は必要以上にボケを交えたトークをするためにめちゃイケメンバーから非難されるが光代夫人が家庭生活での暴露や叩かれた際には凹んでいた。
最後は爆笑問題結成20周年記念ということで髭男爵の「ルネッサ〜ンス!」を真似してからワインを飲むが、歌っている田中を太田が殴りだし加藤が実力行使で止めに入る。光代夫人はその間もワインを飲み続けていた。

### めちゃイケ10周年再会企画「司会は、オカムラ、時々、ヤベ」
2006年11月18日放送。企画タイトルはこの直後に放送された『東京タワー 〜オカンとボクと、時々、オトン〜』のパロディ。
八芳園でメンバー全員が誰かを待ち合わせ。人物登場時、長瀬正人クレーンカメラマンが、最初物陰に隠れている人物を撮影できなかった。2006年楽屋大賞受賞作品。
1. 七戸君
2. 小林夫妻（とその子供）
3. 河野まさと（光浦靖子デート企画）
4. ツボ押しジジイ
5. 本田みずほが語る濱口優（pM8）
6. トカゲ（『ぷっ』すまギリギリマスターの元となった）
7. 矢部3兄弟（矢部美幸、矢部浩之、矢部龍弘）
8. アントニオ小猪木&アントニオ猪木（めちゃ日本女子プロレス）
猪木は「涙々の最終回」と発言し、岡村に突っ込まれた。

また、この企画が放送された2006年の当時のエンディングテーマは「笑学校」であったが、この回のみ初代エンディングテーマであった「BLUE TEARS」が流された。

### マグロに賭けたふぞろいの漁師たち
2007年2月24日放送。マグロに扮したゲストを釣り、トークを展開。

### 魅惑のバイキングでテンション↑/女芸人、超豪華バイキング巡りの旅！
2007年6月23日・2017年2月17日放送。めちゃイケメンバーとデヴィ夫人に対して楽屋でダラけていてロケにやる気がないとナイナイの2人が怒鳴る。パイレーツオブカリビアンのジョニーデップの格好に着替えさせられてやる気がさらに低下していたが美味しそうなバイキングを目の前にすると豹変して食べ物を食べまくり、矢部がツッコミを下されるオチ。2017年の「女芸人、超豪華バイキング巡りの旅！」ではピコ太郎の格好に着替えさせられたオアシズ、たんぽぽ、いとうあさこ、尼神インター（誠子、渚）、安藤なつ（メイプル超合金）が同様にバイキングを満喫した。

### 祝!めちゃイケ400回!! 力を合わせて400の数字に挑戦!!
2007年7月21日放送。

### スタッフクイズ! 知ってるつもり?!
2007年9月1日・2008年11月29日放送。クイズ濱口優の矢部口宏が4年ぶりに司会。番組スタッフが出てきて、番組スタッフに関するクイズを出し、パネラーが答える。番組スタッフ50人によるパネラーの答えの審査の上、パネラーの答えの中で「一番愛がない答え」には答えたパネラーには罰ゲームが施される。罰ゲームは2007年は椅子に10万ボルトの電流、2008年はタライ落下。

### 佐野NY転勤ウルトラクイズ
2007年11月24日放送。『アメリカ横断ウルトラクイズ』のパロディ。野島卓アナの後任として、ニューヨーク支局に転勤することになった佐野アナを送り出す目的で行われた（実際には野島アナは既に帰国しており、佐野アナが着任するまでの間川端健嗣アナが代役を務めていた）。
1. 第1問 チェックポイント・アナウンス室「佐野アナは福井謙二アナのように『バラエティしかできないアナウンサー』と」（A.呼ばれたい、B.呼ばれたくない）→佐野アナはBを選び正解
2. 第2問 チェックポイント・入口ロビー「佐野アナは内田恭子アナのことを」（A.好きだった、B.嫌いだった）→Aを選び正解
3. 第3問 チェックポイント・玄関前「ニューヨークから戻ってきたときには必ず、フジテレビを代表する報道アナウンサーになってみせる」（○×ドロンコクイズ）→○を選び不正解

全問正解しないと成田空港に行けないはずが、第3問で一同予想外の不正解。佐野アナは「ニューヨーク転勤もドッキリではないか」と疑っていた。佐野アナは敗者復活で「スモウンサー」となって廻し姿で成田空港へ。待機していた夫人と共にそのままニューヨークに直行し、10月24日放送の『めざにゅ〜』でのニューヨーク初中継も廻し姿で行う羽目になった。
佐野の姿を見たメインキャスターの杉崎美香は本気で驚きを隠し切れず、スタジオカメラ裏では川端アナも笑いを堪えていた。
後に佐野は、空港で廻し姿となったことでセキュリティーチェック時に保安官に怒られたと明かし、別室で着替えたことを明かしている。

### 新春かくしていた芸大会
2008年1月5日放送。『新春かくし芸大会』のパロディ。めちゃイケのメンバーが今まで隠していた芸を披露するもの。セットも一部、本家の新春かくし芸大会を使用したものである。コーナーナレーションは、戸部洋子が担当。
1. 加藤：こんなのどうですか?（小指と耳の穴で音を鳴らす） 46点
2. 紗理奈：大玉ジャグリング 48点→24点（着地に失敗）
3. 濱口：イスがまん 12点（後方に倒れる）→2点（前方に倒れる）
4. 光浦：ポロリ（メガネを顔からずり落とす）計測不能 カメラアシスタントのスタッフも挑戦
5. 雛形：モノマネのモノマネ（博士と助手〜細かすぎて伝わらないモノマネ選手権〜より、中日ドラゴンズの選手時代の落合博満のバッティングフォーム）47点
6. 武田：ボクサー演じてます（映画子猫の涙より）46点 長瀬正人カメラマンのカメラワークは48点
7. 矢部：まさかの貯金箱（鼻に500円玉を入れる）49点
8. 有野：禁じられた遊び（フォークギターソロ）50点
9. 大久保：そろばん（珠算）0点（計算ミスのため）
10. 岡村：ティンパニーキャッチ 49点→人間打楽器 -50点

2008年2月2日には新春まだかくしていた芸大会（未公開）が放送された（「フジTV警察24時・夜の部」内）。名前がフジTV警察24時の役名になっているが衣装は変わっていない。
1. 加藤巡査：いただきま～す（ライターの火を口で吸う）48点
2. 濱口巡査：ご存知イスがまん（体制を変えるも後方に倒れる）12点
3. 岡村巡査部長：マイクパフォーマンス→マイクなしパフォーマンス（人間打楽器）-50点

2010年、同内容の企画がはねるのトびらで組まれた。

### AD東中川Tシャツ早いじり選手権
2008年2月16日・7月5日放送。

### めちゃイケ禁煙デー
2008年5月31日（世界禁煙デー）に放送。MCは倉田アナと高島彩アナ。出演者は現役喫煙者のナイナイ（岡村・矢部）・加藤に禁煙を迫る企画。
リラックスルーム（マッサージ器、漫画、雑誌、お菓子、お酒含む飲み物、ゲーム、DVD、アロマ各種有り）の中で過ごし、どうしてもタバコを吸いたくなったら緊急ボタンを押し、リラックスルーム外の喫煙所にてスタッフ等（誰によるビンタになるかは抽選で決定される）によるビンタ一発と引き換えに一服することができる。
最中、大久保が前室にてタバコを見つけ、実は倉田アナも喫煙者ということが発覚し、高島アナのきついお仕置き（ビンタ）を受け、倉田アナも一服した。あくまで「終日」の禁煙であるため、収録終了後の楽屋でも喫煙を見つけるとビンタのルールが適用され続けた。ただし抽選は行われず、本番中に意外なビンタの威力を見せたオカピー（小道具担当者の岡田寿也）が全てのビンタを執行した。またスタジオから帰った加藤を行きつけの店まで追跡してビンタした。最終的な喫煙本数は岡村5本、加藤4本、矢部3本、倉田アナ2本。なお、岡村は2010年の休養後に禁煙に成功している。

### 矢部内少年野球団
2008年10月18日放送。

### スター夫婦誕生!
2008年12月13日放送。芸人と一般人の夫婦をフジテレビの人気番組のスタッフが審査し新たなスター夫婦にしようという企画。『スター誕生!』のパロディであり『三枝の愛ラブ!爆笑クリニック』のような往年の番組の要素を取り入れている。ゲストは山田よし（COWCOW）夫妻、小堀裕之（2丁拳銃）夫妻、若井おさむ夫妻、ノッチ（デンジャラス）夫妻。トークや嫁の特技披露などを行い、最終的にはノッチ夫人が感動的な手紙を読み上げノッチが号泣した。

### バレンタインハッピープロジェクト
2009年2月14日放送。紗理奈と加藤が人間チョコレートフォンデュにさせられる。

### 世界一受けたくない!?授業
2009年6月27日放送開始。裏番組『世界一受けたい授業』（日本テレビ系列）のパロディコント。表面上は本家を真似た様々なジャンルの歴史、雑学を学ぶ教養企画ではあるが、「はなから勉強なんかしたくないメンバー」のやる気は全く無く、授業そのものも講師の独りよがりな解説が大部分を占めるため、番組途中から半ば学級崩壊の様相を呈す。

### 祝めちゃイケ13周年 処分していいとも!?
2009年11月14日放送の総集編企画。タイトルは『笑っていいとも!』をパロディしており、タモリ役としてコージー冨田を迎えた。10月放送の特番『記録よりも記憶に残るフジテレビの笑う50年 〜めちゃ×2オボえてるッ!〜』の舞台となった山九お台場流通センターを再び訪問し、中に保存されている懐かしいアイテムを振り返りつつ、ガラクタと認定された物は処分あるいは持ち帰りしようという企画。過去映像を流す際の演出は『オボエてるッ!』に準拠している。スター錦野が使用していた太陽のオブジェや、佐野アナの前妻の写真など勝手に処分できないものに関しては、コージー冨田が登場し、「テレフォンショブン」と銘打って関係者に電話を掛け、買取や回収を迫った（なお、ニューヨーク支局にいた佐野アナをお台場の本社と常時回線がつながっている支局のスタジオに連れてきた際を除いて、電話の際コージー冨田は顔を出さなかったため、電話を受けた相手に本物のタモリであると思い込ませることに成功していた）。
初期の企画『竹村健一王は誰だ!?』で竹村健一を唯一笑わせることに成功した加藤のチョウチンアンコウの着ぐるみが登場し、これをきっかけに復活し『プレッシャー星人』にチョウチンアンコウが出演するようになった。
番組最後には3000体の「2006年の夏のイベントで販売予定であったが販売を前に不祥事で白紙になり、不良在庫になってしまった油谷さん（山本が扮していたとぶくすりのコントキャラ）の人形」が発掘され、加藤が責任を持って私物のBMWに積んで自宅に保管する羽目に陥り、「曜日対抗いいとも選手権」と称して運転席以外のスペース全てに詰め込み、そのままの状態で加藤は帰宅した。なお、その際荷台から一体だけ落ち、メンバーの前に転がり出た様子を見てコージー冨田が「久々にメンバーが全員揃った」と発言した。
処分していいとも!?増刊号
翌週の2009年11月21日に放送された続編。短命に終わった企画『恐怖新聞』について近藤真広ディレクターに電話したり、エスパー伊東のネタの原画イラストを発見し酒に酔ったエスパーを電話で呼び出した。

### ゆく江頭くる江頭
2010年1月9日放送。NHKの年越し特番『ゆく年くる年』のパロディ。江頭が新年初ゲストのAKB48に「一言物申」そうとするが、「ゆく江頭くる江頭」という年越しをイメージしたタイトルのため、「除夜の鐘にちなんで108言」物申すことに。しかし江頭はAKBのエース、前田敦子のことしか知らず、他のメンバーに対し他の情報を全く用意していなかった上、収録日に第60回NHK紅白歌合戦のリハーサルと本番の合間を縫って出演したAKB48の空き時間が1時間しかなかったためパニック状態に陥り、AKBに圧倒される（特に大島優子には野次られ、合気道2段の秋元才加にはメンバーを追い回したところを蹴りで2度倒された上2度目には尻を踏まれ、宮澤佐江には「普通」とコメントした後「からの〜」と煽られる）等、散々な状態に。終盤では、オリエンタルラジオの「武勇伝」のパクリを挟み、その後はメンバーの名字と同じ人物の名前を言うだけ（例：鈴木まりやに「おさむ」、菊地あやかに「桃子」、小野恵令奈に「ヤスシ」、増田有華に「ますだおかだ」など）になり、佐藤夏希に至っては、その前から佐藤亜美菜（「B作」）、佐藤すみれ（「蛾次郎」）と続き3人目の佐藤だったためネタ切れし「（サトウ）のごはん」と人物ですらなくなってしまった上、田名部生来にも「エージェンシー」、梅田彩佳にも「花月」と続け、米沢瑠美に対しては人物以外の候補すら思い浮かばず意味不明な文章を口走るなどグダグダとなり、挙句108言に達しないというコーナー史上最悪の結果に終わった。その後、NHKに戻ろうとするAKB48メンバーの乗るマイクロバスの運転手を引きずり降ろし自ら運転しようとするが、フジテレビ敷地内でめちゃイケメンバーに引きずり降ろされてしまった。

### ツッコミリーグ
2010年2月13日放送。『ネプリーグ』のパロディ。
矢部・庄司・田村・黒瀬・ほんこんといった挑戦者が様々な画像やシチュエーションでアカデミックなツッコミを入れていく企画。モニター室では、岡村・加藤・品川・有野・世界のナベアツが見守る。
1stステージ｢ちゃうやんタワー」
本家の｢ブレインタワー｣のパロディ。
提示された画像で間違っている部分を「〇〇ちゃうやん！」とツッコミする。本家と異なり誤答してもエレベーターが急降下しない。
間違っているものもしくは正しいものどちらかでも可能。
2ndステージ｢ファイブツッコミバギー｣
本家の｢ファイブツアーズバギー｣のパロディ。
四字熟語の中に1文字だけ間違いが含まれており、どの文字かを見つけ、それと正しい文字を同時に使ってツッコミする（本家の「トラップハウス」に準じている）。
3rdステージ｢ツッコミボンバー｣
本家の｢ファイブボンバー｣のパロディ。
提示されたお題に対し、それに関係するワードを使用して5人が1つずつツッコミする。

### 岡村涙の苦情ゼロSP
2010年2月27日放送。サブタイトルは「バラエティにも、沈まぬ太陽」。BPO放送倫理検証委員会による『最近のテレビ・バラエティー番組に関する意見』（2009年11月27日決定・公表 ）に掲載された本番組に関する視聴者からの苦情に対応すべく、岡村が自ら体を張って“安全な笑い”を追求するため、苦情を受けたシチュエーションに改めて岡村が挑む。その姿にスタッフが完全密着し、「プロフェッショナル めちゃイケの流儀」（「プロフェッショナル 仕事の流儀」のパロディ）としてドキュメンタリー番組の如く伝えた。番組内では、岡村が「笑いの価値は人それぞれであって、一方から寄せられた批判によって全てを切り捨てる事はこれからもしない」と従来からの見解を述べたほか、本番組に対する真剣な取り組み姿勢について語った。番組終盤には“いじめを助長している”との批判に晒され、コーナー打ち切りに追い込まれた「七人のしりとり侍」についても触れられ、「食べ物やファッションに好き嫌いがあるように、これからもめちゃイケがTVを見る全ての人から愛されることはきっと永遠にありません」というナレーションが流れ、批判を恐れて萎縮してしまうTV業界の態度を暗に批判しつつ、安全なテレビ番組制作を追求していく“超安心のテレビ宣言”で締めくくった。
「シチュエーション」の例
- 「フジTV警察24時　2008年夜の部」(2009年1月31日放送)にて、バナナマン日村に手錠をかけて熱湯へ落としたことへの苦情→「安全性を高めるため」として、寝袋にくるまった状態での熱湯落としを提案するが、誤ってうつぶせに落とされ溺れかける。
- 「2009年2月14日に放送された『人間チョコフォンデュ』の映像は見るに堪えなかった」という苦情→放送作家である世界のナベアツと街でネタを探しに行き、工事現場での生コンクリートを流す機構を発見し、岡村が「（これなら）食べ物じゃないから批判されないんじゃない?」と発言したところ、本当に生コンを浴びせられ、「生コンクリートフォンデュ」が成立する
- 「2008年夏に開催された『めちゃイケ海の家』の『武田サックスシャワー』はかわいそうだ」という批判→「批判されたからといって全てを取り下げるのは間違い」「萎縮してほしくない」との岡村の発言を曲解したADカマタが、岡村のスニーカーをシャワーに改造し、さらにガンマイク・カメラ・照明にもシャワーを仕込んだ上で岡村に一斉放水、仕舞いには関係のないスタッフもホースやバケツで放水。

この回の「提供クレジット」（「〜お送りします」の部分）がブラックバックでの紹介となった（『プロフェッショナル』の演出をパロディ）。このため、全編ノンスポンサー・PT扱いの遅れネット局では黒画面のまま効果音と木村のナレーションだけが流れるという状態だった。
2010年3月1日、フジテレビが独自の番組指針『私たちのフジテレビバラエティ宣言』を発表。その中で「岡村涙の苦情ゼロSP」はフジテレビのバラエティ制作者を代表する形で、BPO意見書に対する思いを番組なりのやり方で表現したものであったとした。

### 東京ギャグコレクション
2010年3月6日放送。東京ガールズコレクションをパロディしたお笑いコンテスト企画。東西の「ギャガー」と呼ばれる芸人たち（原西孝幸、世界のナベアツ、ホリケン、椿鬼奴など）が、ファッションショー形式で「春の新作ギャグ」として、テレビでまだ使っていない一発ギャグを披露する企画。会場では500人の女性客（うち1人は芸人の未知やすえ）がギャグを観覧し、「自分で使いたい」と思った一発ギャグ（の使用権）を携帯電話を使いその場で「購入」（岡村曰く「1ギャグ120円くらい」）することができ、芸人間で「購入」人数を競った。最後はホリケンの暴走に激怒した未知がステージに上がり説教を始めた（持ちネタの一環）がホリケンの暴走は止まらなかったため強烈なビンタを与えて終了となった。

### めちゃイケ新メンバー 全国4大都市オーディション
500回記念放送（2010年9月4日）での「やべっち寿司」終盤において、江頭2:50が開催を発表した大型企画。10月9日（2時間スペシャルでの2次・3次審査ダイジェスト）・10月30日（生放送での最終審査）・11月13日（未公開映像ベスト50）放送。
めちゃイケ放送開始から15年という節目の年に訪れた「岡村の無期限休養」という最大の「ピンチ」を「チャンス」にすべく、全国4都市（福岡、東京、大阪、仙台）において新レギュラーのオーディションを開催。規定の年齢（応募時に18歳以上であること）とめちゃイケに対する熱意があればプロ・アマ・一般・国籍関係なくオーディションを受けることができる。キャッチコピーは「We are requesting meeting that rings in one's heart.（我々は記憶に残る出会いを求めている）」。
ポスターデザインなどの演出面ではEXILEのオーディション「VOCAL BATTLE AUDITION」をパロディしている。また、3次審査の選考時に、番組のファンである尾田栄一郎から、岡村含むメンバー全員を「ONE PIECE」風に描いた描き下ろしイラスト（その時点では未定であった「新メンバー」もフードを被ったキャラとして描かれている）が贈られ、最終審査への招待状にもデザインとしてあしらわれた。
当初は1組のみとされていた合格者だが最終審査にて5組が合格であることを発表。ジャルジャルほか5組7名が新メンバーに選ばれた。なお、最終審査で敗退した参加者にも、「激励賞」として今後の仕事が与えられた（ダイノジを除く。なお、この「今後の仕事」は「受け取るかどうかは自由」との説明がなされた）。
2010年11月20日には、新メンバーを交えての企画「めちゃイケ教習所」が開かれ、新メンバーにはレギュラーとして認められた証の「めちゃイケ免許証」が交付された。なおその際、2010年8月末で会社を退職していた大久保にも、改めて「OLとの兼業（仮免）でない正式メンバー」になったという意味で免許を交付した。
審査の内容
- 予選○×クイズ（東京会場のみ）
- 1次審査：メンバーが審査員を務める面接
- 2次審査：やべっち寿司でのグループトーク（トークの翌日、合格発表。○×泥んこクイズの要領で壁を破り、合格者は金のマット、不合格者は泥に落ちる）
- 3次審査：めちゃイケに関する心の手紙の朗読
- 最終審査：生放送による最終審査

主な参加者
合格者の記載は省略する。
最終審査で敗退
- ダイノジ（大地洋輔、大谷ノブ彦） - 芸人
  - 激励賞より格上の「審査員特別賞」として、粗末なトロフィーと襷を獲得。仕事は無し。なお、同番組でのプレゼントクイズのキーワードが「ダイノジよかったね」になるなど、明らかなオチ担当と化していた。その後、レギュラー陣や新メンバーに因縁をつけに来る役としてしばしば登場[注 26]。
- トミドコロ - 芸人
  - カガリDの推薦により『ピカルの定理』のレギュラーオーディションに参加。その後ピカルの1stシーズンに準レギュラーとして出演。
- 栗山夢衣 - アイドル
  - マッコイ斎藤の推薦により『おねだりマスカットDX!』（テレビ大阪制作・テレビ東京系）に出演決定。
- 多賀久徳 - 就職活動中の大学生
  - 芸能事務所『サンズエンタテインメント』に内定。番組でおなじみの、同社野田会長の推薦による。番組には2010年11月20日放送分で「体験入社」という形で登場し、その後実際に入社、はるな愛のマネージャーを務めている[16]。
- 香月亜耶乃 - ショップ店員、元タレント
  - 元祖爆笑王の強いコネクションによりテレビ西日本での仕事を紹介。

3次審査で落選
- 矢部美幸 - 矢部の兄
- misono
- 宮下雄也（RUN&GUN）
- 虎南有香（中野風女シスターズ）
- あばれる君
- オバアチャン（赤枝卓、畔柳康治）
- 名古屋テバサキ（ジョシュア・マクマリー、永井さちこ）

2次審査以下は、若手芸人及び素人以外では以下のような人物が参加していた。
- 諸星和己 - アイドル
- 金田朋子 - 声優
- カリカ（林克治、家城啓之）
- 酒井瞳（アイドリング!!!）
- TKO（木本武宏、木下隆行）
- 指原莉乃（当時・AKB48） - 2次審査を通過していたが、年齢が規定に達していなかった（11月21日で18歳になるからと中嶋Pの独断で参加）ため辞退。

1次審査
- 明石家さんま - 番組総監督の片岡飛鳥が『オレたちひょうきん族』終了時にADを務めていた縁からさんまに要請したもの[17]で、この出演は審査員や他のオーディション参加者にも極秘で行われ、会場には他の参加者が入場する列の後ろからコッソリと入場した。
- 井手らっきょ
- せんだみつお
- おねだりマスカットDX!出演者
- キンタロー。（当時・素人、及び本名で出場）
- 石田たくみ（カミナリ。当時・素人） - 後に相方となる竹内まなぶと友人の3人でエントリーしていたが、スケジュールの都合で石田のみ参加。
- ロビー - セレッソ大阪のマスコットキャラクターで、着ぐるみで参加していた。

この他に東京ドームで行われたSMAPのコンサート開催前に審査員が訪れる形で、中居正広も強制的に参加させられていた。また、元メンバーの山本も参加したが「予選○×クイズ」で敗退したと一部で報道され、2013年のFNS27時間テレビの「生爆烈お父さん!オヤジも全力スペシャル!!」で加藤がよゐこが同級生であるという初歩的問題で×（よゐこは2人とも、1972年の早生まれであるため加藤と同級生）に行って不正解になったと発言している。

### 全国高等学校 日村クイズ選手権
2010年12月11日放送。日村勇紀（バナナマン）に関するクイズを出題。

### うまそうに食う選手権
2011年1月29日放送。

### 突撃！隣の晩テレビ
2011年3月5日・6月18日放送。「突撃!隣の晩ごはん」のパロディでナイナイが土曜8時に一般家庭に訪問し、付けているテレビ番組は何かをチェックする。

### 嫌いになった人
日本テレビ系列で放送されている『好きになった人』のパロディ企画。本家とは逆で、めちゃイケメンバー及びゲストがこれまでに「嫌いになった人」もしくは「対象者を嫌っている人」の年表を作成。そのうち1人がスタジオに登場し、真相の説明や謝罪・決着を付け和解してもらう。

### ダメトーーク
『アメトーーク!』のパロディ。メンバーの駄目なところをトークで検証し吐き出すことで、より良い関係性を築き上げようとする企画。この企画でも、他の番組パロディ企画同様本家に非常にそっくりなセット、テロップ、CGを使用している。ナレーションも本家の佐藤氏のモノマネを行なっている。なお、この企画のスタッフロールではスペシャルサンクスとして『アメトーーク』のプロデューサーである加地倫三と『アメトーーク』スタッフ一同がクレジットされている。ナイナイがMC、その日のテーマ以外のレギュラーが「○○ダメ芸人」としてメインのレギュラーを糾弾する立場に回る。
第1弾「光浦靖子ダメ芸人」
本家の「アメトーーク」に出演した際と、フジテレビでの態度がまるで違うと指摘。ADがやたらと楽屋に来ると苦情。自分が出ているテレビに向かって「なんだ、このブス!」とネガティブ発言をしたという。
第2弾「ジャルジャルダメ芸人」（2011年5月21日放送）
メンバーに対し得にならない嘘をつくことや鼻につく言動に対しメンバーから怒りの声が上がり、白鳥とは口論に発展した（後に「白鳥君と福徳君」としてコーナーに）。しかし、その大本は福徳にあるということで「福徳ダメ芸人」にシフトし、相方の後藤からも苦情が出るなど福徳を総攻撃。途中では川村作画による福徳の育ちの良さの発表やはんにゃ、我が家による告発も行われた。トークの結果、福徳の「簡単に心を開かない姿勢」「育ちの良さから来る誤解を生む言動」「人に弱さを見せないナルシスト的性格」に問題があり、もっと体を張って汚れてもらいたいということでオネエによるキス攻撃でたっぷりと汚れてもらった（岡村も餌食に）。
第3弾「加藤浩次ダメ芸人」（2011年11月19日放送）
加藤に対する言動を糾弾。2011年の27時間テレビにて起こった「すぽると!3ON3事件」についての裏側についても語られた（岡村も冒頭で「福徳のバスケットボール事件はもう許してあげてください」と呼びかけている）。加藤が起こした事件年表を見ての振り返りや、加藤の行きつけのバーのアルバイトからの情報、仲の良い後輩である矢作兼（おぎやはぎ）が加藤との付き合い方をレクチャーする講座が行われた。トークの結果、「全盛期から衰えたとはいえ、未だに『狂犬』が似合う乱暴者」「たとえ女性であろうとも容赦ない性格」「笑いを優先する姿勢故デリカシーが欠如」「周りを立場の弱い人で固め『お山の大将』を気取りたがる」という問題点が発覚。その全てが合わさっためちゃイケ初期に撮られていた未公開コント「どさぐり」が披露された。
第4弾「岡村隆史ダメ芸人」（2012年7月7日放送）
岡村の誕生日企画として、長期休養後変わってしまった岡村に対しダメ出しをすることに。今回は矢部もダメ出し側に周り、岡村が司会進行を1人で行った。また、スペシャルゲストとして岡村と親交がある小栗旬が擁護ゲストとして登場し、VTRにて佐々木希がセクハラ被害を訴えたり、昔から岡村を知る博多大吉もゲストとして登場。
かつてのストイックで芸に厳しい岡村から、食べ過ぎで太った、台本の内容を覚えない、服にこだわるようになってしまったなどの報告が相次ぎ、最終的にはオネエ化しているという結論に至ったが、かつての「お笑いマシーン」から人間味が出てきて明るくなったということで、後輩のCOWCOWのネタ「あたりまえ体操」のスペシャルバージョン「あたりまえ隆史」を披露。最後は特大ケーキがプレゼント。「ケーキ爆破では…?」と怪しむが無事ロウソクを消すことができるも、上から生クリームを落とされるというオチになった。

### AKB48以外だらけの大運動会
2011年9月17日放送。AKB48以外の女性アイドルグループによる運動会で優勝チームのみ自身の楽曲をスタジオで歌えるというもの。スマイレージ、SDN48、恵比寿マスカッツ、アイドリング！！！、SUPER☆GiRLS、Berryz工房、中野風女シスターズが登場。湾岸スタジオエントランスにて現場入りするすっぴん姿のアイドルとめちゃイケメンバーによるトークののち、ビーチフラッグと粉相撲で競い、SDN48が優勝した。

### ややこしい急行
2012年6月2日放送。AKB総選挙の番宣を兼ねたトークと、突然熱湯コマーシャルを実施。

### めちゃイケ酒豪No.1決定戦SP
2012年6月9日放送。

### 変-1グランプリ
2012年10月27日放送。変なおじさんのパロディ芸で競った。

### 世代陸上
2012年11月17日放送。

### それ行け！カツゼツ宅配便AD吉田くん
2013年3月23日放送。

### 怪しい商品の集まる （め）百貨店外商部
2013年6月1日放送。ダイアモンド☆ユカイ、小木博明、田原俊彦が登場。

### ドキッ！丸ごとイケメン男だらけの野球拳
2013年8月10日・24日放送。

### 国立め茶の水女子大学付属第48高等学校
かつての岡女。のリメイク版とも言える企画。岡女。でのフォーマットのまま、AKB48のメンバーが生徒となり、抜き打ちテストや体育祭に挑戦する。2014年12月6日放送のスペシャルは、めちゃの水女子第48高として行われていないが、センターバカ→クソセンターに続く「どっきりセンター」、バカ7→クソ7に続く「どっきり7」が発表されるという流れがとられた。

#### 体育祭
2013年11月16日に「街はすっかり冬だけどやるんだよ!スペシャル!!」として放送。裏側を集めた完全版は翌週の11月23日に放送。前回放送後卒業した篠田麻里子・板野友美、及び欠席した高橋みなみ・キンタロー。に代わり、AKB48から横山由依、SKE48代表として松井玲奈と松井珠理奈が、NMB48代表として前回参加した山本彩に加え、渡辺美優紀が転校生として参加した。
今回も10年前に放送された岡女。体育祭同様、運動オンチ、略して「運チ」、つまり「AKB（ブリブリ）48のクソセンター」を決定する。また、抜き打ちテスト同様Aクラス4人・Bクラス4人・クソ7（Cクラス）という配分となった。また、かつて人気が下がり始めたモーニング娘。が体育祭で頑張ったところを見せたことで人気が再上昇したことを受け、有力メンバーの卒業が相次いでいるAKBにもここで頑張っている姿を見せ、もっと人気を上げてほしいという狙いがある。そのほかにもめちゃイケ赤DVDとして岡女。のDVDが発売されることに関する販促企画も兼ねており、随所に10年前と同じネタが入れられている。
| 松井珠 | 島崎   | 大島   |
| 渡辺麻 | 入山   | 北原   |
| 柏木   | 松井玲 | 山本   |
| 横山   | 小嶋   | 渡辺美 |
| 峯岸   | 川栄   | 指原   |

当日のプログラムは以下の通り。
1. 開会式
2. 徒競走（50メートル）
3. 走り高跳び
4. 逆上がり
5. 休憩
6. 相撲
7. リレー
8. 閉会式

- 今回のだましは富士フェニックス短期大学跡地にて東京オリンピックの盛り上げ隊にAKB48が就任し、滝川クリステル風のプレゼン衣装に身を包み、オリンピックに関する簡単な5択飛び込みクイズに挑戦するCM撮影という体で進行（メンバーを信用させるため、次回のオリンピック開催国であるブラジルとのハーフ・デニスの植野、柔道金メダリストである吉田秀彦が仕掛け人を務めたが、両者ともメンバー間では知名度が低かった）。正解のボードに飛び込んだ先に教室が待っているという設定だった。このクイズは全員正解が前提だったため不正解の選択肢は体当たりしても壊せない板になっていたが、センターバカの川栄は2度も間違え激突、岡村先生に「バーカ」と言われる羽目になった。
- チーム分けは紅白戦となっており、古参メンバーである赤組（大島・柏木・峯岸・渡辺麻・指原・小嶋・北原）と、若手メンバーである白組（川栄・入山・横山・島崎・松井珠・松井玲・渡辺美・山本）に分けられた。なお、松井玲奈は年齢的には赤組[注 29]なのだが、「フレッシュさがある」という理由付けがされて白組となった。
- 種目は個人競技（徒競走、走り高跳び、逆上がり）、団体競技（相撲、リレー）に分かれており、その合計点で競う。徒競走は1組につき3〜4人走り、個人のタイムで競う。1位30点から1ランク下がるたびに2点減点。走り高跳びは全員がバーの高さ100 cmからスタートして、100 cmの跳躍成功者全員を1位（20点）とする。失敗者はバーの高さを85 cmに下げて再度挑戦し、85 cmの成功者全員に10点。成功しなかった人は最下位となる。逆上がりは一発勝負で行い、成功で15点、失敗で0点。相撲は組別対抗で行い、相手に勝てば10点（赤組が1人少ないため、一度負けた柏木が二番行った）、さらに勝利数の多かったチームメンバー全員に5点加算（同点の場合は代表者が一番に挑む。この試合に関しても得点は加算される）。リレーは各チーム4人（1人少ない赤組には10年前同様ガリタさんが助っ人として参加）によるトラック5周（1人1周、アンカーは2周）を行い、1位のチームから20点・15点・10点・5点が加算。計100点満点で行われた。

| チーム | 順位                | 名前       | 徒競走  | 高跳び | 逆上がり | 相撲 | リレー | 合計 |
| ------ | ------------------- | ---------- | ------- | ------ | -------- | ---- | ------ | ---- |
| A      | 1                   | 大島優子   | 30 (1)  | 20     | 15       | 10   | 20 (1) | 95   |
| A      | 2                   | 松井珠理奈 | 28 (2)  | 20     | 15       | 15   | 15 (2) | 93   |
| A      | 3                   | 山本彩     | 24 (4)  | 20     | 15       | 15   | 10 (3) | 84   |
| A      | 4                   | 川栄李奈   | 22 (5)  | 20     | 15       | 5    | 10 (3) | 72   |
| B      | 5                   | 横山由依   | 26 (3)  | 10     | 0        | 15   | 15 (2) | 66   |
| B      | 6                   | 渡辺美優紀 | 18 (7)  | 10     | 15       | 5    | 10 (3) | 58   |
| B      | 7                   | 北原里英   | 22 (5)  | 20     | 0        | 10   | 5 (4)  | 57   |
| B      | 8                   | 峯岸みなみ | 16 (8)  | 10     | 0        | 10   | 20 (1) | 56   |
| クソ7  | 9                   | 渡辺麻友   | 14 (9)  | 20     | 0        | 0    | 20 (1) | 54   |
| クソ7  | 10                  | 島崎遥香   | 10(11)  | 10     | 0        | 15   | 15 (2) | 50   |
| クソ7  | 11                  | 入山杏奈   | 6 (13)  | 10     | 0        | 5    | 15 (2) | 36   |
| クソ7  | 12                  | 小嶋陽菜   | 10 (11) | 10     | 0        | 10   | 5 (4)  | 35   |
| クソ7  | 13                  | 指原莉乃   | 4 (14)  | 10     | 0        | 0    | 20(1)  | 34   |
| クソ7  | 14                  | 柏木由紀   | 14 (9)  | 10     | 0        | 0    | 5 (4)  | 29   |
| クソ7  | 15 （クソセンター） | 松井玲奈   | 2 (15)  | 0      | 0        | 15   | 10 (3) | 27   |

今回も独特の呼び名として、横山はユーキャンの企画で資格を取ったことから「ユーキャン横山」（または、「資格の子」）、松井珠理奈はAKB48 34thシングル選抜じゃんけん大会にて全てパーで勝利したことから「パー子」と呼ばれた。
- 開会式での選手宣誓は両組のバカツートップである小嶋と川栄がカンペを読みながら行ったが、「宣誓」を「せんげん」と冒頭から読み間違え、さらに次の言葉である「我々」の「々」が手書きで「R」に見えたことから「我アール」と読んでしまった。
- 途中では来賓の登場として車が到着し、秋元康が登場すると見せかけて車内から抜き打ちテストにも登場したフィギュア「ちっちゃい秋元先生」が登場する。さらに着ぐるみの「大きい秋元先生（高さ3.5メートル）」も登場し、その中から濱口演じる理事長代理・濱元康先生が（生まれてくるという設定で）登場した。
- 峯岸は抜き打ちテストから髪が伸びたことによって剛力彩芽に似ていると指摘され、そのたびに剛力がランチパックのCMで披露している「友達より大事な人」のダンスを行った。終盤では相撲勝利時やBクラス入り確定時の「喜びの舞」として披露し、放送翌日に行われた岩手県での握手会内企画「ゆるゆるカラオケ大会」でも披露[18]し、2013年のAKB紅白対抗歌合戦では原則としてグループの歌を歌うはずが、PVでも剛力とともにダンスしたバックダンサーを従えて披露した[19]。一方、剛力本人もこの物真似に対し好意的にとらえているとコメントした[20]。これ以降、この「剛力ダンス」は峯岸の持ちネタとなり、番組内外で度々披露している。
- 収録日は10月22日であり、その日の『笑っていいとも!』にて来年3月での番組終了が発表されたことを受け、逆上がり挑戦の際に指原（当時月曜レギュラー）が休憩時間中に知ったことを報告。元レギュラーであるナイナイ・濱口もショックを同じく受け、指原の挑戦をほったらかしにしてトークしていた。
- 休憩では他のめちゃイケメンバーも集まり、近くの足柄SA（下り線）で開催中のめちゃイケSAからガリタ食堂G級グルメを提供。アシスタントとして着ぐるみのガリちゃんがサーブするも、次第にイライラを募らせ、着ぐるみの中から加藤が正体を現す。かつての「岡女。体育祭」同様[注 30]、メンバーやAKBに対して暴走したところを、「今はなき相方（山本）」同様に渡辺麻友が仲裁しようと試みるが、さらにイジられたことに対し激怒し加藤と乱闘。終いには渡辺が暴走運転するカートの屋根に加藤がしがみつき、そのままプレハブ小屋に突っ込み爆発・炎上。直後に黒焦げになった2人が現れて和解した（濱口だましシリーズ第1作でのネタバラシを再現）[注 31]。また、直後に渡辺が読んでいた台本を画面に出し、一連の流れがコントであることを間接的に説明した。これに関してはFNS27時間テレビにて加藤が渡辺の顔を蹴ったことに批判が殺到し、BPOにて審議される事態になったことに対してのパロディコントという設定であり、番組冒頭からも渡辺に対し過剰に優しくするなど一連の出来事に関してネタにしていた。一連のネタ（コント）は、それ以後に行われたものを含めて「極楽まゆゆ」と命名された。
- 相撲の後、湿布を貼るため保健室へ。保健の先生として岡女。OGの藤本美貴が登場するが、メンバーが自身のソロ代表曲を答えられずいらつき、外に向かって「庄司ー!!」と夫のネタを連呼する（完全版にて放送）。
- 自身を「運動しか取り柄がない」と称した「センターバカ」こと川栄は宣言通り好成績を収めAクラス入りした一方、同テストトップだった入山は高跳びでバーの直前で急減速して激突するなどした結果クソ7入りとなってしまい、抜き打ちテストとは逆の結果となった。岡村からも「抜き打ちテストで増えた入山のファンが川栄に流れる」と評した。
- 川栄と入山の逆転現象が起こる一方で、小嶋・島崎・指原・柏木の4名はバカ7に続きクソ7入りすることになった（ただし、バカ7トップの柏木はテストの際に次の順位のメンバーとの差が30点開いていたことから、柏木以外のバカ7入りした6名が「バカ6」とされたため、事実上、小嶋・島崎・指原の3名が「バカ6」かつ「クソ7」となった）。
- 最下位の松井玲奈は団体戦では他のメンバーに助けられ得点を残したものの、個人戦3種目は全て最下位という結果が最後まで尾を引き、クソセンターとなってしまった。ラストは濱元先生から金のウンチ型王冠（おウン冠）が授与され、同じく金のウンチ型の被り物をした踊り子と共に「ウンチングゲット」を披露させられ、さらにその後、AKB48のロゴのうちBの字がウンチ型に変えられたロゴの印刷されたタオルを持ってウィニングランならぬウンチングランをする羽目になった。
- また、メンバー内で運動音痴として通りながらも体育祭には不参加だった高橋みなみについては、この収録の1週間後、後輩のてんとうむChu!のメンバー（岡田奈々、小嶋真子、西野未姫）共々別の仕事と騙して湾岸スタジオに呼び出し、廊下で50メートル走を実施した（高橋が赤組、てんとうむChu!のメンバー3名が白組扱い）。結果は4人のうち最下位、体育祭参加メンバーの中では下から3番目として運動音痴が証明され、これを考慮して総合12位に割り込まされ、順位が繰り上がった渡辺に代わりクソ7入りとなった。岡村は、終始高橋を「総監督」ではなくアクセントを変えて「ソウ監督（宗兄弟）なのに足が遅い」といじり続けた（呼び方自体は、テストのとき同様）。

### 3年B組岡村先生
2013年12月14日。岡村がめちゃイケメンバーの親を呼び三者面談を実施。

### AKB卒業記念!大島優子と行くお笑いローカル路線バスの旅

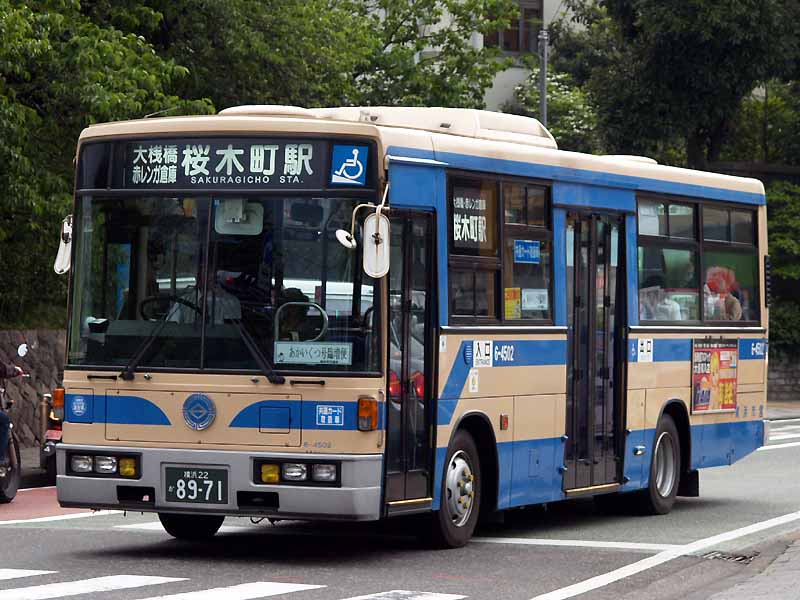
お笑いローカル路線バスの旅で使用された車両と同型の車両

2014年4月12日放送。テレビ東京列の土曜スペシャル「ローカル路線バス乗り継ぎの旅」のパロディ。AKB48から卒業し女優に転身する大島優子がお台場を出発し、ナインティナイン（岡子能収と矢部川陽介）と一緒に卒業公演『AKB48単独&グループ 春コン in 国立競技場〜思い出は全部ここに捨てていけ!〜』の会場である国立競技場を目指して1泊2日の旅をする。しかし、下車した停留所では難所が待ち構えている。使用したバス車両はかつて横浜市営バスで使用していた車両である。
- 番組中では公演前日と当日（3月28日・29日）にまとめて収録したかのような演出があるが、実際の収録開始日は3月19日であり、バスの出発から間もなくして、矢部の長男誕生の連絡が入る。
- 最初の停留所「水槽前」では、水槽に潜って入り組んだコースの先にある獲物を獲りに行くが、獲物がボウリングの球やダンベルなど重いものばかりな上に息が続かずことごとく失敗。応援ゲストとしてニセ剛力彩芽（峯岸みなみ）が登場しエールを送るが、最終的に峯岸が誤って水槽に落下してオチが付き終了。
- かつて『安堂ロイド〜A.I. knows LOVE?〜』に出演したことから、停留所「最新型アンドロイド前」にて、アンドロイド「甘えん坊ヘビロテ優子ちゃん2号」に扮して日本エレキテル連合とコントを行う。この後、コントの恰好のままで出演者とスタッフの夕食として芝公園にてクレープの買い出しに出された挙句、濱口と川栄李奈による「笑うバカップル」の餌食に。さらにバスには置き去りにされ、12人分のクレープを抱えたまま走る羽目に。
- なぜか初日のバスが緑山スタジオで終点となったため、タクシーに乗り換えるが、カースタントに挑戦させられる。
- ホテルに泊まるも、寝起きドッキリ（川栄の靴の臭いを嗅がされる）を仕掛けられ、大島推しだという大道具スタッフ・西と握手。
- 再びバスに乗って横浜から国立を目指す中、加藤と渡辺麻友による「極楽まゆゆ」と遭遇。渡辺に顔をケーキに押し付けられる。さらにこの後、岡子共々熱湯風呂に落とされ、熱湯コマーシャルで女優業の宣伝を行う。
- 国立到着後、AKB48メンバーに出迎えられるが、そこに江頭2:50、さらに自身がキャプテンを務めていたチームKのメンバーが江頭のコスプレ（江頭チームK）で集合し『一言物申す』調に感謝の言葉を述べる。締めは、大島と同期(2期生)の小林香菜が手紙を読み上げ、大島がそれに応えてメンバーに話しかけた。
- コンサート本番、バスの中で大島本人が会いたいと言っていた「たかっしー」が『会いたかった』歌唱中に現れ唖然とする。
- また、大島の卒業直後の放送である同年6月14日にはクイズ濱口優と同様の形式で無理難題にチャレンジする「クイズ大島優子」が放送された（当初は5月3日に放送予定であったが諸事情で放送延期となった）。

### ナンパ企画
男性芸能人が下心なしで女性をナンパできるかを競う対決企画。
めちゃ2モテないッ! -I am UNPOPular!- THE NANPA MECHAIKE BOYS RUN 2014
2014年5月10日・8月2日・8月9日放送。
めちゃイケ男子メンバーのうち3人がナンパ対決を行う。
各自それぞれ自分がナンパしやすいところに行き、ナンパを行い、「連絡先を教えてもらう」「食事をする」などの行動を出すことができれば行動に応じたポイントを獲得。さらに相手が芸能人だった場合は得点が2倍。ただし、女性の方からを声をかける「逆ナン」は無効。昼〜夕方のDAY STAGE、夜のNIGHT STAGEの合計ポイントが一番低い人が「めちゃめちゃモテない王」となる
また、スタジオではメンバーとゲストが誰が一番ポイントを獲得するかを予想。的中者には焼肉券5万円が1人ずつ与えられるが、その代金は最下位（モテない王）を選んだ人たちが割り勘で支払う。
タイトル、OP映像は「めちゃモテ」のセルフパロディとなっており、トークセットも当時を完全再現している。また、企画内容やポイントシステム、テロップなどの演出面は「テレクラキャノンボール2013」をオマージュしており、タイトルでは「Respect to カンパニー松尾」と表記されている。
スポーツナンパ選手権
2014年11月1日放送。
2014年10月4日放送の、めちゃイケ vs EXILE TRIBE 7番勝負での「ナンパ対決」にて36秒という記録を出した矢部に挑むべく、どれだけ早くナンパできるかを争う。
1人ずつ街の女性に1回だけ声をかけ、カフェに連れてこられれば成功。所要時間が記録となる。失敗した場合は記録なし。1人2回行い（1回目は原宿・2回目は西麻布）、最高記録で矢部を越せるか挑戦する。
なお、7番勝負ではカフェの外に出た時点から計測スタートだったが、スポーツナンパ選手権は外に出て女性に声を掛けた瞬間から計測が始まるため、矢部の公式記録は31秒2となる。
渋谷ナンパ駅伝
2017年1月21日放送。
駅伝形式でナンパの速さを競う。企画ベースやロゴは箱根駅伝のパロディ。岡村監督率いる「めちゃ山学院大学」と、綾野剛が選手兼任監督を務める「新宿スワンII大学」による対決。
同時に渋谷宮益坂周辺でナンパを行い、相手を連れて中継地点となるモニタリングセットが組まれた居酒屋に連れてくることでタスキリレーとなる。先に1区から5区までナンパを成功させた方の勝利。本家同様監督による並走と助言は可能。
ただし、綾野は自らの宣言により1区から5区まで全て自分で担当（5回ナンパで勝利）。それでも圧倒的強さだったため、4区のみ綾野に似ていると自称するスピードワゴン・小沢が代走した。

### AKB48どっきり解散総選挙
2014年12月6日に放送。AKB48グループの総監督を務める高橋みなみの熱愛スキャンダルが発覚したら、それを知った選抜メンバーはどのような反応をするかを隠し撮りし、その様子を別室でモニタリングするめちゃイケメンバーがリアクションの良いメンバーに3回に分けて投票、その中から最も良いリアクションを示す「どっきりセンター」を決める。ターゲットは発売時期が近かった「希望的リフレイン」の選抜メンバーの内30人で、高橋も冒頭で企画告知という形でドッキリにかけられたため人数に含まれる。本当の解散総選挙が行われる前週に放送された。
- 初回、撮影のためスタジオに来た選抜メンバーに対し、48グループ総支配人の茅野しのぶが「高橋と男性が仲良さげに写った写真」を見せスキャンダル発覚を告げる。
- 2回目では、ニセの音楽トーク番組収録のため集まったメンバーに高橋自身が謝罪。さらに交際相手として岡村が登場し一緒に謝罪する。その後岡村が退出し番組収録が始まるが、高橋が岡村を連想させる言動を行いスタッフが揉める。なお、番組MCであったスピードワゴンもニセ番組であることを知らされずドッキリに巻き込まれ、収録終了後その事実を知らされた。
- 最後は「『AKB49〜恋愛禁止条例〜』の映画化が決定」という嘘の会見にメンバーが出席し、その途中で突然高橋が会見場に乗り込みスキャンダルを謝罪すると同時にAKB48卒業を表明し、メンバーにメッセージを送るが、最後にウィッグを取り去り特殊メイクで作ったスキンヘッドを晒し（峯岸みなみのスキャンダル謝罪時のパロディ）、さらにパーカーのフードで顔を隠した岡村が現れ「私岡村隆史は高橋みなみさんと結婚、しませ〜ん!」と発言（同年の選抜総選挙における小嶋陽菜の発言のパロディ）して同じくスキンヘッドをさらし、途端にメンバーが座る椅子が後方に倒れネタバラシ。その流れで最終投票・集計・上位の「どっきり7」発表が行われ、最終的に仕掛け人である高橋が「どっきりセンター」に選出された。

どっきり7は以下の通りである。
- 1位：高橋みなみ
- 2位：宮脇咲良
- 3位：宮澤佐江
- 4位：中野郁海
- 5位：大和田南那
- 6位：峯岸みなみ
- 7位：木﨑ゆりあ

なお高橋は放送の翌々日、本当にグループを卒業することを発表している。

### どっきり記者会見 ～もしも芸能人がいわれなき謝罪を求められたら～
2015年1月31日放送。記者に扮しためちゃイケメンバーがゲストに直撃し、疑惑を暴露し、理不尽に謝罪をするか検証。若林正恭（オードリー）、博多大吉（博多華丸・大吉）、坂上忍、千原せいじが登場。

### DJビッグ4のぶらり旅
2015年4月25日放送。笑神様は突然に…の鉄道BIG4のパロディ。

### なんにもしない大人の贅沢旅 晩秋の鎌倉編
2015年12月5日放送。高橋みなみのAKB48卒業祝い企画。

### スター見えないどっきり（秘）報告
2016年3月19日放送。

### 再会郵便局
2016年4月16日から5月28日まで放送。番組開始から20周年を迎える2016年秋、大勢の芸能人や関係者を迎え行われるであろう「なんらかのパーティー」の準備を開始。各芸能事務所などに招待状を届けるため、2016年春限定でフジテレビ前に「再会郵便局」という一般の郵便物を取り扱わない架空の臨時郵便局を開設した。コーナーでは郵便局員に扮しためちゃイケメンバーが番組でお世話になった人に招待状を直接渡し、感謝を伝える企画が放送された。「再会郵便局」のセットにはそれまで番組で使用した小道具が置かれているほか、開始当時の番宣ポスターも飾られていた。
この企画では過去のゲストの映像も放映されたが、一部の映像では山本圭壱がモザイクなしで映像に映っている。また、極楽とんぼのケンカコントの映像も解禁された。
- 「空き時間っす!」では、E村Pが「何かしらのパーティー」の招待状を持ち、4月16日・5月21日放送分では、月9ドラマ「ラヴソング」出演者に、4月16日放送分では2016年3月19日放送のドッキリ企画で激怒した哀川翔に、4月28日放送分では2004年のFNS27時間テレビで岡村とボクシングで勝負した具志堅用高に招待状を渡しに行った。また、4月16日放送の終盤近くには再会郵便局のアルバイト、みなみ君（後藤）が各メンバーの家族のもとへ招待状を渡しに言ったスライド形式の映像が紹介された。
- 4月16日放送分では、前身番組の『めちゃ×2モテたいッ!』時代にサイパンロケで、加藤浩次がスカイダイビングをした際のインストラクターと再会。3度目のスカイダイビングを行った。
- さらに「爆裂お父さん」に出演していた三男・意地晴が18年ぶりに出演。その場で畳とちゃぶ台も用意され急遽コントを行い、意地晴が加藤のジャイアントスイングを受けた。
- 「河野少年愚連隊」で、光浦が片思いをしていた舞台俳優の河野さんと再会。その際に結婚、さらに子供もいたことが明らかとなり、悲運の結末となる。
- 4月16日放送分の最後に「一番感謝しなければいけないVIP」として中居正広が登場。過去のめちゃイケでの活躍ぶりが紹介された後、メンバーは「あのオファーが無ければ、今のめちゃイケは無かった。有名になれなかった」と回想。『ザ!世界仰天ニュース』の収録を終え日テレ麹町スタジオを後にした中居をナイナイが捕まえ、他のメンバーと合流。そこで、VTRの中に一つ「ややこしい物があった」と言われる。それは、前年の27時間テレビにおいて「中居&矢部 本気のスポーツチャレンジ」を行ったVTRの終盤、中居が落とし穴に落ちるときに腹を抱え笑っていた出演者の一人が本放送のあった2016年3月当時、不祥事を起こし自粛せざるを得ない清原和博であったから。その再現が必要だったため、清原の物まね芸人（番組内では「リトルさん」と呼んでいた）が登場。中居が再現を嫌がって帰ろうとしたときに落とし穴に落下。物まね芸人は腹を抱え笑い再現は成功となる。
- 4月30日放送分では、「ヨモギダ少年愚連隊」のヨモギダ君に再会。ファイナルのエンディング、鍼灸学校で勉強に打ち込んでいたヨモギダは東京・神谷町のとあるマッサージ治療院のスタッフとなっていた。再会したヨモギダは雛形にマッサージをさせようとするも、北海道ロケの関係でマッサージする前に終了となった。ヨモギダは「20年も同じことやりやがって」と吐き捨てるも矢部に「同じこと繰り返すよ。基本や!」と言い返される。
- 次に、「深野少年愚連隊」でメンバーが会いに行った加藤の義父の深野さんに再会する。しかし深野さんは2013年からの闘病生活の末、2015年の秋に鬼籍に入っていたことが明かされた。この事をメンバーは周知していたが、この日まで番組で触れることはなかった。しかし、深野さんの長年にわたるめちゃイケへの貢献に感謝するため、深野さんの眠る地元・小樽の納骨堂へ招待状を渡しに赴いた。
- 5月21日放送分では、レモンガスのCMパロディで共演した小島あやめと再会。現在、明治大学に通っているという情報をもとに、明大前駅で再会。駅前で大勢の群衆とともにCMパロディのラップを行った。また、濱口はこのCMパロディの後に小島と原宿で行った「どざデレラ」を探すロケが出来が悪くお蔵入りになったこと[注 38]を詫びている。
- 後半では、「クイズ濱口優」で登場した「オオガニ君」、「ストーカー・危険な女」で登場した大トカゲの「キャンディちゃん」に再会。招待状を受け取ってもらうためのゲームを行い、濱口と岡村を追い詰めた。「オオガニ君」へのゲーム（濱口が口にくわえた招待状（3.5 cm×2.5 cm）をオオガニ君に受け取らせる）では岡村が、「キャンディちゃん」へのゲーム（ガラスケースに入ったキャンディちゃんをケースに空いた穴から頭部を入れた岡村に接近させ、額の「肉付き招待状（10 cm×7 cm）」をカブリつかせる）では濱口と雛形が、それぞれ番組ではお約束であるおりも政夫に扮して進行を行った。
- 5月28日の完結編では、「オファーシリーズ」でナイナイがお世話になった人たちに招待状を渡す模様が放送された。矢部は、パティシエのオファーでお世話になった東京・高円寺の洋菓子店「メルベイユ」の中村店長に、 岡村は、結婚披露宴の司会でお世話になった北海道の小林夫妻の元を訪ねた。中村店長はこの企画限定で作った「みかんブラン」をそのまま店頭で販売。矢部は「お前やらかしたな?」と驚くも、8年間で未払いの413万7525円を支払おうとした。一方、北海道の小林夫妻に再開した岡村は放送当時高校2年の娘がいた事、18年で「岡村派」から「志村派」（再会郵便局ではなく、裏番組を見ていた）に切り替えた事に驚かされる。
- 最後に、「台湾少年愚連隊」に登場した台湾の類似番組「総芸旗艦」のプロデューサー・アポンが自ら再会郵便局を訪ねる。メンバーはアポンから「あの事件の後で故郷の台湾を離れ、中国のテレビ業界にヘッドハンティングされ、北京で200人の社員を持つテレビ制作会社を経営している」と聞かされ、またミシュラン一つ星のパティシエの妻と結婚したことも明かされた。最後に「全員への感謝として北京に招待したい」と航空券を持ってきたアポンに対し、岡村は「プライドとして簡単には航空券を受け取れない」と「キャンディちゃん」に額の「肉付き航空券」を受け取らせた。アポンの忍耐もむなしく、キャンティちゃんがケースから出てしまい失敗となる。アポンは「本当に皆さんに中国に来てもらいたい」と述べ、晴れて一同はアジアの友人となることができた。
- この企画が放送中はエンディングのスタッフロールが無く、完結編のエンディングで全員のクレジットがなされた。

### 芸能人ハロウィンゾンビ仮装
2016年11月4日放送。秋に行われる予定だった「なんらかのパーティー」は「ハロウィンパーティー」として行うことに。しかし会場は見つからないままハロウィン前週の夜を迎える。渋谷スクランブル交差点に停めたロケバスの車中で岡村はメンバーの家を借りようと電話するも全員が断る。ところが岡村は電話口で「周りにあるものでゾンビの格好をして渋谷まで来るように」とメンバーや芸能人たちに言う。そしていつの間にかパーティーの会場探しはゾンビの格好をして渋谷スクランブル交差点を飛び歩いて点数を競う企画となってしまった。具志堅用高と哀川翔が参戦した。

### 40代の脳年齢をチェック
2016年12月3日放送。

### 芸人戦力外通告！〜俺たちは、まだやれる！〜
TBSの特番プロ野球選手戦力外通告のパロディ企画。テレビ界から消えた芸人たちを主役に大手企業にネタ見せをしスカウトを狙う。
出演した芸人は、波田陽区、あかつ、ジョイマン、天津木村、とにかく明るい安村、GO!皆川など出演。波田とあかつの二人は事前に密着ロケを敢行。高評価を受けあかつは、『さんまのお笑い向上委員会』のパネラー芸人のオファーをゲットした。

### ドキッ！ 次世代 イケメンだらけの大運動会
2017年2月18日放送。ジャニーズ事務所以外の芸能事務所に所属している男性アイドルグループによる運動会で優勝チームのみ自身の楽曲をスタジオで歌えるというもの。Da-iCE、超特急、BOYS AND MEN、XOXおよび、矢部率いる「芸人イケメン選抜」が登場し、ビーチフラッグ、跳び箱、息止め、粉相撲で競ったが、結果的に芸人イケメン選抜が優勝。矢部が「HOWEVER」が歌唱するも出演したアイドルは放心状態で矢部を睨みつけ、しらけた空気の中締め括られた。 尚、本企画においては収録時には「ドキッ！ ジャニーズ以外だらけの大運動会」と題されていたが、収録後にタイトルを差し替えられ、出演者の衣装に付けられたワッペン、マイク、バックモニターなどにモザイク処理が施されており、不自然な編集が施されていた。

### どっきり工房「スタジオドキリ」
2017年4月8日　- 5月13日に放送。全3回。

### 芸能界遅刻総選挙
2017年6月10日放送。「時の記念日」であり、本家AKB48 第9回選抜総選挙の前週に放送。略称は「CKK」。司会は本家選抜総選挙の司会も務める徳光和夫と永島優美アナ、岡村扮するオカネ。
芸能界屈指の遅刻魔16人に「お台場夢大陸の打合せで湾岸スタジオに朝9時入り」というニセスケジュールを伝えたうえで、実際にどれだけ遅刻をするかを競い、一番遅く来た者が「遅刻センター」となる。状況を把握するため全員に対しスタッフが尾行しているが、万が一寝坊や道の間違えなど起こった場合でも一切の手助けは行わない。到着と同時にAKB総選挙風にネタバラシが行われ、すぐに本家さながらの喜びのスピーチをしてもらう。
なお、ゲストとして高橋みなみの他、ひな壇には「遅刻アンダーガールズ」として大家志津香を始めとする本物のAKBが出演したほか、アレクサンダー到着時にはドッキリとしてOGの川崎希も登場した。また、本家総選挙のようにひざに毛布をかけながら待ったり、「未来ある子達に酷い遅刻は見せられない」として、ベスト3を前に16歳未満のメンバーが退場するなど細部までパロディを行った。
| 順位             | 名前                     | 到着時刻                |    | 順位                           | 名前            | 到着時刻        |
| ---------------- | ------------------------ | ----------------------- | -- | ------------------------------ | --------------- | --------------- |
| 1 (遅刻センター) | 新道竜巳 (馬鹿よ貴方は)  | 11時6分 (+2時間6分)     |    | 9                              | ドン小西        | 9時39分 (+39分) |
| 2                | 加藤紗里                 | 10時53分 (+1時間53分)   | 10 | 泉谷しげる                     | 9時31分 (+31分) |                 |
| 3                | パンツェッタ・ジローラモ | 10時37分 (+1時間37分)   | 11 | 池田美優                       | 9時23分 (+23分) |                 |
| 4                | 山田親太朗               | 10時31分 (+1時間31分)   | 12 | 肥後克広 (ダチョウ倶楽部)      | 9時20分 (+20分) |                 |
| 5                | 徳光正行                 | 10時10分 （+1時間10分） | 13 | マンボウやしろ                 | 9時17分 (+17分) |                 |
| 6                | 濱口優 (よゐこ)          | 9時53分 (+53分)         | 14 | 八十島宏行 (ザ ツネハッチャン) | 9時6分 (+6分)   |                 |
| 7                | アレクサンダー           | 9時47分 (+47分)         | 15 | 蝶野正洋                       | 8時59分 (-1分)  |                 |
| 8                | 鈴木紗理奈               | 9時42分 (+42分)         | 16 | ノブ (千鳥)                    | 8時56分 (-4分)  |                 |

### 父の日特別企画 俺の娘はカタいはず！！
2017年6月24日放送。

### 2代目江頭2:50オーディション
2017年7月1日放送。50歳を迎え、老化も始まってきた江頭2:50の今後のために、ワッキー（ペナルティ）・サンシャイン池崎・白間美瑠（NMB48）・加藤一二三など様々な芸能人が「2代目江頭2:50」を目指し本人の前でアピールを行うオーディションを行った。
結果はオーディション参加者ではなく矢部に決定。実は江頭のブレイクには『笑っていいとも!特大号』のものまね歌合戦にて矢部がまだメジャーではない江頭の真似をしてくれたことということを恩義に感じていたという理由からであった。最後は黒タイツに着替えた矢部とともに2人で会場となるプールに飛び込んだ。

### THE NOT VOCAL MUSIC DAY
2017年7月1日放送。

### 嘘熱大陸
2017年7月29日放送。

## めちゃイケシュウ活プロジェクト
2017年11月25日スタート。略称は「MSK」。番組の2018年3月放送終了を前に、「シュウ」に様々な文字を当てはめる「シュウ活」として、番組が最後までフルスロットルで走り抜け終わるために、また、番組終了後のレギュラーがステップアップできるように様々な企画の完結編や過去行った企画の復活などを行う。

### 第0弾 告知編
前週の11月4日放送分で片岡総監督から岡村に対しめちゃイケ終了とプロジェクトを発表。岡村が「実行委員長」となり、ANN終了後の午前3時から『東野・岡村の旅猿 プライベートでごめんなさい…』でハワイに旅立つ午後6時の15時間の間に、レギュラー15人に番組終了の宣言とプロジェクトの同意を求めた。

### 第1弾 「集活」～やべっち寿司FINAL～
終了告知以来にメンバー全員が集結。さらに実際に「終活」を行った坂上忍。めちゃイケの数多くの企画に出演し、まためちゃイケ同様に長期出演番組が終了した経験を持つ品川庄司、FUJIWARA、千鳥、河本準一（次長課長）、梶原雄太（キングコング）、板倉俊之（インパルス）、カンニング竹山、ダイアン。さらに番組による終了発表の前にインスタグラムで番組の終了を先に発表してしまったたむらけんじと、それに対しTwitter上で「しばく」と宣言したヨモギダ君が登場した。

### 第2弾「秀活」「讐活」～抜き打ちテストFINAL・数取団FINAL～
女性メンバーは「秀才」の「秀活」として、「ネバーエンディングバカ」を決定するための抜き打ちテストに挑戦。男性メンバーは関取団への「復讐」として一夜限りの復活数取団を行った。

### 第3弾「周活」～中居・ナイナイの日本一周FINAL～
中居に「本当に日本一周でやりたいこと」を事前にアンケートし、それを基にナイナイとともに日本一周を行った。

### 第4弾「収活」～日本一周FINAL 未公開スペシャル～
文字通り中居・ナイナイの日本一周FINALの未公開を放送

### 第5弾「衆活」～シンクロナイズドテイスティング団体戦FINAL～
「群衆」の「衆」として、めちゃイケメンバーを始め人気芸人たちによる最後のシンクロナイズドテイスティングを行った。

### 第6弾「州活」～ヤベンジャーズ 矢部&敦士 初めての二人旅～
オカレモンがMCとなる企画。実は「少年愚連隊シリーズでニューヨークに行く」というメンバー内での雑談からニューヨークに行くことを夢見ていた矢部に、22年間番組でツッコミ役に徹してくれたお礼としてニューヨーク旅行をプレゼント。また、そのお供に日本一周内で「番組が終わったら一生会わないかもしれない」と語った敦士との仲を深めるために、2人がヒモにつながれた状態でメンバー全員が希望するおみやげの購入に挑戦。ただし、番組が定めた時間内に購入しなければならず、タイムオーバーとなった場合はスタッフが代わりに購入する代わりに代金は矢部の自腹となる（時間内に買えた場合はそのメンバーが支払い）また、矢部の英語力は「ザ・カルチャータイム」や「英語をしゃべらナイト」から変わらず散々であり、「ヤベイングリッシュ」と取り上げられた。
以下が矢部、敦士、岡村以外が頼んだお土産と価格である。赤字で表示されているのが矢部が自腹で払ったものである。また、レートは収録日当日の1ドル=115円相当で換算。
| 時刻  | メンバー | 場所                                                       | 頼んだお土産                                | 価格                     |
| ----- | -------- | ---------------------------------------------------------- | ------------------------------------------- | ------------------------ |
| 12:30 | 大久保   | 5番街のティファニー                                        | ジップの長財布                              | 475ドル(5万4625円相当)   |
| 13:30 | 福徳     | カーネギーホール隣のモートンウィリアムズ                   | フルーツロールアップ10箱                    | 40ドル(4600円相当)       |
| 15:00 | 有野     | ブライアントパーク駅前のJ&Lgames                           | 米国版スーパーファミコンクラシックミニ      | 150ドル(1万7250円相当)   |
| 15:30 | 重盛     | ハーシーズチョコレートワールド                             | NY限定のチョコレート5個                     | 75ドル(8625円相当)       |
| 16:00 | 後藤     | エンパイア・ステート・ビルの前のヤンキースクラブハウス     | マー君のボブルヘッド                        | 7ドル(805円相当)         |
| 16:30 | 川村     | メイシーズの向かいのビクトリアズシークレット               | 勝負下着を3セット                           | 247ドル(2万8405円相当)   |
| 16:30 | 白鳥     | メイシーズの向かいのビクトリアズシークレット               | とびきりエロいランジェリー                  | 83ドル(9545円相当)       |
| 17:00 | 紗理奈   | マディソン・スクエア・ガーデン近くのアパラタス             | トゥイッグワンという照明                    | 1300ドル(14万9500円相当) |
| 17:30 | 武田     | オフブロードウェイ                                         | 「スウィーニートッド」のTシャツとマグカップ | 110ドル(1万2650円相当)   |
| 18:30 | 雛形     | プリンス・ストリート駅近くのケイトスペード                 | リュックとチャーム２個                      | 370ドル(4万2550円相当)   |
| 19:00 | 加藤     | ニューミュージアム近くのポップインターナショナルギャラリー | アンディ・ウォーホールのリトグラフ          | 3900ドル(44万8500円相当) |
| 19:30 | 濱口     | ユニオンスクエアガーデン近くのフライトクラブ               | ナイキ×オフホワイトのスニーカー             | 1800ドル(20万7000円相当) |
| 20:00 | 光浦     | ソーホーのモマデザインショップ                             | パントンの赤い椅子                          | 310ドル(3万5650円相当)   |

放送内で自腹額を7660ドル(88万0900円相当)と発表したが、計算すると7585ドル(87万2275円相当)となる。
最終日では自由の女神像の前で2人で本音で語り合ったが、その最後にはまたしても「笑う男」が登場し、矢部の発言を笑い飛ばした。

### 第7弾「終活」～爆裂お父さん 最終話～
名物コーナー『爆裂お父さん』の最終話として、本物の加藤の家族も迎えてトークを行った。

### 第8弾「週活」～めちゃイケネタNo.1決定戦～
よゐこ発案の「シュウ活」企画。司会進行は、西山アナ。ナイナイ・よゐこ・極楽とんぼ・オアシズ・ジャルジャル・たんぽぽが、1週間の準備期間を設け、めちゃイケで最初で最後となる純粋なネタ対決を行う。ネタ時間は一般的な賞レース同様の4分。漫才・コントのどちらでも可。芸人以外のメンバーを含む仙台市民の観客500人の前で披露し、コンビごとに面白かった場合投票する方式で優勝を決める。これは2011年の東日本大震災以来毎年行ってきた「東北応援企画」のファイナルも兼ねている。
- 極楽は、加藤が平昌オリンピックの取材中に羽生結弦の演技を見て思いついたコント「キスアンドクライの悲劇」
- オアシズは、ガチの新作漫才「ババアの悩み」
- よゐこは、コント「ロボット研究所」
- ジャルジャルはコント「万引きGメン講習会」
- ナイナイは13年ぶりにネタを作成したが岡村が提案したギター漫談「なんでやねん」と題して披露。それぞれ岡村オファーシリーズ、矢部オファーシリーズのジャージを2人とも着てテツandトモをもろパクリした。
- たんぽぽはコント「放送部の放課後」を披露。

結果は235票でたんぽぽが優勝となり、第0弾にて終了を聞かされた際に語った「何か爪痕を残したい」という目標も叶えることができた。2位は極楽とんぼ（116票）、3位はよゐこ（105票）。ナイナイのネタにはメンバーからもブーイングが起き、披露後には加藤からコンビ揃ってガチ説教をされていた。

### 第9弾「醜活」～めちゃ日本女子プロレスFINAL～
ファイナルにして4年ぶりの復活。第0弾で「めちゃ女がやりたい」と語った光浦が、前回対戦した横山由依率いる『AKBフライングピーナッツ』とのラストマッチを行った。

### イベント「臭活」～臭活イベント〜
放送残り1ヵ月の2018年3月4日から放送終了から1週間後の4月8日までお台場・フジテレビ本社屋で開催。テレビで見るだけでは伝わらないめちゃイケの「ニオイ」を最後に感じてもらうべく、本社屋の様々なトイレにメンバーからのメッセージや秘蔵写真などを公開のほか、7階・フジテレビショップ「フジさん」ではグッズの販売に加え小道具や衣装の展示を実施。また、1階・マルチシアターでは3月の土日限定で、「拾活シアター」と題し、めちゃイケの秘蔵映像が上映される。

### 過去の映像で振り返る「拾活」
関東ローカルセールスの番組枠で3月10日からの土曜（3月10日・17日・24日）14：33〜15：30及び、最終回放送週から放送直前の26日から31日まで9回に分けて放送。岡村（MC）・油谷さん（山本）・チェチェナちゃん（くっきー）が『記録よりも記憶に残るベスト10』と題し、スタッフが選んだめちゃイケ歴代企画をランキングで紹介する。
- 10位（3月10日放送）：「岡村奇跡の復活回（2010年11月）」
- 9位（3月17日放送）：「めちゃ日本女子プロレス（1999年5月）」
- 8位（3月24日放送）：「濱口だまし（映画オファー編）（2000年1月）」
- 7位（3月26日放送）：「雛形暴走ひなまつり」[注 42]（2006年3月）
- 6位: 「早寝企画」(2004年1月)[注 43]
- 5位（3月28日放送）：　「BPO企画～めちゃイケの流儀～」(2010年2月)
- 4位（3月29日放送）：　「深野少年愚連隊」(1997年6月）
- 3位（3月30日放送）：　「お笑いバトルロワイアル」(2001年2月）
- 2位（3月31日放送）：　「岡村オファー　ボクシングへの道」(2005年10月）
- 1位（3月31日放送）：　「今夜放送！最終回スペシャル」(2018年3月）

### 最終回「祝活」～22年間の感謝を込めて最後はみんなで空高く舞い上がれスペシャル!!～
最終回でも悲しまず、「お祝い」として舞い上がっていこうということで、歴代の過激コーナーを全て新撮で行った。
- 22年前の1996年10月の第1回オープニングと同じ船・同じ場所で「船上最終回お祝いパーティ」を実施。途中では番組ファンの小栗旬・綾野剛が駆けつけ思い出トークを行った。また、オファーシリーズでお世話になった松岡修造からは「修活」としてメンバーを勇気づける言葉を贈った。また、番組に多数出演した錦野旦も来たものの、強風で声が聞こえないため乗船できず、船着き場で松岡や加藤になだめてもらったものの、喧嘩のさなか加藤と共に海に転落。持ってきてくれたプレゼントを救出するため水温5度の海に松岡も飛び込んだ。
- シャンプー刑事が18年ぶりに復活。ホリプロ本社に潜入し、小島瑠璃子・つぶやきシローにシャンプーを決行。ラストは石原さとみだと思っていた武田が突入すると和田アキ子が構えているというドッキリを決行。無礼を働いた武田に対し和田とともにシャンプーを行った。
- 15年ぶりに「クイズ濱口優」を実施。観覧には矢部オファー第12弾の舞台となったパン屋「パレット」の夫婦も来てくれた。濱口に加え、15年ぶりにモンキッキーも出演。さらに「検死に回された有名ロッカー」として濱口と親交が深いToshIが特別出演。「あつあつおしぼりを2人で投げ合いつつも遺体なので微動だにしないToshI」という答えに沿うべく、あつあつおしぼりを投げ合う2人にToshIも巻き込まれた。
- 「最終回にやってみよう 格闘女神MECHA」として「めちゃ日本女子プロレス」真のファイナルを開催。13年ぶりに「極楽同盟」が復活し、井上京子・紫雷イオコンビと対戦。レフェリーには亡くなった阿部四郎に代わり「吉岡四郎」として博多大吉が務めた。ラストはまたしてもチビタイガーマスクが登場し裸で2人と対戦。さらに関根勤がジャイアント馬場のモノマネで登場し、チビタイガーや極楽同盟らに惜別の「16文キック」を、さらに井上には両足の「32文キック」を喰らわせた。
- クレームによって終わった伝説の企画「七人のしりとり侍」が17年ぶりに復活。ゲストとして「野武士に叩かれてもクレームが来にくい人」を集めた「七人のセンバツ侍（宮迫博之・カンニング竹山・梶原雄太・くっきー・ウエンツ瑛士・ジミー大西・ウド鈴木）」とともに対決。「しりとり侍」VS「センバツ侍」の連帯責任制で、負けた方はチーム全員が叩かれるが、刀を抜いて応戦OKというルールになった。
- 「突然熱湯コマーシャル」ではパロディ元「熱湯コマーシャル」を行っていた「スーパージョッキー」の司会・ビートたけしに仕掛け、番組に出演してくれたことと企画の「10年分の恩返し」をすることに。最初の2人は「今のたけしのモノマネをする松村邦洋」「元テレ時代のたけしのモノマネをする劇団ひとり」だったが、ラストはたけし本人が登場。しかし、ロケバスをジャックしてモニタリングリームに突撃したことでモニタリングルームの床が傾きメンバーが熱湯に落とされるという逆ドッキリに。追い打ちとして松村・ひとりとともに消火器やバレーボールで攻撃するも、たけしもメンバーからの反撃に遭って熱湯に落とされた。
- フジテレビにて「たまッチ!」終わりの「公認めちゃイケメンバー」の中居の元へ。日本一周FINALにてAD吉井にゴヤールのバッグをあげたものの、他のADには何もあげていないということでADに様々な私物をプレゼントした結果、裸で帰ることに。
- 「Mの三兄弟」が17年ぶりに復活。「センターバカ」からCM女王になった川栄李奈がめちゃイケに凱旋し、三兄弟に対して名作仕打ち（脛ブランコ・イカリング〇×ゲーム・巨大タイヤ転がし）を行った。
- 休憩の船内ではテツandトモが登場。「めちゃイケネタNo.1決定戦」で「なんでだろう」をパクったナイナイに対して、そのことについての「なんでだろう」を披露し、メンバーの不満を解消するとともに、ナイナイもコラボと謝罪を行った。
- 再び船着き場では「江頭2：50の一言物申す」を行うが、逆ドッキリとして江頭が打合せ中の控室に突入し、その日の段取りを目撃。「プロだからちゃんとやる」となだめつつも、本番では江頭が台本通りに行動する事や、想定外の事をアドリブと言及。最後は台本通りに海に飛び込もうとするも川村が代わりに落ちてしまったため、江頭が海に飛び込んで救助した。
- 最後は「とぶくすり」以来に様々なセットを使ってお台場の森[注 44]に秘密基地を建設してトークを実施。そして岡村が最後にやりたかった「めちゃイケで結婚式」を叶えるため、セットの犬を新婦、「爆裂お父さん」で夫婦を務めた加藤と光浦が媒酌人、矢部が司会となって疑似結婚式を開催。新郎・岡村へのスピーチという形で、メンバー1人1人が番組に対するスピーチを行い、番組への想いや感謝を語った[注 45]。ラストの岡村の後にはパーデンネンに扮した明石家さんまが登場。待ち時間の長さや岡村が涙を見せたことにダメ出しをしつつも、番組終了時に「土8をさんま（ひょうきん族）に返す」という謎の報告をした岡村に対し「土8はめちゃイケ」と認めた。
- 結婚式が終わり、秘密基地の撤収作業中に総監督から岡村に卒業証書が渡される。それは他のメンバーも自分の企画終了時に渡された物であり、番組を「学校」みたいととらえていたメンバーに対しての「番組からの卒業証書」だった。
- ラスト105秒はサザンオールスターズの『みんなのうた』に乗せながら海岸にて全員で卒業証書を持って歩き出したが、カウントがゼロになった瞬間に、卒業証書内の一文「決して足元をすくわれないように、しっかりと前を向いて歩き続けましょう」の如く、全員落とし穴に嵌り、岡村の「来週もやってるかもよ!!」という一言とナレーション木村の「やってないんでご注意ください！」のツッコミで22年間にわたる歴史に幕を下ろした[23]。 最終回から3ヶ月後には、全キャストと全スタッフが招集され総監督の片岡飛鳥から番組特製のメダルとアルバム・バッグなどが授与された。『とぶくすり』からのメンバーだった本田みずほも招集されていたことを自身のツイッターにて報告していた[24]。